# Nhật Bản
Nhật Bản (Nhật: 日本 Hepburn: Nihonⓘ hoặc Nipponⓘ), tên đầy đủ là Nhật Bản Quốc (日本国 Nihon-koku hoặc Nippon-koku), là một quốc gia và đảo quốc ở khu vực Đông Á, nằm bên rìa phía đông của biển Nhật Bản và biển Hoa Đông, phía tây giáp với bán đảo Triều Tiên qua biển Nhật Bản, phía bắc giáp với vùng Viễn Đông của Nga qua biển Okhotsk và phía nam giáp với đảo Đài Loan qua biển Hoa Đông. Nhật Bản là một phần của vành đai lửa và trải dài trên một quần đảo bao gồm 6852 đảo nhỏ; trong đó 5 hòn đảo chính bao gồm Hokkaido, Honshu, Shikoku, Kyushu, và Okinawa. Nhật Bản hiện nay không có thủ đô chính thức về mặt pháp lý mặc dù Tokyo, đô thị lớn nhất của quốc gia này, thường được coi như là thủ đô cũng như là trung tâm văn hoá, chính trị và kinh tế. Các thành phố lớn khác bao gồm Yokohama, Osaka, Nagoya, Sapporo, Fukuoka, Kobe và Kyoto.
Nhật Bản là quốc gia đông thứ 12 thế giới, đồng thời là một trong những quốc gia có mật độ dân số và đô thị hóa cao nhất. Khoảng 3/4 địa hình của Nhật Bản là đồi núi, chia thành 47 tỉnh thuộc 8 vùng địa lý. Vùng thủ đô Tokyo là đại đô thị đông dân nhất thế giới.
Con người định cư tại Nhật Bản ngay từ thời thời đại đồ đá cũ. Những ghi chép đầu tiên đề cập đến quốc gia này nằm trong các thư liệu về lịch sử Trung Hoa có từ thế kỷ 1 sau Công Nguyên. Thoạt đầu, văn hóa Nhật Bản chịu ảnh hưởng từ các vùng đất khác trong đó chủ yếu là Trung Hoa, tiếp đến là giai đoạn phong kiến chuyên chế tương tự các nước láng giềng trước khi dần hình thành những nét văn hóa riêng biệt. Từ thế kỷ 12 đến năm 1868 là thời kỳ Edo. Quốc gia này bước vào quá trình tự cô lập kéo dài trong suốt nửa đầu thế kỷ 17 và chỉ kết thúc vào năm 1853. Sau đó, Nhật Bản rơi vào các cuộc nội chiến và bạo loạn xảy ra trong gần hai thập kỷ trước khi Thiên hoàng Minh Trị lên ngôi, bắt đầu công cuộc tái thiết lại đất nước khai sinh Đế quốc Nhật Bản và bắt đầu xâm chiếm Triều Tiên, Trung Quốc và Thái Bình Dương. Năm 1937, Nhật Bản tham chiến trong chiến tranh thế giới thứ hai với tư cách là một đồng minh của phe Trục, các cuộc chiến tranh Trung - Nhật (1937) cùng chiến tranh Thái Bình Dương đã nhanh chóng lan rộng kể từ năm 1941 và kết thúc vào năm 1945 với sự đầu hàng vô điều kiện của chính phủ quân phiệt sau vụ ném bom nguyên tử xuống Hiroshima và Nagasaki của Hoa Kỳ. Sau chiến tranh, Nhật Bản từ bỏ quyền tuyên chiến, chính phủ quân chủ chuyên chế bị bãi bỏ và chế độ quân chủ lập hiến được thông qua.
Nhật Bản ngày nay là một đại cường quốc cũng như thành viên của nhiều tổ chức quốc tế lớn như Liên Hợp Quốc, OECD, G20 và G7. Sau thế chiến 2, Nhật Bản có mức tăng trưởng kinh tế thần tốc và trở thành nền kinh tế lớn thứ ba thế giới vào năm 1972 trước khi trở nên trì trệ kể từ năm 1995. Năm 2021, nền kinh tế Nhật Bản lớn thứ tư theo GDP danh nghĩa và lớn thứ tư theo PPP. Nhật Bản được xếp hạng rất cao trong chỉ số phát triển con người đồng thời có tuổi thọ trung bình cao nhất thế giới mặc dù đang có sự suy giảm dân số cũng như tỷ lệ tự sát cao.

## Từ nguyên
"Nhật Bản" (日本) có hai cách phát âm Nhật là Nihon (にほん) hoặc Nippon (にっぽん). Trước khi 日本 trở thành tên gọi chính thức, Nhật Bản được gọi là Wa (和 (Hòa)/ わ/ ワ Wa) hoặc Wakoku (和国 (Hòa Quốc) Wakoku). Wa là tên gọi mà nước Trung Hoa cổ xưa dùng để nhắc đến một nhóm dân tộc thiểu số sống ở Nhật Bản trong thời kì Tam Quốc. Nippon, cách đọc Hán-Nhật của các kí tự thường được sử dụng một cách chính thức bao gồm trên tiền giấy và tem bưu chính. Còn Nihon thường được sử dụng trong đời sống thường ngày và phản ánh sự thay đổi trong âm vị học Nhật Bản thời Edo. Hai chữ Nhật Bản (日本) có nghĩa là "cội nguồn của mặt trời", đây cũng chính là nguồn gốc cho biệt danh "Đất nước mặt trời mọc" ở các quốc gia phương Tây.
Cách gọi "Nhật Bản" trong tiếng Anh ("Japan") dựa trên cách phát âm 日本 của tiếng Trung Quốc và được du nhập vào các ngôn ngữ châu Âu thông qua con đường thương mại. Vào thế kỷ 13, Marco Polo đã ghi lại cách phát âm của tiếng Quan Thoại hoặc tiếng Ngô của các ba chữ 日本國 là Cipangu. Tên Mã Lai cũ của Nhật Bản là Japang hoặc Japun, được mượn từ một phương ngữ ở một ven biển phía nam của Trung Quốc và được những thương nhân Bồ Đào Nha ở Đông Nam Á mang đến châu Âu vào đầu thế kỉ 16. Phiên bản đầu tiên của tên gọi này bằng tiếng Anh lần đầu tiên xuất hiện trong một cuốn sách xuất bản năm 1577 dưới dạng Giapan.

## Lịch sử

### Thời tiền sử
Từ 15.000 năm trước Công Nguyên, ở Nhật Bản đã có con người sinh sống.
Từ 13.000 năm trước Công Nguyên, người Nhật đã biết làm nông nghiệp sơ khai, làm đồ gốm, sống định cư.
Từ 8000–300 năm trước Công Nguyên là thời kì văn hóa Jomon đã sử dụng đồ kim khí, chế tạo đồ gốm, nấu chín thức ăn, chôn cất người chết theo thế nằm co, có tín ngưỡng vạn vật hữu linh, có tục xăm mình, nhổ răng cửa đánh dấu tuổi trưởng thành.
Từ thế kỉ III trước Công Nguyên đến thế kỉ III Công nguyên là văn hóa Yayoi. Thời kì nay cư dân biết rèn sắt do tiếp nhận kĩ thuật từ Triều Tiên, Trung Hoa. Biết cày cuốc bằng cày gỗ, rìu đá. Họ sống quần cư, lập hào nước bao quanh làng (kango), có tục tái táng người chết (saisobo); làm mộ hình gò (funkyuubo), sắp xếp người chết theo thế nằm ngửa tay chân duỗi thẳng. Mỗi tộc người có thủ lĩnh công xã đứng đầu, liên minh nhiều công xã gây chiến tranh xâm chiếm các vùng đất khác. Xây dựng thần xã (Yashiro).
Từ thế kỷ thứ III đến giữa thế kỷ thứ VI, những nhà nước đầu tiên xuất hiện. Thần đạo phát triển khắp cả nước. Nước Nhật bắt đầu có tên gọi là Yamato.

### Thời phong kiến
Từ thế kỷ thứ VI đến đầu thế kỷ thứ VIII, một nhà nước tập quyền được thành lập và đóng đô ở Asuka (gần thành phố Nara ngày nay). Tên nước từ Yamato đổi thành Nhật Bản. Cũng trong khoảng thời gian này, thành lập nhà nước phong kiến Nhật, với cuộc cải cách Đại Hóa do Thiên hoàng Hiếu Đức đề xướng.
Giữa thế kỷ thứ VIII, Phật giáo đã thiết lập cơ sở vững chắc ở Nhật Bản.
Từ thế kỷ thứ IX đến cuối thế kỷ XII, các dòng họ quý tộc hùng mạnh ở Heian thay nhau nắm sức mạnh chính trị của đất nước, lấn át quyền lực của Thiên hoàng. Cuối thời này, tầng lớp võ sĩ (samurai) bắt đầu hình thành và tranh giành quyền lực với các dòng tộc quý tộc.
Cuối thế kỷ XII đến đầu thế kỷ XIV, quyền lực thực sự nằm trong tay tầng lớp võ sĩ ở Kamakura. Vào các năm 1271 và 1281, các võ sĩ Nhật Bản với sự trợ giúp của bão và sóng thần đã đánh bại hải quân Nguyên – Mông định xâm lược nước mình.
Từ thế kỷ XIV đến cuối thế kỷ XVI, nước Nhật trong tình trạng mất ổn định do nội chiến và chia rẽ, gọi là Thời kỳ Chiến Quốc. Nhật Bản cũng từng tấn công bán đảo Triều Tiên và nhà Minh (Trung Quốc) trong thời kỳ này, nhưng thất bại.

### Thời hiện đại
Sau đó, nước Nhật có một thời kỳ thực hiện chính sách đóng cửa ổn định kéo dài ba thế kỷ dưới sự cai trị của Mạc phủ Tokugawa. Kinh tế, văn hóa và kỹ thuật có điều kiện phát triển mạnh mẽ. Người phương Tây, khởi đầu là người Hà Lan, được phép giao thương với Nhật Bản thông qua một thương cảng nhỏ.

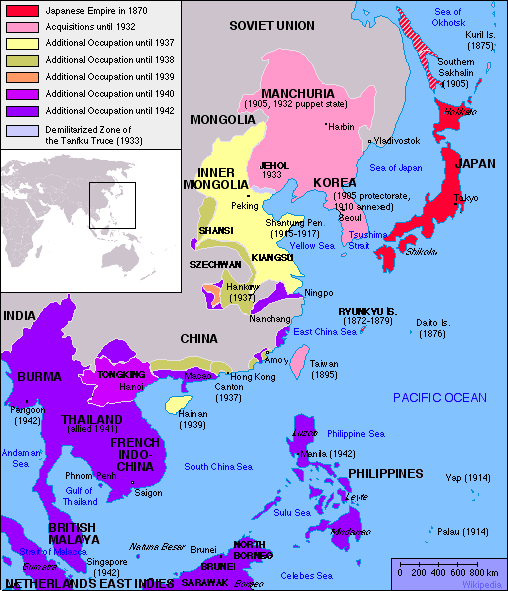
Các lãnh thổ Đế quốc Nhật Bản đánh chiếm trong giai đoạn 1872-1942

Giữa thế kỷ XIX, với cuộc Minh Trị Duy Tân do Thiên hoàng Minh Trị đề xướng, Nhật mở cửa triệt để với phương Tây. Chế độ Mạc phủ và các phiên do đại danh đứng đầu bị bãi bỏ, quyền lực được tập trung tối cao trong tay Thiên hoàng. Năm 1868, Thiên hoàng Minh Trị dời đô từ Kyōto về Tōkyō. Theo Hiến pháp Đế quốc Nhật Bản được ban hành năm 1889, Nhật là nước theo chính thể quân chủ lập hiến với quyền uy tuyệt đối của Thiên hoàng, nắm toàn bộ quyền lập pháp, hành pháp, tư pháp nhưng Hiến pháp cũng đã hạn chế ảnh hưởng quyền lực của Thiên hoàng. Trong thời kỳ này, công nghiệp hóa diễn ra mạnh mẽ, đất nước phát triển, vào đầu thế kỷ 20 thì Nhật Bản đã trở thành quốc gia có trình độ hiện đại hóa cao nhất châu Á. Với sức mạnh này, Nhật Bản xâm chiếm Đài Loan, Lưu Cầu, xâm lược Triều Tiên, đánh bại nhà Thanh, đế quốc Nga trong Chiến tranh Thanh-Nhật và Chiến tranh Nga-Nhật, trở thành nước đế quốc có thế lực ngang hàng với các cường quốc ở châu Âu.
Trong Chiến tranh thế giới thứ nhất, Nhật đứng về phe Hiệp ước. Do ở bên chiến thắng, Nhật Bản chiếm thêm được một số thuộc địa của Đức ở Thái Bình Dương.
Sang Chiến tranh thế giới thứ hai, quân phiệt Nhật đứng về phe Trục với Ý và Đức Quốc xã . Dựa vào lực lượng quân đội có trình độ khá hiện đại (đặc biệt là hải quân và không quân), trong giai đoạn đầu chiến tranh, Nhật Bản liên tiếp đánh bại quân Anh-Mỹ. Tuy nhiên, vào giai đoạn sau, Nhật Bản dần thất thế. Lần đầu tiên trong lịch sử, vào năm 1945, Nhật thất bại và phải chịu sự chiếm đóng của nước ngoài. Hoa Kỳ phụ trách việc chiếm đóng Nhật Bản, và cho tới nay Hạm đội 7 Hoa Kỳ vẫn đang đóng ở đảo Okinawa của Nhật Bản.
Sau chiến tranh, do quân đội đã bị giải tán, tất cả thuộc địa cũng bị mất, Nhật tập trung phát triển kinh tế. Tuy cơ sở hạ tầng bị chiến tranh tàn phá nặng, nhưng tiềm lực công nghệ và nhân lực của Nhật vẫn còn khá nguyên vẹn, do đó kinh tế tăng trưởng rất nhanh chóng từ năm 1955 tới năm 1970. Cuối thập niên 1970, Nhật Bản đã trở thành một nước tư bản phát triển. Manh nha những dấu hiệu đình trệ kinh tế đầu tiên sau khủng hoảng dầu lửa đầu thập niên 1970. Bong bóng bất động sản vỡ khiến kinh tế lâm vào trì trệ từ 1990 tới nay.
Bước vào thế kỷ XXI, Nhật Bản ưu tiên hơn đến những chính sách quốc gia để gia tăng vị thế về chính trị và quân sự trên trường quốc tế. Nâng cấp Cục phòng vệ quốc gia thành Bộ quốc phòng vào tháng 1 năm 2007. Tuy nhiên, Nhật Bản tiếp tục phải đối mặt với tình trạng kinh tế trì trệ, và nghiêm trọng hơn là việc tỷ lệ thanh niên kết hôn và sinh đẻ giảm mạnh, khiến nạn lão hóa dân số đã tới mức báo động.

## Địa lý

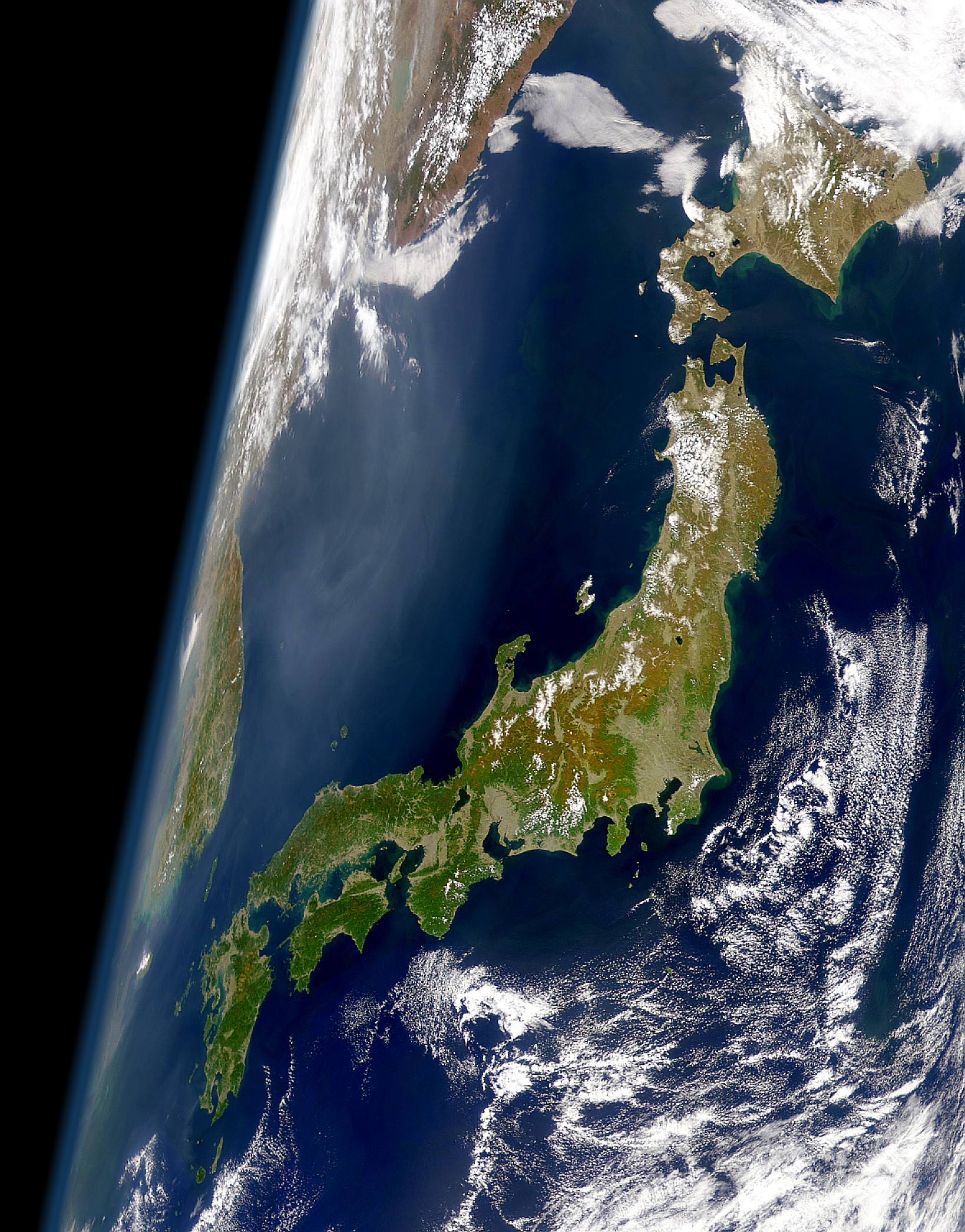
Quần đảo Nhật Bản.

Nhật Bản bao gồm 6852 hòn đảo trải dài dọc theo bờ biển Thái Bình Dương của Châu Á, hình dáng lãnh thổ giống như con cá ngựa, trải dài hơn 3000 km về phía đông bắc - tây nam từ Biển Okhotsk đến Biển Hoa Đông. Năm hòn đảo chính của đất nước theo chiều từ bắc đến nam lần lượt là là Hokkaido, Honshu, Shikoku, Kyushu và Okinawa. Quần đảo Ryukyu, bao gồm cả Okinawa, là một chuỗi nằm ở phía nam của Kyushu. Quần đảo Nanpō nằm ở phía nam và phía đông của các đảo chính của Nhật Bản. Tất cả chúng thường được gọi là quần đảo Nhật Bản. Tính đến năm 2019, tổng diện tích lãnh thổ của Nhật Bản là 377.975,24 km2, trong đó, Nhật Bản có đường bờ biển dài thứ sáu trên thế giới với tổng diện tích là 29.751 km. Do có những hòn đảo nằm ở vùng xa xôi hẻo lánh, Nhật Bản có vùng đặc quyền kinh tế lớn thứ tám trên thế giới với diện tích gần 4.470.000 km2.
Quần đảo Nhật Bản có 66,4% diện tích là rừng, 12,8% là diện tích nông nghiệp và 4,8% diện tích là khu dân cư (2002). Các khu vực có địa hình đồi núi hoặc điều kiện hiểm trở có số dân sinh sống ít hơn các khu vực khác. Do đó, các khu vực sinh sống chủ yếu của người dân Nhật Bản là các vùng ven biển, nơi có mật độ dân số rất cao: Nhật Bản là quốc gia có mật độ dân số cao thứ 40 trên thế giới, trong đó đảo Honshu có mật độ dân số cao nhất với 450 người/km2 (2010), trong khi Hokkaido là nơi có mật độ dân số thấp nhất với 64,5 người/ km2 (2016). Tính đến năm 2014, khoảng 0,5% tổng diện tích của Nhật Bản là đất khai hoang (umetatechi). Hồ Biwa là một hồ cổ và là hồ nước ngọt lớn nhất của đất nước.
Vị trí của Nhật Bản thường rất dễ xảy ra động đất, sóng thần và núi lửa phun trào vì vị trí địa lý của Nhật Bản dọc theo vành đai lửa Thái Bình Dương. Nhật Bản có chỉ số rủi ro thiên tai cao thứ 17 trong chỉ số rủi ro thế giới theo thống kê năm 2016. Hiện tại Nhật Bản có 111 núi lửa đang hoạt động. Thông thường vài lần trong mỗi thế kỷ, những trận động đất và sóng thần đã gây ra thảm họa kinh hoàng. Trận động đất ở Tokyo năm 1923 đã giết chết hơn 140.000 người, trận động đất năm 1995 đã làm 6.436 người chết. Riêng trận động đất Tōhoku năm 2011, đã gây sóng thần cực lớn lên đến 40 m, khiến hơn 19.000 người thiệt mạng và mất tích.

### Khí hậu

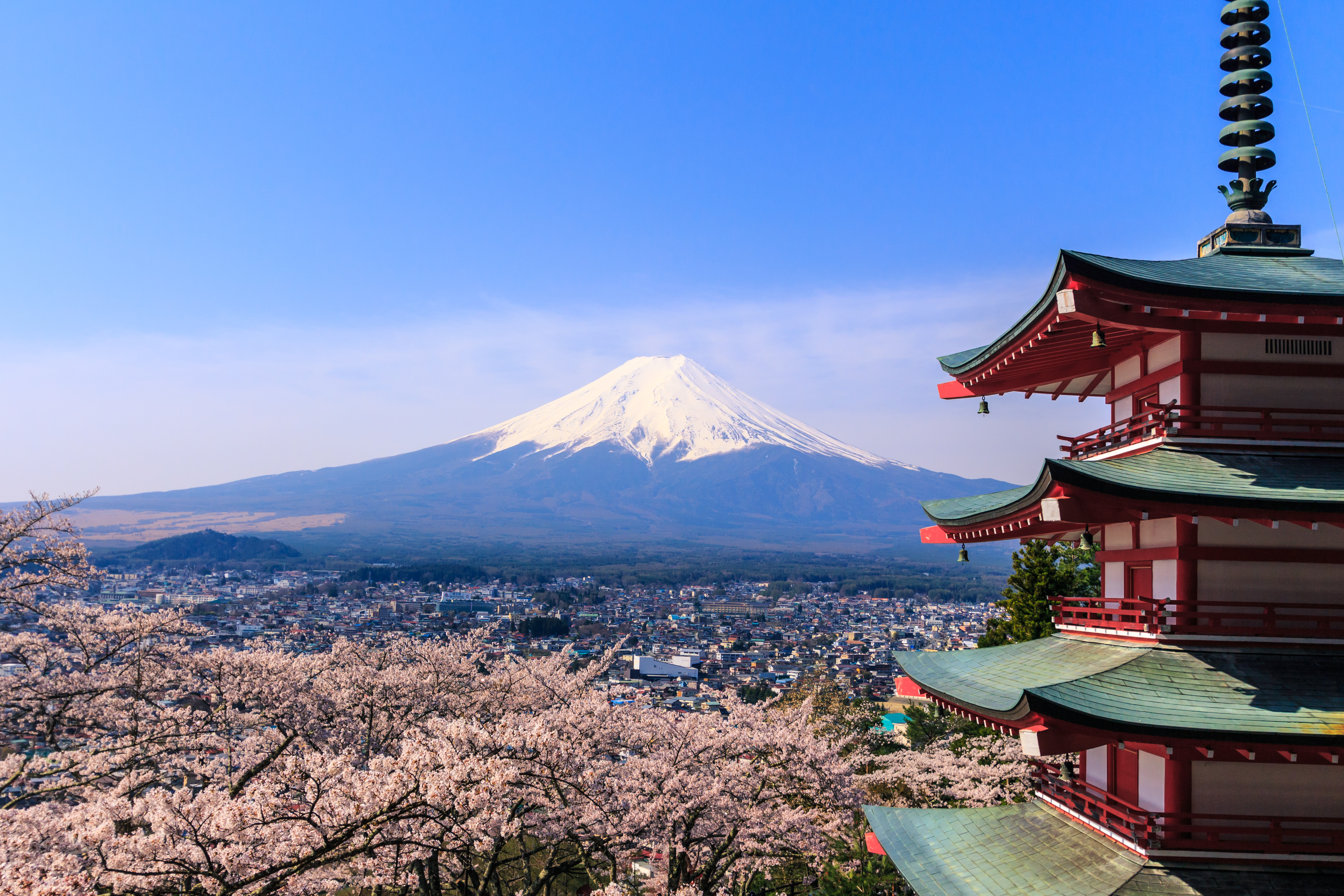
Núi Phú Sĩ vào mùa xuân, nhìn từ Công viên Arakurayama Sengen.

Khí hậu Nhật Bản chủ yếu là ôn đới tuy nhiên lại có sự thay đổi lớn theo chiều từ bắc xuống nam. Ở vùng cực bắc, Hokkaido, có khí hậu lục địa ẩm với mùa đông dài và lạnh trong khi mùa hè rất ấm áp và mát mẻ. Lượng mưa qua các mùa tuy không lớn nhưng mỗi khi vào đông, các hòn đảo thường hình thành những vừng tuyết rất dày.
Trong vùng biển Nhật Bản, trên bờ biển phía tây của Honshu, do ảnh hưởng của gió mùa đông tây bắc khiến tuyết rơi dày trong mùa đông. Tuy nhiên vào mùa hè, khu vực này đôi khi phải trải qua những ngày có nhiệt độ cao do ảnh hưởng của hiện tượng foehn. Vùng Tây Nguyên (hay vùng Koshin) có khí hậu lục địa ẩm nội điạ và nhiệt độ thường có sự chênh lệch lớn giữa mùa hè và mùa đông. Những ngọn núi ở vùng Chūgoku và Shikoku che chắn cho biển nội địa Seto khỏi những cơn gió theo mùa, mang lại thời tiết ôn hòa quanh năm.
Bờ biển Thái Bình Dương có khí hậu cận nhiệt đới ẩm và mỗi khi mùa đông đến, thời tiết ở đây ôn hòa hơn và vào mùa hè thời tiết thường nóng ẩm do ảnh hưởng của gió đông nam theo mùa. Quần đảo Ryukyu và Nanpō có khí hậu cận nhiệt đới với mùa đông ấm áp và mùa hè nóng. Lượng mưa thường rất cao, đặc biệt là khi vào mùa mưa. Thông thường, mùa mưa chính bắt đầu vào đầu tháng 5 ở Okinawa, và dần di chuyển lên phía bắc. Vào cuối mùa hè và đầu mùa thu, các trận bão thường mang theo những cơn mưa lớn. Theo Bộ Môi trường Nhật Bản, lượng mưa lớn kèm với nhiệt độ ngày càng tăng đã gây ra nhiều vấn đề trong ngành nông nghiệp và ảnh hướng đến chất lượng sản phẩm. Nhiệt độ cao nhất từng đo được tại Nhật Bản lên đến 41,1 °C (106,0 °F), được ghi lại vào ngày 23 tháng 7 năm 2018, và lặp lại một lần nữa vào ngày 17 tháng 8 năm 2020.

### Sự đa dạng sinh học
Nhật Bản có chín vùng rừng sinh thái phản ánh khí hậu và địa lý của các hòn đảo. Chúng bao gồm từ rừng lá rộng ẩm cận nhiệt đới ở quần đảo Ryūkyū và Bonin, đến rừng hỗn hợp và lá rộng ôn đới ở các vùng khí hậu ôn hòa của các đảo chính và rừng lá kim ôn đới ở phần phía đông lạnh của các đảo phía bắc. Nhật Bản có hơn 90.000 loài động vật hoang dã tính đến năm 2019, bao gồm gấu nâu, khỉ Nhật Bản, lửng chó Nhật Bản, chuột đồng nhỏ, và kỳ giông khổng lồ Nhật Bản.
Một mạng lưới rộng lớn các vườn quốc gia đã được thành lập để bảo vệ các khu vực quan trọng của động thực vật cũng như 52 khu đất ngập nước Ramsar. Bốn địa điểm đã được ghi vào danh sách Di sản Thế giới của UNESCO vì giá trị tự nhiên nổi bật.

### Môi trường
Trong giai đoạn tăng trưởng kinh tế sau Thế chiến thứ hai, các chính sách về môi trường đã bị chính phủ và các tập đoàn công nghiệp lúc đó bỏ qua. Hệ quả là ô nhiễm môi trường diễn ra trong những năm 1950 và 1960. Vào năm 1970, chính phủ Nhật Bản khi đó đã ban hành đạo luật bảo vệ môi trường. Cuộc khủng hoảng dầu mỏ năm 1973 cũng khuyến khích việc sử dụng năng lượng hiệu quả vì Nhật Bản thiếu các nguồn tài nguyên thiên nhiên.
Nhật Bản đứng thứ 20 trong chỉ số hiệu suất môi trường năm 2018 - một chỉ số đo lường cam kết của một quốc gia đối với tính bền vững của môi trường. Nhật Bản là quốc gia phát thải carbon dioxide lớn thứ năm trên thế giới. Với tư cách là nước chủ nhà và ký kết Nghị định thư Kyoto 1997, Nhật Bản tuân theo nghĩa vụ của hiệp ước nhằm giảm lượng khí thải carbon dioxide của mình và thực hiện các hạn chế khác để ngăn biến đổi khí hậu. Vào năm 2020, chính phủ Nhật Bản đã công bố mục tiêu trung lập các-bon vào năm 2050. Các vấn đề môi trường bao gồm ô nhiễm không khí đô thị, quản lý chất thải, phú dưỡng nước, bảo tồn thiên nhiên, biến đổi khí hậu, quản lý hóa chất.

## Phân cấp hành chính
Đơn vị phân vùng hành chính cấp 1 của Nhật Bản là đô đạo phủ huyện, cả nước được chia thành 1 đô, 1 đạo, 2 phủ, 43 huyện. Các đô thị lớn tùy theo số dân và ảnh hưởng mà được chỉ định làm thành phố chính lệnh chỉ định, thành phố trung tâm, thành phố đặc biệt. Phân vùng hành chính dưới đô đạo phủ huyện là thị định thôn, ngoài ra còn có các đơn vị như quận, chi sảnh, khu, đặc khu,... Căn cứ vào địa lý và nhân văn, đặc trưng kinh tế, Nhật Bản thường được chia thành 8 khu vực lớn, bao gồm: vùng Hokkaidō, vùng Đông Bắc, vùng Kantō, vùng Trung Bộ, vùng Kinki (còn gọi là vùng Kansai), vùng Chūgoku, vùng Shikoku và vùng Kyushu-Okinawa.
Mấy năm gần đây Nhật Bản thi hành chính sách sáp nhập thị đinh thôn, số lượng đinh thôn đã giảm nhiều. Hiện nay để giảm bớt sự tập trung một cực của Tōkyō và tăng cường phân quyền địa phương, Nhật Bản đang nghiên cứu bỏ đô đạo phủ huyện, chuyển sang chế độ đạo châu (thảo luận chế độ đạo châu Nhật Bản). Năm 1968, Nhật Bản ban hành chế độ mã số bưu chính đoàn thể công khai địa phương. Hiện thời đô đạo phủ huyện và các thị đinh thôn đều có mã số bưu chính của mình. Mã số bưu chính của đô đạo phủ huyện ăn khớp với tiêu chuẩn quốc tế ISO 31166-2:JP.
|                                                                              | Hokkaido 1. Hokkaido                                                    | Tōhoku 2. Aomori 3. Iwate 4. Miyagi 5. Akita 6. Yamagata 7. Fukushima | Kantō 8. Ibaraki 9. Tochigi 10. Gunma 11. Saitama 12. Chiba 13. Tokyo 14. Kanagawa                    | Chūbu 15. Niigata 16. Toyama 17. Ishikawa 18. Fukui 19. Yamanashi 20. Nagano 21. Gifu 22. Shizuoka 23. Aichi |
| Kansai 24. Mie 25. Shiga 26. Kyoto 27. Osaka 28. Hyōgo 29. Nara 30. Wakayama | Chūgoku 31. Tottori 32. Shimane 33. Okayama 34. Hiroshima 35. Yamaguchi | Shikoku 36. Tokushima 37. Kagawa 38. Ehime 39. Kōchi                  | Kyūshū 40. Fukuoka 41. Saga 42. Nagasaki 43. Kumamoto 44. Ōita 45. Miyazaki 46. Kagoshima 47. Okinawa | |

## Chính trị
|                                  |                                      |
| Naruhito Thiên hoàng từ năm 2019 | Ishiba Shigeru Thủ tướng từ năm 2024 |

Nhật Bản là một nước theo hệ thống quân chủ lập hiến, quyền lực của Thiên hoàng (天皇 Tennō) vì vậy rất hạn chế. Theo hiến pháp, Thiên hoàng được quy định là một "biểu tượng của Quốc gia và của sự hòa hợp dân tộc" mang tính hình thức lễ nghi. Quyền điều hành đất nước chủ yếu được trao cho Thủ tướng và những nghị sĩ do dân bầu ra. Đương kim Thiên hoàng Đức Nhân đứng đầu Hoàng gia Nhật Bản; cháu trai ông, Du Nhân Thân vương, là người trong danh sách tiếp theo kế vị triều đại Ngai vàng Hoa cúc.
Cơ quan lập pháp dân cử của Nhật Bản là Quốc hội (国会 Kokkai), đặt trụ sở tại Chiyoda, Tokyo. Quốc hội hoạt động theo cơ chế lưỡng viện, trong đó Hạ viện (衆議院 (Chúng Nghị viện) Shūgiin) có 465 ghế, được cử tri bầu chọn sau mỗi bốn năm hoặc sau khi giải tán, và Thượng viện (参議院 (Tham Nghị viện) Sangiin) có 245 ghế, được cử tri bầu chọn cho nhiệm kỳ sáu năm và cứ mỗi ba năm được bầu lại một nửa số thành viên. Quyền bầu cử theo nguyên tắc phổ thông đầu phiếu thuộc về mọi công dân Nhật Bản trên 18 tuổi không phân biệt nam-nữ, trong đó áp dụng phương thức bỏ phiếu kín tại tất cả đơn vị bầu cử. Các nghị sĩ quốc hội chủ yếu là người của Đảng Dân chủ Tự do có khuynh hướng bảo thủ. Đảng Dân chủ Tự do đã liên tiếp giành thắng lợi trong các cuộc tổng tuyển cử kể từ năm 1955, ngoại trừ hai giai đoạn từ năm 1993–1994 và từ năm 2009–2012. Đảng này chiếm 262 ghế trong Chúng Nghị viện và 113 ghế trong Tham Nghị viện.
Thủ tướng Nhật Bản (内閣総理大臣 (Nội các Tổng lý Đại thần) Naikaku sōri daijin) là người đứng đầu chính phủ do Quốc hội chọn ra từ các nghị sĩ thành viên và được Thiên hoàng sắc phong. Thông thường người đứng đầu một đảng chính trị chiếm đa số ghế trong Quốc hội sẽ được giới thiệu giữ chức Thủ tướng. Thủ tướng lãnh đạo nội các và có thể chỉ định hay bãi nhiệm Bộ trưởng Quốc vụ. Mặc dù việc bổ nhiệm Thủ tướng được tiến hành một cách chính thức bởi Thiên hoàng, Hiến pháp Nhật Bản quy định những người được Thiên hoàng bổ nhiệm vào vị trí này đều phải theo sự chỉ định của Quốc hội.Thủ tướng Nhật Bản hiện nay đã kể từ năm 2024 Ishiba Shigeru.
Mặc dù trong lịch sử đã từng chịu ảnh hưởng bởi luật pháp Trung Quốc, luật pháp Nhật Bản đã phát triển một cách độc lập trong thời Edo qua các thư liệu như Kujikata Osadamegaki. Tuy nhiên, từ cuối thế kỷ XIX, hệ thống tư pháp đã dựa sâu rộng vào luật châu Âu lục địa, nổi bật là Đức. Ví dụ: vào năm 1896, chính phủ Nhật Bản đã ban hành một bộ luật dân sự dựa theo bản thảo Bürgerliches Gesetzbuch Đức; bộ luật này vẫn còn hiệu lực đến ngày nay qua những sửa đổi thời hậu Chiến tranh thế giới thứ hai. Luật thành văn do Quốc hội soạn và được sự phê chuẩn của Thiên hoàng. Hiến pháp quy định Thiên hoàng ban hành những điều luật đã được Quốc hội thông qua, mà không trao cho vị vua quyền hạn cụ thể nào để bác bỏ dự luật. Hệ thống cơ quan tư pháp Nhật Bản chia thành bốn cấp bậc: Tòa án Tối cao (最高裁判所 (Tối cao Tài phán Sở) Saikō-Saibansho) và ba cấp tòa án thấp hơn. Chánh án Tòa án Tối cao do Thiên hoàng sắc phong theo chỉ định của Quốc hội, trong khi các Thẩm phán Tòa án Tối cao do nội các bổ nhiệm. Trụ cột của pháp luật Nhật Bản gọi là Lục pháp (六法 Roppō, Sáu bộ luật).

## Kinh tế

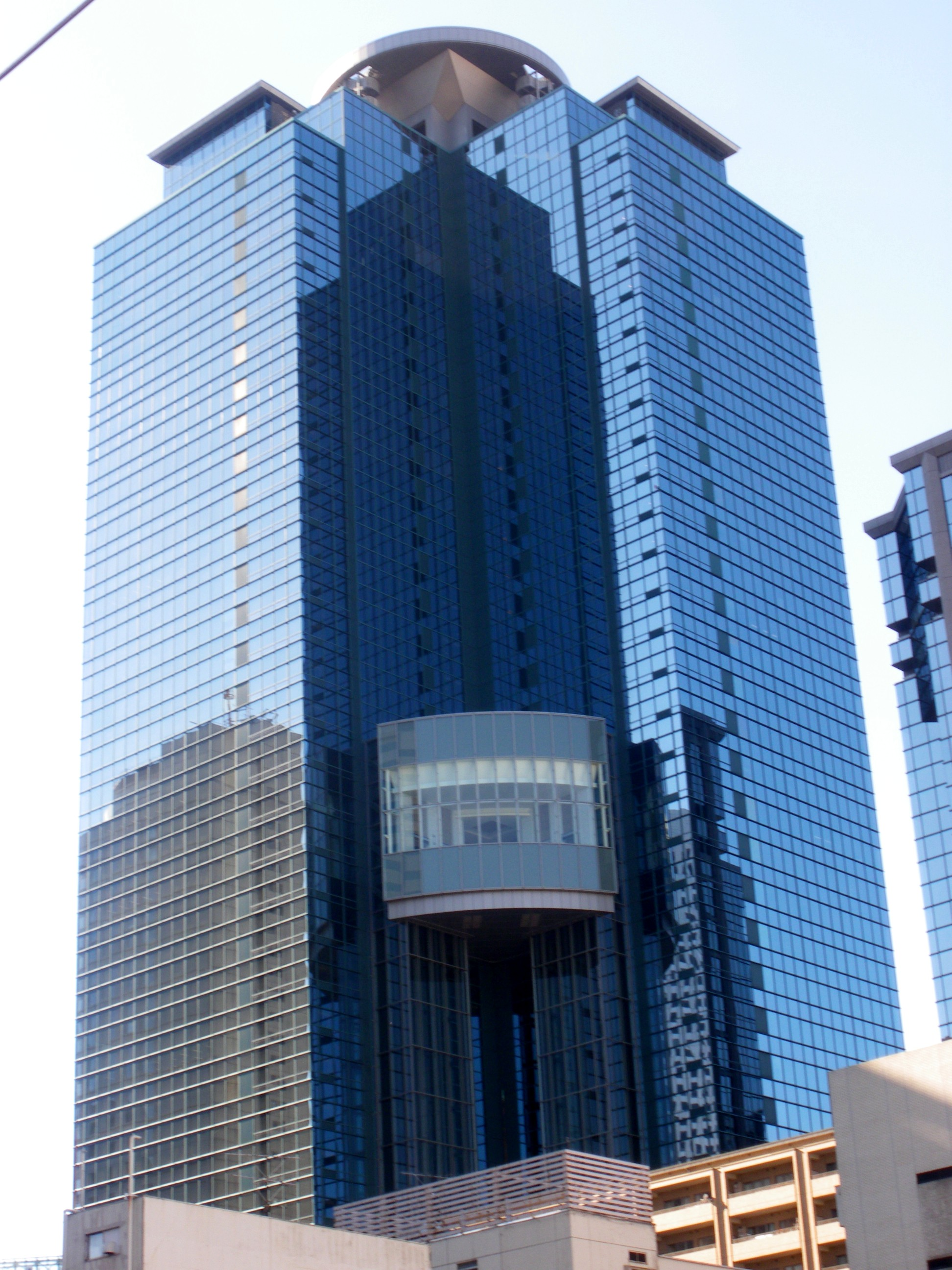
Trụ sở chính của Sumitomo Mitsui tại quận Shibuya, Tokyo, một trong các biểu tượng của sự phồn vinh Nhật Bản

### Lịch sử kinh tế Nhật Bản
Nhật Bản là nước rất nghèo nàn về tài nguyên ngoại trừ gỗ và hải sản, trong khi dân số thì quá đông, nên phần lớn nguyên nhiên liệu phải nhập khẩu. Tuy nhiên, nhờ công cuộc Minh Trị duy tân, sự công nghiệp hóa cũng như việc chiếm được một số thuộc địa, vào trước Thế Chiến thứ Hai, quy mô kinh tế Nhật Bản đã đạt mức tương đương với các cường quốc châu Âu. Năm 1940, tổng sản lượng kinh tế (GDP) của Nhật Bản (quy đổi theo thời giá USD năm 1990) đã đạt 192 tỷ USD, so với Anh là 316 tỷ USD, Pháp là 164 tỷ USD, Italy là 147 tỷ USD, Đức là 387 tỷ USD, Liên Xô là 417 tỷ USD
Về tổng quan, sau Thế Chiến 2, kinh tế Nhật Bản bị tàn phá kiệt quệ trong chiến tranh, nhưng với các chính sách phù hợp, kinh tế Nhật Bản đã nhanh chóng phục hồi (1945–1954) và phát triển cao độ (1955–1973) làm cho thế giới phải kinh ngạc. Người ta gọi đó là "Thần kì Nhật Bản". Tuy nhiên, từ năm 1974 tới 1989, kinh tế tăng trưởng chậm lại, và đến năm 1990 thì lâm vào khủng hoảng trong suốt 10 năm. Người Nhật gọi đây là Thập niên mất mát. Đến năm 2000, kinh tế thoát khỏi khủng hoảng, nhưng vẫn ở trong tình trạng trì trệ suốt từ đó tới nay.
Từ giai đoạn 1960 đến 1980, tốc độ phát triển kinh tế Nhật Bản được gọi là "sự thần kì": tốc độ phát triển kinh tế trung bình 10% giai đoạn 1960, trung bình 5% giai đoạn 1970 và 4% giai đoạn 1980. Giá trị tổng sản lượng công nghiệp tăng từ 4,1 tỷ USD năm 1950 lên 56,4 tỷ USD năm 1969. So với năm 1950, năm 1973 giá trị tổng sản phẩm GDP của Nhật tăng hơn 20 lần, từ 20 tỷ USD lên 402 tỷ USD, vượt Anh, Pháp, CHLB Đức, chỉ kém hơn Hoa Kỳ và Liên Xô.
Sự phát triển rất nhanh của nền kinh tế Nhật Bản trong giai đoạn 1952-1973 bắt nguồn từ một số nguyên nhân cơ bản sau:
- Nhân tố lịch sử: Kể từ Minh Trị duy tân đến trước Thế Chiến thứ 2, Nhật Bản đã có 70 năm phát triển đất nước theo mô hình hiện đại và đã trở thành cường quốc số 1 châu Á trong thập niên 1930. Dù bị tàn phá nặng nề trong Thế Chiến, nhưng những nhân tố và kinh nghiệm quý báu của Nhật Bản vẫn còn nguyên vẹn, họ có thể tận dụng kinh nghiệm này để nhanh chóng xây dựng lại nền kinh tế.
- Nhân tố con người: trước Thế Chiến thứ 2, Nhật Bản đã có đội ngũ chuyên gia khoa học và quản lý khá đông đảo, có chất lượng cao. Dù bại trận trong Thế Chiến 2 nhưng lực lượng nhân sự chất lượng cao của Nhật vẫn còn khá nguyên vẹn, họ đã góp phần đắc lực vào bước phát triển nhảy vọt về kỹ thuật và công nghệ của đất nước. Người Nhật được giáo dục với những đức tính cần kiệm, kiên trì, lòng trung thành, tính phục tùng... vẫn được đề cao. Nhờ đó, giới quản lý Nhật Bản đã đặc biệt thành công trong việc củng cố kỷ luật lao động, khai thác sự tận tụy và trung thành của người lao động.
- Mức tích lũy cao thường xuyên, sử dụng vốn đầu tư có hiệu quả cao: những năm 1950, 1960, tiền lương nhân công ở Nhật rất thấp so với các nước phát triển khác (chỉ bằng 1/3 tiền lương của công nhân Anh và 1/7 tiền lương công nhân Mỹ), đó là nhân tố quan trọng nhất để đạt mức tích lũy vốn cao và hạ giá thành sản phẩm. Ngoài ra, Nhật Bản đã chú ý khai thác và sử dụng tốt nguồn tiết kiệm cá nhân. Từ 1961–1967, tỷ lệ gửi tiết kiệm trong thu nhập quốc dân là 18,6% cao gấp hơn hai lần của Mỹ (6,2%) và Anh (7,7%)
- Nhật Bản không có quân đội nên có thể giảm chi phí quân sự xuống mức dưới 1% tổng sản phẩm quốc dân, nguồn lực đó có thể chuyển sang phát triển kinh tế.
- Tiếp cận và ứng dụng nhanh chóng những tiến bộ khoa học-kỹ thuật: trước Thế Chiến thứ 2, Nhật Bản đã là một cường quốc về khoa học, công nghệ, có thể chế tạo các thiết bị công nghiệp chất lượng cao. Sau chiến tranh, nhân tố này tiếp tục được phát huy.
- Tình hình quốc tế có nhiều thuận lợi: Trong các cuộc chiến tranh ở Triều Tiên và Việt Nam, Chính phủ Mỹ đã có hàng loạt đơn đặt hàng với các công ty của Nhật Bản về trang bị, khí tài và các đồ quân dụng khác. Từ năm 1950 đến 1969, Nhật Bản đã thu được 10,2 tỷ USD các đơn đặt hàng của Mỹ (tương đương 70 tỷ USD theo thời giá 2015). Trong giai đoạn này, 34% tổng giá trị hàng xuất khẩu sang Mỹ và 30% giá trị hàng nhập của Nhật là từ thị trường Mỹ. Có thể nói nhu cầu về hàng hóa của Mỹ cho các cuộc chiến tranh ở Triều Tiên và Việt Nam là hai "ngọn gió thần" đối với nền kinh tế Nhật Bản.

Tuy nhiên, nền kinh tế Nhật Bản cũng đã phải đối mặt với những mâu thuẫn gay gắt:
- Sự mất cân đối nghiêm trọng giữa các vùng kinh tế: Phần lớn công nghiệp tập trung ở các đô thị phía Đông nước Nhật, trong khi đó các vùng phía Tây và các vùng nông nghiệp vẫn còn trong tình trạng lạc hậu. Nhiều nhà kinh tế phương Tây nhận xét rằng có hai nước Nhật: một nước Nhật rất hiện đại ở các đô thị và một nước Nhật cũ kỹ ở các vùng nông thôn.
- Sự phát triển của nền kinh tế Nhật Bản phụ thuộc nhiều vào bên ngoài cả về thị trường tiêu thụ hàng hóa và nguồn cung cấp nguyên liệu. Khi giá nguyên liệu tăng, kinh tế bị tác động mạnh.
- Mâu thuẫn xã hội ngày càng gay gắt do các công ty vì chạy theo lợi nhuận nên đã hạn chế những chi phí cho phúc lợi xã hội, duy trì lề lối làm việc khắc nghiệt khiến người làm công bị áp lực nặng nề, dẫn tới nạn tự sát và thanh niên ngại kết hôn và sinh con. Sau 1 thế hệ (tức là khoảng 30 năm), vấn đề thanh niên ngại kết hôn và sinh con sẽ phát tác hậu quả, dẫn tới thiếu hụt dân số trẻ và làm kinh tế dần trì trệ đi (tới cuối thế kỷ XX, tình trạng lão hóa dân số đã thực sự trở thành vấn đề nghiêm trọng tại Nhật Bản).

Dấu hiệu tăng trưởng có phần chững lại vào thập niên 1980, và đến những năm 1990 thì lâm vào trì trệ. Đó được gọi là Thập niên mất mát. Bình quân hàng năm trong suốt thập niên 1990, tăng trưởng trung bình chỉ đạt 0,5% mỗi năm, chủ yếu do những tác động của việc đầu tư không hiệu quả và do dư chấn của bong bóng bất động sản vào những năm 1980 đã làm cho các cơ sở sản xuất và kinh doanh mất một thời gian dài tái cơ cấu về nợ quá hạn, vốn tư bản và lực lượng lao động. Tháng 11/2007, nền kinh tế Nhật tiếp tục lâm vào suy thoái, năm 2008 khi GDP giảm 3%, mức lãi suất ngân hàng trung ương hạ đến mức 0% vào đầu năm 2009.
Nhật Bản phải xúc tiến 6 chương trình cải cách lớn trong đó có cải cách cơ cấu kinh tế, giảm thâm hụt ngân sách, cải cách khu vực tài chính và sắp xếp lại cơ cấu chính phủ... Cải cách hành chính của Nhật được thực hiện từ tháng 1 năm 2001. Chương trình tư nhân hóa 10 năm ngành bưu điện Nhật vốn không chỉ nhắm đến các hoạt động của hệ thống bưu chính quốc gia mà còn với các cơ sở ngân hàng và bảo hiểm trực thuộc đã hoàn tất vào tháng 10/2007, đánh dấu một bước tiến quan trọng trong việc tái cấu trúc ngành này của chính phủ. Dù diễn ra chậm chạp nhưng cải cách đang đi dần vào quỹ đạo, trở thành xu thế không thể đảo ngược ở Nhật Bản và gần đây đã đem lại kết quả đáng khích lệ. Tuy nhiên trong giai đoạn 2001–2015, kinh tế Nhật vẫn chỉ đạt được tốc độ tăng trưởng rất chậm, trung bình chỉ dưới 1% mỗi năm. Tính chung giai đoạn 1988-2018, trong suốt 30 năm, kinh tế Nhật Bản chỉ tăng bình quân 1,2% mỗi năm, là nền kinh tế trì trệ gần nhất trong các nước G7 (chỉ hơn Italia)
Năm 2017, nợ công của Nhật Bản đã đạt mức gần 10.000 tỉ USD, gấp 2,4 lần GDP hàng năm, mỗi người dân Nhật Bản phải gánh khoản nợ xấp xỉ 8,45 triệu yên (~78.000 USD). Hơn 1/3 ngân sách của Nhật Bản có từ nợ công, trong khi giới chức tài chính đang gặp khó khăn trong việc cắt giảm chi tiêu. Kể từ năm 2015 đến 2018, nợ công của chính phủ Nhật Bản vẫn tăng, phản ánh việc chi tiêu cho an sinh xã hội ngày càng tăng lên trong bối cảnh nạn lão hóa dân số tại nước Nhật đang ngày càng nghiêm trọng.
Lưu Ngọc Trịnh (2004) cho rằng chính mô hình từng đem lại sự phát triển nhanh thần kỳ cho Nhật Bản trong thập niên 1960-1970 thì nay đã hết thời, và sự chậm trễ đổi mới cũng như cải cách nửa vời đã khiến Nhật Bản rơi vào trì trệ kinh tế lâu đến như vậy.
Không giống như tình hình ở các nước phương Tây, khu vực tài chính Nhật không chịu ảnh hưởng mạnh từ cuộc Khủng hoảng cho vay thế chấp nhưng do đối mặt với sự sụt giảm mạnh về khối lượng đầu tư cũng như nhu cầu trước các mặt hàng xuất khẩu chủ chốt của Nhật ở nước ngoài vào cuối năm 2008, đã đẩy nước này vào vòng suy thoái nhanh hơn. Tình trạng nợ công quá lớn (chiếm 229% GDP theo số liệu của năm 2015) và tỉ lệ dân số có tuổi quá cao là hai vấn đề đầy thách thức với Nhật Bản về dài hạn. Hiện tại những tranh cãi xung quanh vai trò và hiệu quả của các chính sách vực dậy nền kinh tế là mối quan tâm lớn của người dân lẫn chính phủ nước này. Nhìn chung, trong giai đoạn 2005–2020, kinh tế Nhật chỉ đạt được tốc độ tăng trưởng rất chậm, trung bình 1% mỗi năm. Kinh tế Nhật đã bị Trung Quốc vượt qua trong giai đoạn này, và nếu tiếp tục tăng trưởng chậm như vậy thì tới năm 2025, Indonesia và Nga sẽ vượt qua Nhật về tổng GDP theo sức mua tương đương, còn các nền kinh tế mới nổi trên thế giới khác như Hàn Quốc, Malaysia cũng sẽ sớm vượt qua Nhật về thu nhập bình quân đầu người.

### Các lĩnh vực then chốt

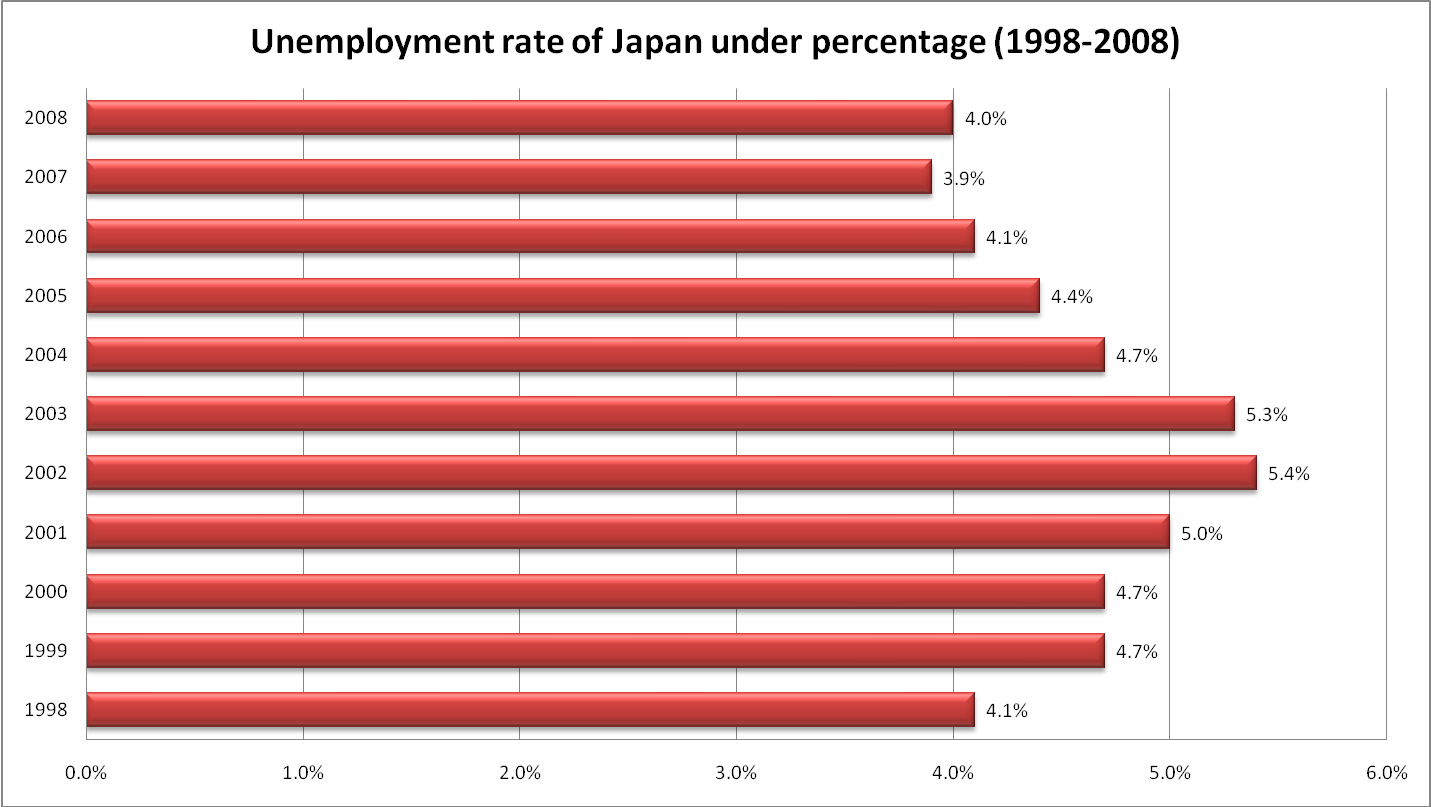
Chỉ số thất nghiệp của Nhật Bản từ 1998 đến 2008

Từ 1974 đến nay tốc độ phát triển tuy chậm lại, song Nhật Bản tiếp tục là một nước có nền kinh tế lớn đứng thứ ba trên thế giới (chỉ đứng sau Hoa Kỳ và Trung Quốc). Trong 20 năm (từ 1990 tới 2010), Nhật Bản luôn giành vị trí thứ hai về kinh tế nhưng đã bị Trung Quốc vượt qua từ đầu năm 2010. Tổng sản phẩm nội địa (GDP) tính đến năm 2021 là 4.941 tỷ USD, GDP trên đầu người là 41,637 USD (2020), đứng thứ 3 thế giới và đứng thứ hai châu Á (sau Trung Quốc). Cán cân thương mại thặng dư và dự trữ ngoại tệ đứng hàng đầu thế giới, nên nguồn vốn đầu tư của Nhật Bản ra nước ngoài rất nhiều, là nước cho vay, viện trợ tái thiết và phát triển lớn nhất thế giới. Nhật Bản có nhiều tập đoàn tài chính, ngân hàng đứng hàng đầu thế giới. Đơn vị tiền tệ là: đồng yên Nhật.

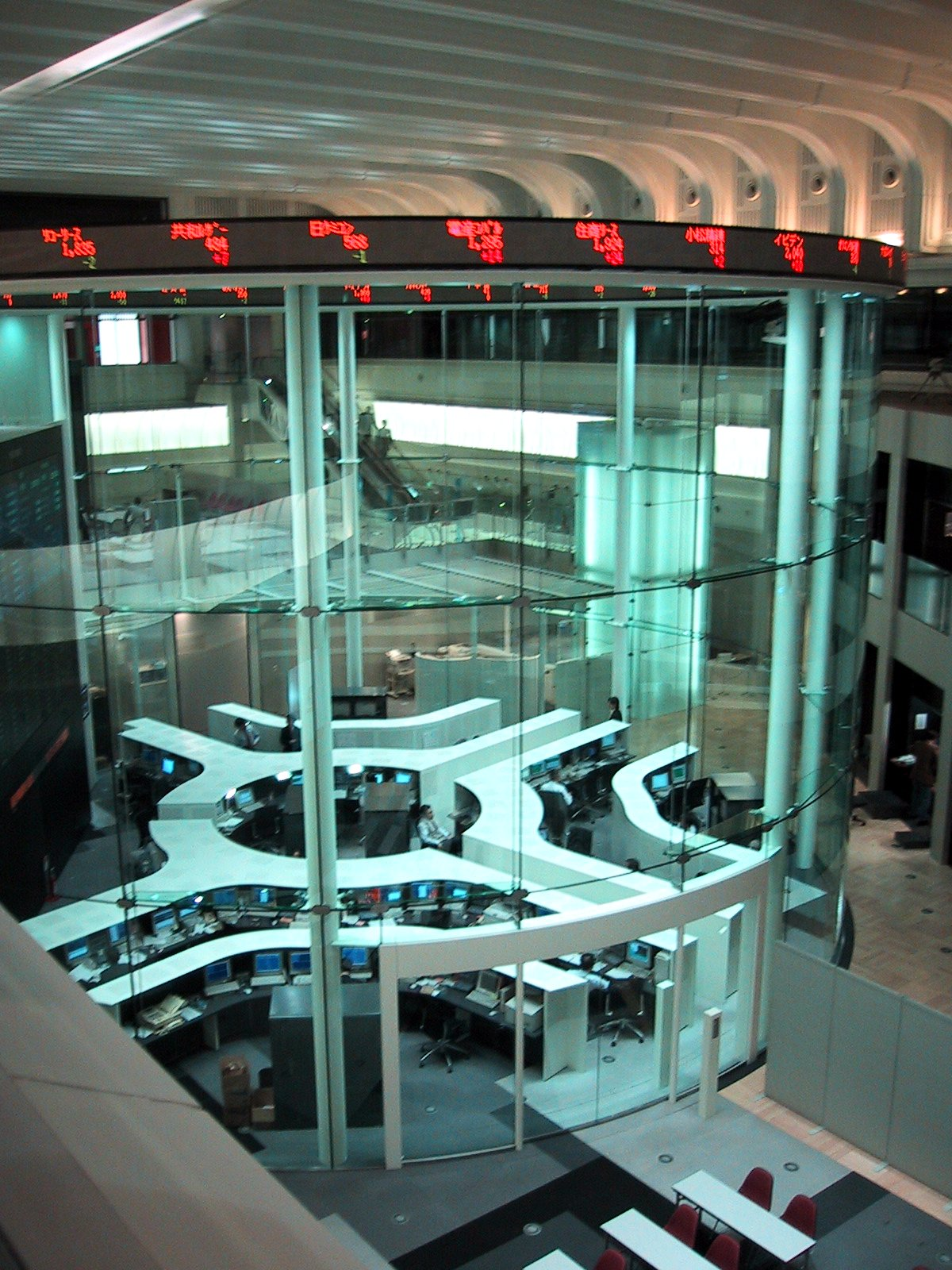
Sở giao dịch chứng khoán Tokyo

Dịch vụ ngân hàng, bảo hiểm, bất động sản, bán lẻ, giao thông, viễn thông tất cả đều là ngành công nghiệp lớn của Nhật Bản, Nhật Bản có năng lực rất lớn về công nghiệp, và đây là trụ sở của nhiều nhà sản xuất công nghệ tiên tiến bậc nhất thế giới về các sản phẩm xe có động cơ, trang thiết bị điện tử, công cụ máy móc, thép, phi kim loại, công nghiệp tàu thủy, hóa học, dệt may, thức ăn chế biến. Đây cũng là nơi đặt trụ sở của các tập đoàn đa quốc gia và nhiều mặt hàng thương mại trong lĩnh vực công nghệ và máy móc. Xây dựng từ lâu đã trở thành một trong những nền công nghiệp lớn nhất của Nhật Bản.
Nhật Bản là trụ sở của một trong những ngân hàng lớn nhất thế giới, tập đoàn tài chính Mitsubishi UFJ (Mitsubishi UFJ Financial Group) với số vốn ước tính lên đến 3.500 tỉ Yên (2013). Nhật Bản cũng là nơi có thị trường chứng khoán lớn thứ hai thế giới – thị trường chứng khoán Tokyo với khoảng 549.7 nghìn tỉ yên vào tháng 12/2006. Đây cũng là trụ sở của một số công ty dịch vụ tài chính, những tập đoàn kinh doanh và những ngân hàng lớn nhất thế giới. Ví dụ như những tập đoàn kinh doanh và công ty đa quốc gia như Sony, Sumitomo, Mitsubishi và Toyota sở hữu hàng tỉ và hàng nghìn tỷ đô la đang hoạt động trong lĩnh vực ngân hàng, nhóm các nhà đầu tư hoặc dịch vụ tài chính như ngân hàng Sumitomo, ngân hàng Fuji, ngân hàng Mitsubishi, các định chế tài chính của Toyota và Sony. Các thương hiệu hàng đầu thế giới của Nhật Bản bao gồm Toyota, Honda, Canon, Nissan, Sony, Mitsubishi UFJ (MUFG), Panasonic, Uniqlo, Lexus, Subaru, Nintendo, Bridgestone, Mazda và Suzuki.
Những đối tác xuất khẩu chính của Nhật là Hoa Kỳ – 22.9%, Trung Quốc – 13.4%, Hàn Quốc –7.8%, Đài Loan – 7.3% và Hồng Kông 6.1% (2005). Những mặt hàng xuất khẩu chính của Nhật là thiết bị giao thông vận tải, xe cơ giới, hàng điện tử, máy móc điện tử và hóa chất. Do hạn chế về tài nguyên thiên nhiên để duy trì sự phát triển của nền kinh tế, Nhật Bản phải phụ thuộc vào các quốc gia khác về phần nguyên liệu vì vậy đất nước này nhập khẩu rất nhiều loại hàng hóa đa dạng. Đối tác nhập khẩu chính của Nhật là Trung Quốc – 21%, Hoa Kỳ – 12.7%, A Rập Xê Út – 5.5%, UAE – 4.9%, Australia – 4.7%, Hàn Quốc – 4.7% và Indonesia – 4% (số liệu 2005). Những mặt hàng nhập khẩu chính của Nhật Bản là máy móc, thiết bị, chất đốt, thực phẩm (đặc biệt là thịt bò), hóa chất, nguyên liệu dệt may và những nguyên liệu cho các ngành công nghiệp của đất nước. Nhìn chung, Đối tác buôn bán tổng thể lớn nhất của Nhật Bản là Trung Quốc.

### Giao thông
Giao thông ở Nhật Bản rất hiện đại và phát triển cao. Ngành giao thông vận tải của Nhật Bản nổi bật vì hiệu quả năng lượng của nó: nó sử dụng ít năng lượng hơn trên mỗi đầu người so với các nước khác, nhờ vào một tỷ lệ cao của giao thông vận tải đường sắt và khoảng cách đi lại trung bình ngắn hơn.. Nhật Bản sử dụng giao thông bên trái. Vào năm 2004 ở Nhật Bản có khoảng 1.177.278 km (731.683 miles) đường bộ, 173 sân bay, 23.577 km (14.653 miles) đường sắt. Phương tiện đường không được hoạt động chủ yếu bởi All Nippon Airways (ANA) và Japan Airlines (JAL). Đường sắt được điều khiển bởi Japan Railways. Hệ thống đường sắt cao tốc Shinkansen của Nhật Bản nổi tiếng thế giới bởi sự an toàn và đúng giờ. Có 176 sân bay tại Nhật, và sân bay lớn nhất trong nước, sân bay quốc tế Tokyo (Haneda), là sân bay bận rộn nhất châu Á. Cổng quốc tế lớn nhất là sân bay Quốc tế Narita (khu vực Tokyo), sân bay Quốc tế Kansai (khu vực Osaka/Kobe/Kyoto), và sân bay Quốc tế Chūbu (khu vực Nagoya). Các cảng lớn nhất bao gồm cảng Nagoya.

## Khoa học và công nghệ

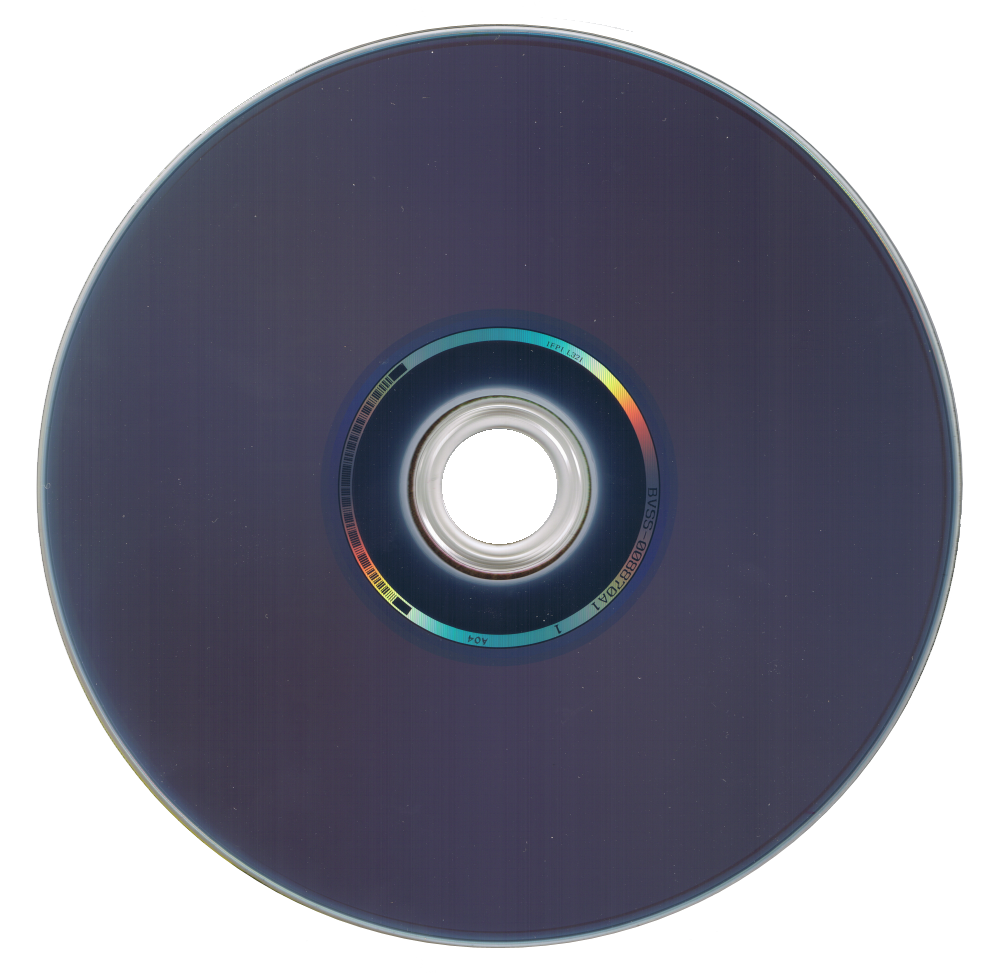
Blu-ray sẽ là công nghệ DVD kế tục của thế giới

Nhật Bản thuộc nhóm các quốc gia dẫn đầu thế giới trong các lĩnh vực về nghiên cứu khoa học, công nghệ máy móc, nghiên cứu y học. Năm 2006, gần 700.000 nhà nghiên cứu chia sẻ 130 tỉ USD của ngân sách nghiên cứu và phát triển, đứng hàng thứ 3 trên thế giới.
Một vài đóng góp công nghệ quan trọng của Nhật Bản là những phát minh trong các lĩnh vực điện tử, ô tô, máy móc, robot công nghiệp, quang học, hóa chất, chất bán dẫn và kim loại. Nhật Bản dẫn đầu thế giới trong ngành khoa học robot, đây là quốc gia sở hữu hơn nửa (402.200 trong tổng 742.500) số robot cho công nghiệp sản xuất (năm 2000). Nhật Bản đã phát minh ra QRIO, ASIMO và Aibo. Nhật Bản cũng là nước sản xuất ô tô lớn thứ hai trên thế giới (sau Trung Quốc, năm 2012) và là quê hương của 6 trong tổng số 15 nhà sản xuất ô tô lớn nhất toàn cầu cũng như 7 trong số 20 nhà sản xuất chất bán dẫn lớn nhất thế giới.
Nhật Bản đang có những kế hoạch rất sáng sủa trong ngành thám hiểm không gian, trong đó có kế hoạch xây dựng một trạm Mặt Trăng vào năm 2030. Cơ quan thám hiểm không gian Nhật Bản (JAXA) là một trong những thành viên chủ chốt của trạm vũ trụ quốc tế, đây là cơ quan chuyên nghiên cứu về không gian vũ trụ, các hành tinh, các nghiên cứu hàng không, phát triển tên lửa và vệ tinh.
Vào ngày 1 tháng 6 năm 2008 lúc 6:02am giờ Nhật Bản, tàu con thoi Discovery đã rời bệ phóng Trung tâm vũ trụ Kennedy, Florida mang theo Module Kibo cùng nhà du hành Akihiko Hoshide và sáu đồng nghiệp khác, mục đích chính của chuyến đi là lắp đặt phần quan trọng của phòng thí nghiệm Nhật Bản có tên Japanese Pressurised Module (JPM) cùng cánh tay máy dài khoảng 10m phục vụ cho công tác lắp đặt về sau cho Kibo.
Các nhà nghiên cứu Nhật cũng đã phần nào khẳng định được mình qua các lần đoạt giải Nobel. Hideki Yukawa một trong những nhà khoa học ưu tú xuất thân từ Đại học Kyoto giành giải Nobel về vật lý năm 1949. Sin-Itiro Tomonaga cũng nhận vinh dự tương tự năm 1965. Nhà vật lý chất rắn Leo Esaki sau này xuất thân từ Đại học Tokyo cũng đạt được vinh quang đó năm 1973. Kenichi Fukui của Đại học Kyoto là một trong các nhà khoa học cùng chia giải Nobel hóa học năm 1981. Susumu Tonegawa, cũng trưởng thành từ Đại học Kyoto trở thành người Nhật đầu tiên từ 2007 nhận giải này với các thành tựu về sinh hóa kể từ khi lãnh vực này được phát triển năm 1987. Các nhà khoa học nghiên cứu về hóa học cũng không chịu kém khi lần lượt nhận giải vào năm 2000, 2001: Hideki Shirakawa (Viện khoa học công nghệ Tokyo) và Ryoji Noyori (Đại học Kyoto). Năm 2002 là nhà vật lý Masatoshi Koshiba (Đại học Tokyo) và hóa học gia Koichi Tanaka (Đại học Tohoku). Năm 2008, Nhật Bản có bốn nhà khoa học nhận giải Nobel gồm có Yoichiro Nambu, Makoto Kobayashi, Toshihide Maskawa và Osamu Shimomura. Nhật Bản là đất nước sở hữu nhiều khoa học gia đoạt giải Nobel nhất ở châu Á hiện nay. Không những thế, Nhật Bản cũng là quốc gia giành được nhiều giải thưởng Fields nhất châu Á, giải thưởng được xem là Nobel Toán học với 3 lần đăng quang: Kunihiko Kodaira (1954), Hironaka Heisuke (1970), Mori Shigefumi (1990).

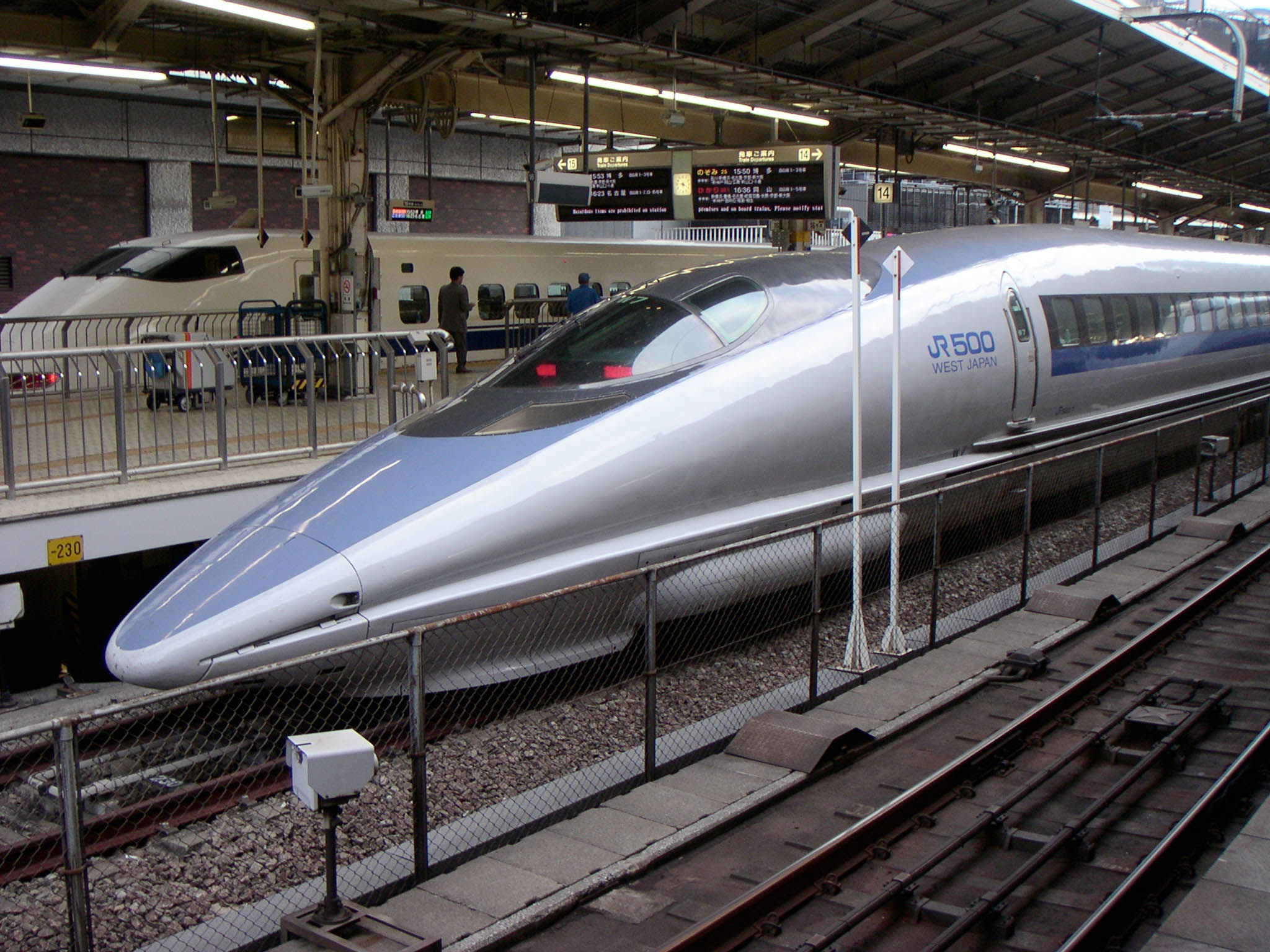
Tàu cao tốc Shinkansen-Type 500
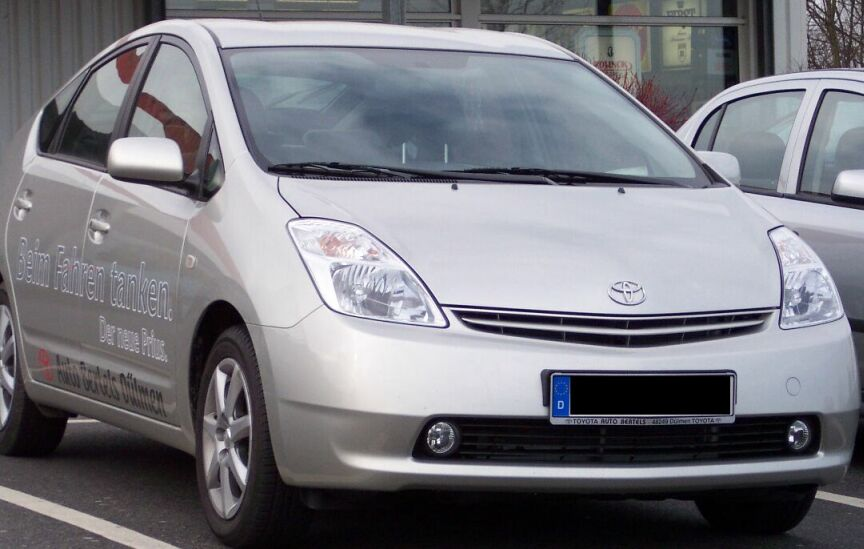
Toyota Prius, ô tô sử dụng hỗn hợp xăng-điện, xe tiết kiệm nhiên liệu bán chạy nhất ở Mỹ năm 2008
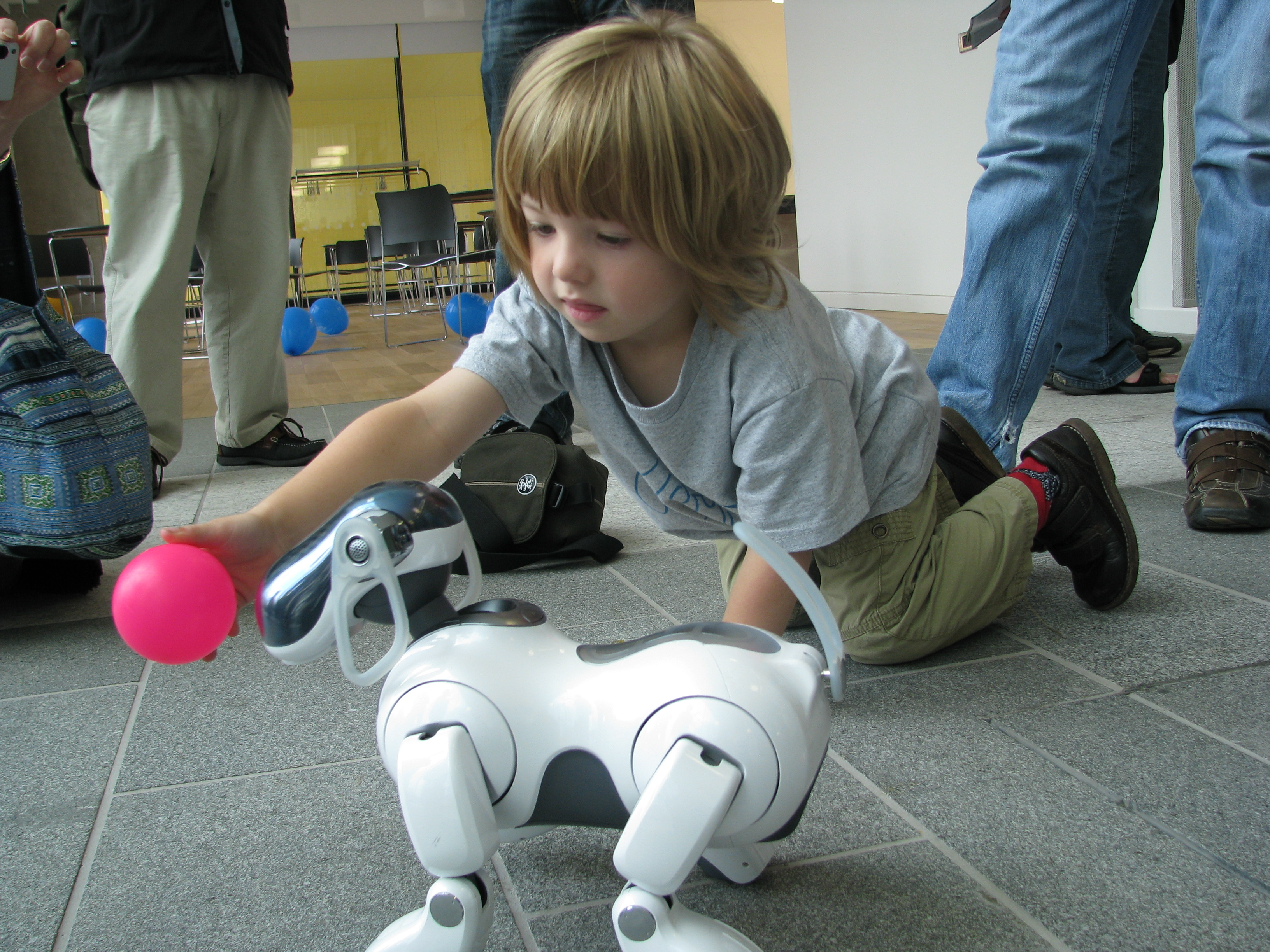
AIBO (Artificial Intelligence roBOt)
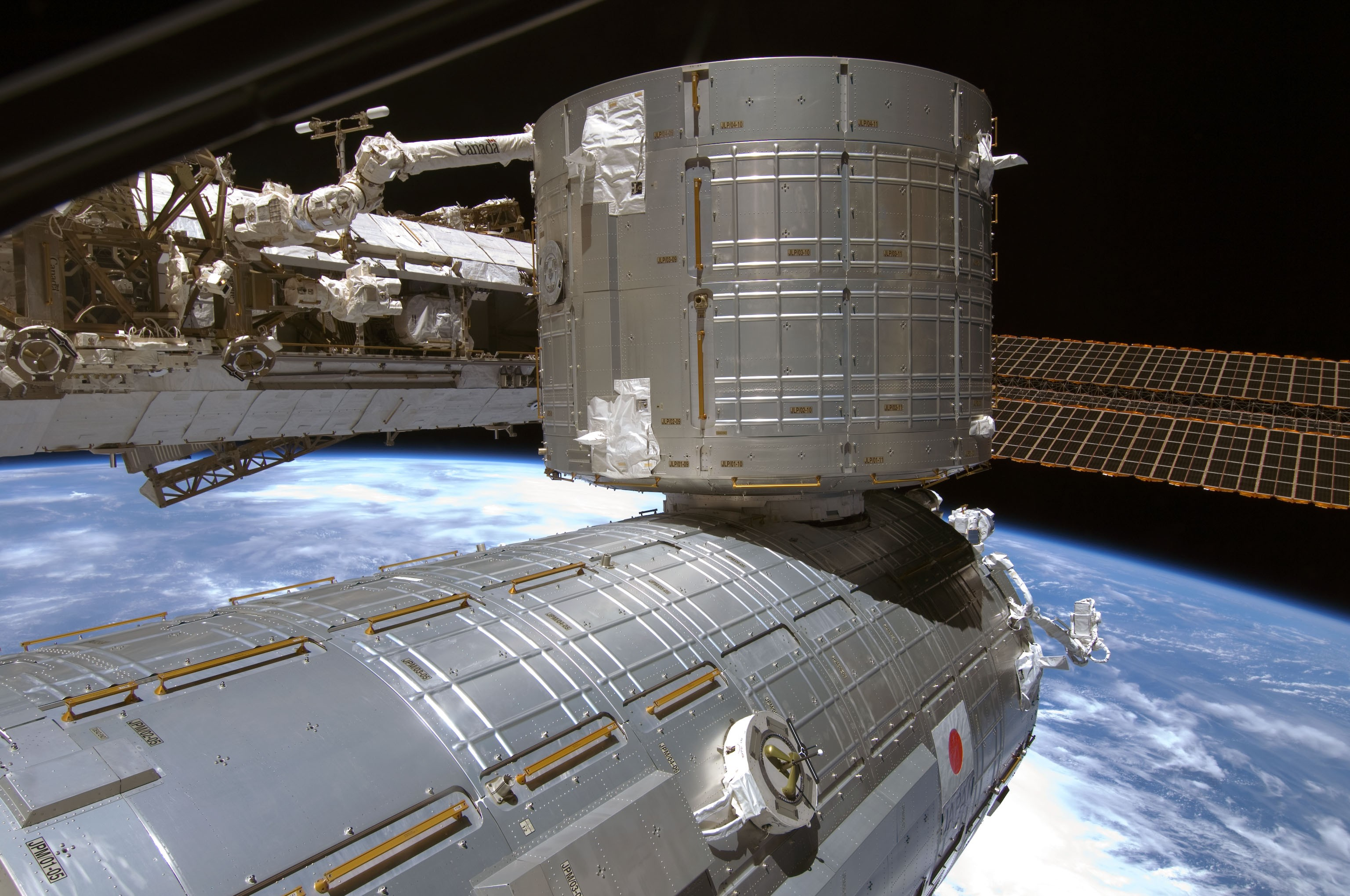
Module Kibo nhìn từ Trạm không gian quốc tế ISS

## Giáo dục

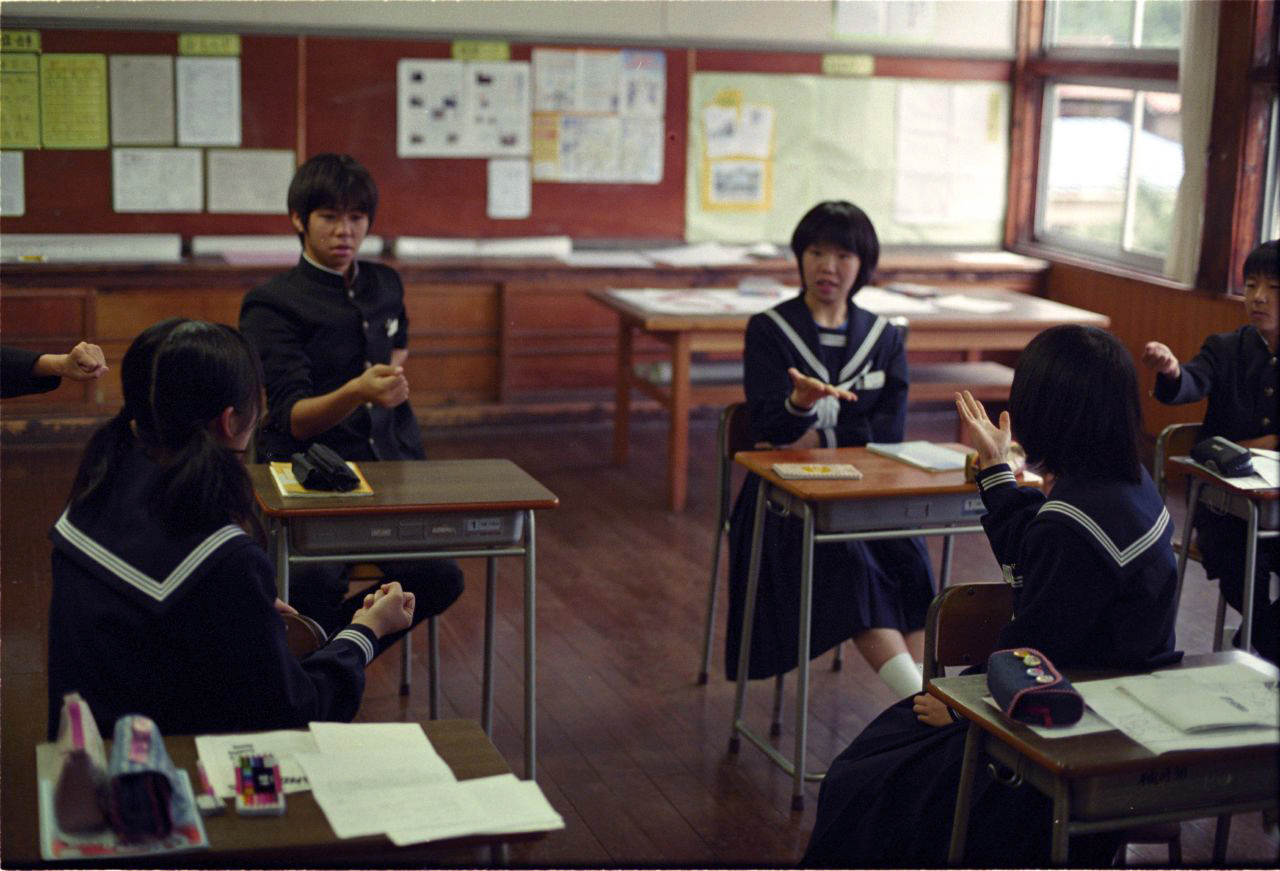
Học sinh Nhật Bản năm 2002

Hệ thống tiểu học, trung và đại học được áp dụng ở Nhật như một trong các cải cách thời Minh Trị. Từ năm 1947, Nhật Bản áp dụng hệ thống giáo dục bắt buộc gồm tiểu học và trung học trong chín năm cho học sinh từ sáu đến mười lăm tuổi. Hầu hết sau đó đều tiếp tục chương trình trung học và theo MEXT, khoảng 75,9% học sinh tốt nghiệp phổ thông tiếp tục học lên bậc đại học, cao đẳng hay các chương trình trao đổi giáo dục khác.
Giáo dục ở Nhật có tính cạnh tranh rất cao. Học sinh phải cố gắng thi đỗ vào các trường danh tiếng để đảm bảo có được việc làm tốt sau khi ra trường. Đặc biệt ở các kì thi tuyển sinh đại học có sự cạnh tranh rất quyết liệt giữa các thí sinh, điển hình là các kì thi tuyển của hai trường đại học cao cấp Tokyo và Kyoto. Chương trình đánh giá sinh viên quốc tế hợp tác OECD hiện xếp Nhật Bản ở vị trí thứ sáu thế giới về kĩ năng và kiến thức của học sinh mười sáu tuổi.

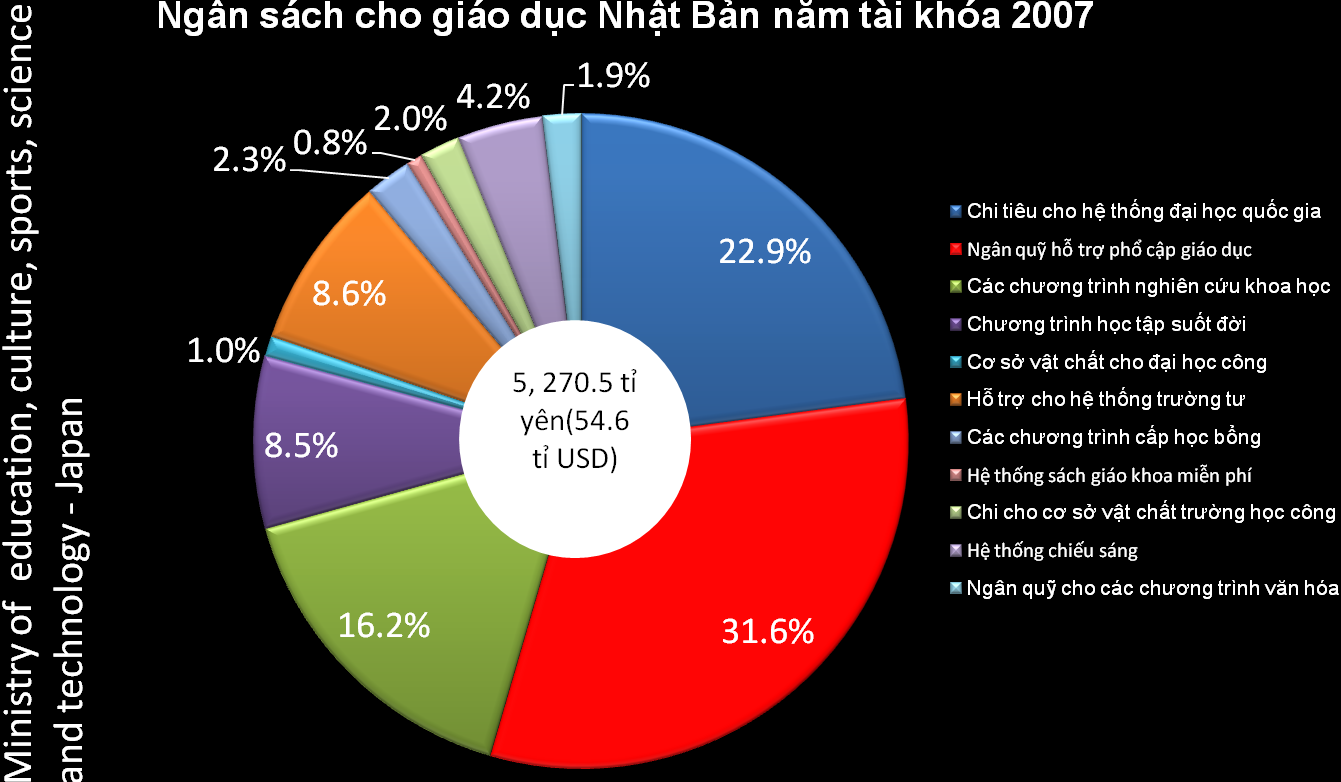
Nhật Bản chi trên 7% GDP cho ngân sách giáo dục quốc gia

Bên cạnh đó việc chăm sóc cho học sinh tàn tật cũng được Chính phủ quan tâm, Nhật Bản có riêng Cục phụ trách các vấn đề Tiểu học và Trung học chịu trách nhiệm chính về công tác chăm sóc giúp đỡ các học sinh tàn tật, ngoài ra Cục này còn phụ trách cả vấn đề giáo dục cho trẻ em Nhật Bản sống ở nước ngoài cũng như góp phần giám sát một hệ thống kiểm định và phân phối miễn phí sách giáo khoa cho các đối tượng trên. Gần đây cơ quan này còn kiêm nhiệm thêm một số chương trình thuộc mạng lưới giáo dục địa phương như các chính sách về việc quyết định đội ngũ công tác giáo dục, các tiêu chuẩn về diện tích trường lớp, số lượng giáo viên cho mỗi trường, và các vấn đề tài chánh liên quan.
Ngân sách dành riêng cho công tác giáo dục năm 2005 là 5.733,3 tỉ yên (59 tỷ đô-la), chiếm 7% ngân sách quốc gia (82.182,9 tỉ yên) và chiếm 11.8% ngân sách cho các mục đích công. Hệ thống chiếu sáng cũng chiếm một phần đáng kể trong công tác phát triển cơ sở vật chất (161.3 tỉ yên). Ngân sách dành cho MEXT chủ yếu được chi dùng cho đổi mới công tác giáo dục, trợ giúp kinh phí cho các trường tư, cho vay học bổng và mở rộng các khóa giảng dạy về khoa học-công nghệ, các môn học về thể thao và văn hóa-mỹ thuật cũng được chú ý phát triển. Ngoài ra còn có các kế hoạch tăng lương cho giáo viên tiểu học công lập.
Sinh viên Nhật Bản luôn xếp hạng cao trong số các sinh viên giữa các sinh viên OECD về chất lượng và hiệu quả trong các việc đọc sách văn, toán và Khoa học. Học sinh trung bình đạt 540 điểm trong phần thi đọc hiểu văn, toán và khoa học trong Chương trình đánh giá Sinh viên Quốc tế (PISA) của OECD và Nhật Bản có một trong những lực lượng lao động được đào tạo tốt nhất trong khối nước OECD. Những người trưởng thành tốt nghiệp đại học, đặc biệt về ngành khoa học và kĩ thuật được hưởng lợi kinh tế và xã hội từ việc giáo dục và kĩ năng của họ trong nền kinh tế công nghệ cao của Nhật Bản. Mặc dù chi tiêu của mỗi sinh viên khá cao tại Nhật Bản, tổng chi tiêu so với GDP vẫn còn nhỏ. Năm 2015, chi tiêu công của Nhật Bản cho giáo dục chỉ chiếm 3,5% GDP, thấp hơn mức trung bình của OECD là 4,7%.
Tuy vậy, nền giáo dục Nhật cũng gặp phải một số chỉ trích từ phương Tây. Học sinh Nhật Bản phải đối mặt với áp lực to lớn phải thành công trong học tập từ cha mẹ, giáo viên, đồng nghiệp và xã hội. Điều này phần lớn là kết quả của một xã hội từ lâu đã đề cao tầm quan trọng to lớn của giáo dục và một hệ thống giáo dục đặt toàn bộ trọng tâm của nó vào một bài kiểm tra có ảnh hưởng tới toàn bộ cuộc đời của mỗi con người. Áp lực này đã dẫn đến gia tăng đáng kể các hành vi như bạo lực học đường, gian lận, tự tử và tổn thương tâm lý..

## Y tế
Các dịch vụ chăm sóc sức khỏe ở Nhật chủ yếu được cung cấp bởi chính quyền trung ương và địa phương. Chi phí cho các dịch vụ cá nhân này, vốn do một hội đồng chuyên trách của chính phủ thông qua, được cung cấp bởi hệ thống bảo hiểm sức khỏe áp dụng rộng rãi và công bằng trên cả nước. Những công dân không muốn sử dụng dịch vụ bảo hiểm của các công ty nơi họ làm việc có thể tham gia vào các loại hình bảo hiểm sức khỏe quốc gia do chính quyền địa phương theo dõi và điều hành. Từ năm 1973, tất cả người lớn tuổi đều được cung cấp miễn phí các loại hình bảo hiểm sức khỏe do chính phủ đài thọ, trong đó bệnh nhân được tùy chọn cơ sở họ muốn dùng các hình thức chăm sóc sức khỏe phù hợp nhất.

## Quốc phòng
Hiện nay, Lực lượng Phòng vệ Nhật Bản có 225.000 người, Với ngân sách 50 tỉ USD/năm (kể cả chi phí cho quân đội Mỹ đồn trú ở Nhật Bản), chi tiêu quân sự của Nhật Bản đứng hàng thứ ba sau Mỹ - 400 tỷ, trên cả Nga - 15 tỷ. Từ năm tài khoá 2002, ngân sách quốc phòng Nhật đã vượt con số 1% GDP, vươn lên hàng thứ hai trên thế giới.
Hướng phát triển quân đội Nhật Bản chủ yếu tập trung vào giảm số lượng nhưng tăng chất lượng, trang thiết bị, tăng khả năng cơ động, mở rộng phạm vi hoạt động của lực lượng phòng vệ Nhật Bản, tăng cường hợp tác với Mỹ, đồng thời đẩy nhanh các biện pháp củng cố an ninh, phòng ngừa, công khai về quốc phòng qua các hoạt động, diễn đàn chung về an ninh, giải trừ quân dự bị, trao đổi quân sự với các nước trong và ngoài khu vực.
Nhân sự kiện khủng bố 11/9, Chính phủ và Quốc hội Nhật đã thông qua ba dự luật chống khủng bố gồm: Luật đặc biệt chống khủng bố, Luật sửa đổi Lực lượng phòng vệ và Luật sửa đổi Cục bảo an trên biển, cho phép Nhật lần đầu tiên sau Chiến tranh thế giới thứ hai được phép cử quân đội ra nước ngoài, hợp tác với Mỹ chống khủng bố. Nhật Bản đã đưa 600 binh sĩ sang Iraq thực hiện các hoạt động nhân đạo. Đây là bước chuyển mới trong chính sách quốc phòng của Nhật, từng bước tăng cường và mở rộng phạm vi hoạt động của Lực lượng phòng vệ.

Tháng 1 năm 2007, Quốc hội Nhật Bản thông qua quyết định thành lập Bộ quốc phòng trên cơ sở Cục Phòng vệ trước đây, là bước tiến mới theo hướng giải thích lại hiến pháp và cho phép Nhật phòng thủ tập thể, đưa quân ra nước ngoài trong các chiến dịch giữ gìn hoà bình, giải quyết các xung đột khu vực.

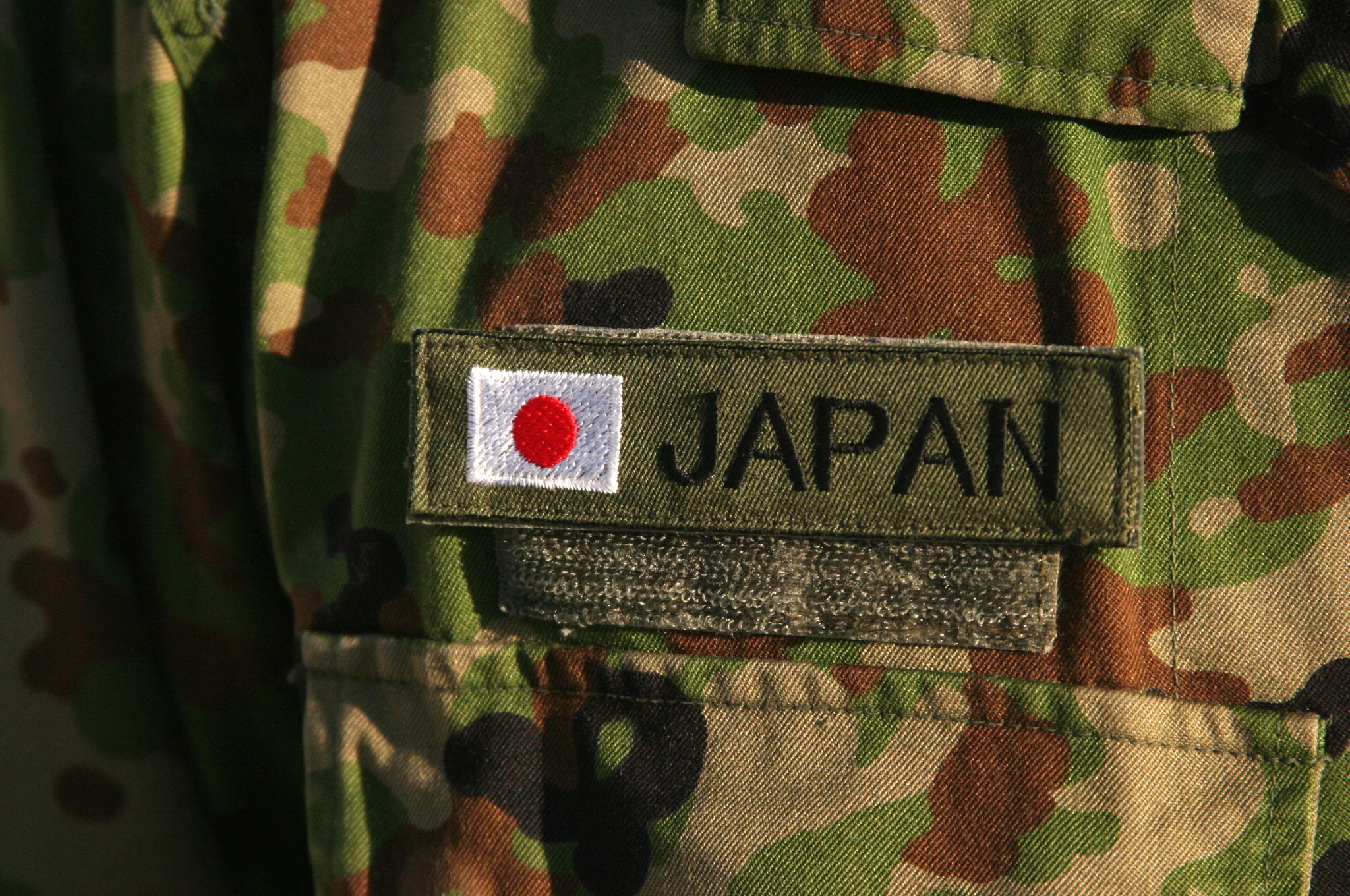
Đồng phục Lực lượng Phòng vệ Nhật Bản
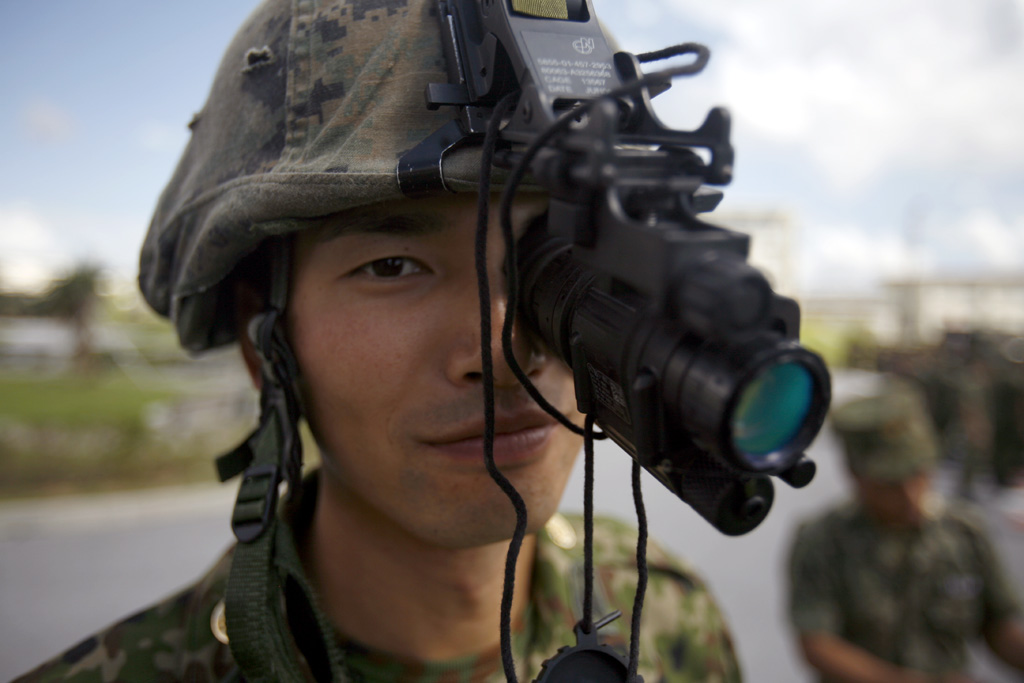
Một người lính của JGSDF-Lực lượng Phòng vệ Mặt đất Nhật Bản với thiết bị ngắm PDF-14 dùng cho ban đêm
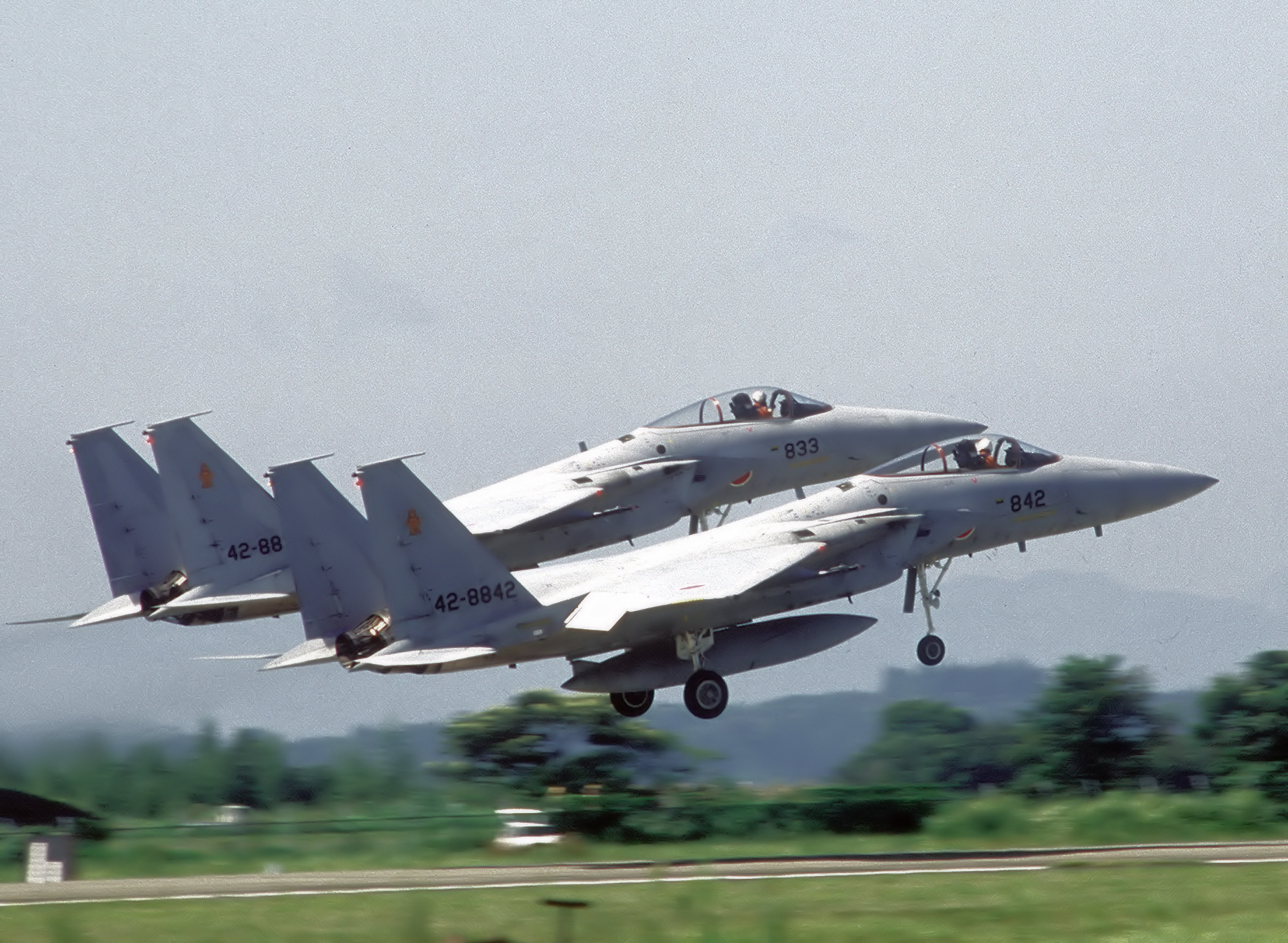
Tiêm kích cơ F-15J của Không quân Nhật Bản trong một buổi tập trận chung với Hoa Kỳ
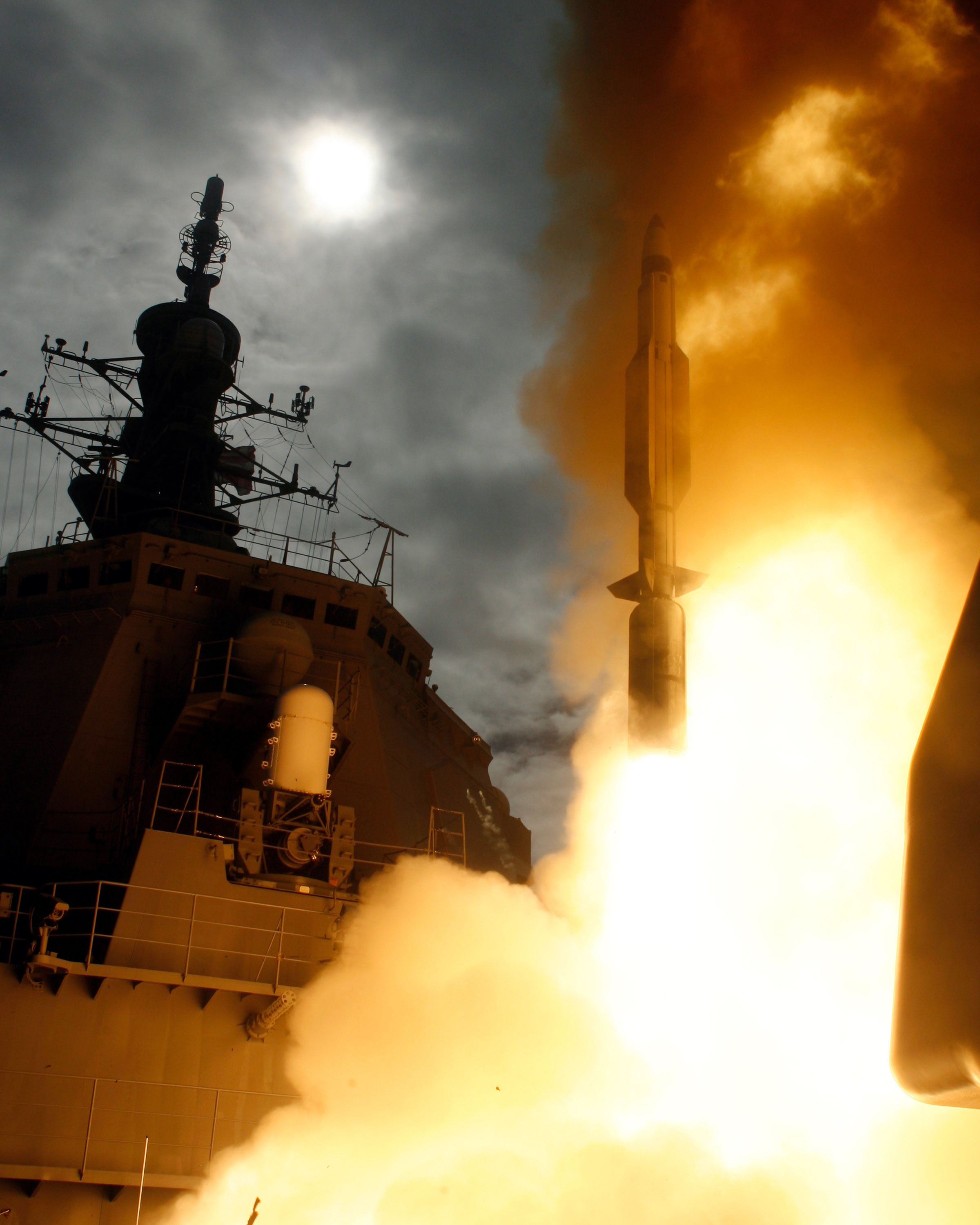
Tên lửa đánh chặn RIM-161 thế hệ 3 thuộc hệ thống phòng thủ Aegis BMD đang được phóng đi từ Khu trục hạm JDS Kongō

## Nhân khẩu
| Sắc tộc tại Nhật Bản (2018) | Sắc tộc tại Nhật Bản (2018) | Sắc tộc tại Nhật Bản (2018) | Sắc tộc tại Nhật Bản (2018) | Sắc tộc tại Nhật Bản (2018) |
| --------------------------- | --------------------------- | --------------------------- | --------------------------- | --------------------------- |
| sắc tộc                     | sắc tộc                     |                             | tỷ lệ (%)                   | tỷ lệ (%)                   |
| Nhật                        | Nhật                        |                             | 98.10%                      | 98.10%                      |
| Người nước ngoài            | Người nước ngoài            |                             | 1.90%                       | 1.90%                       |

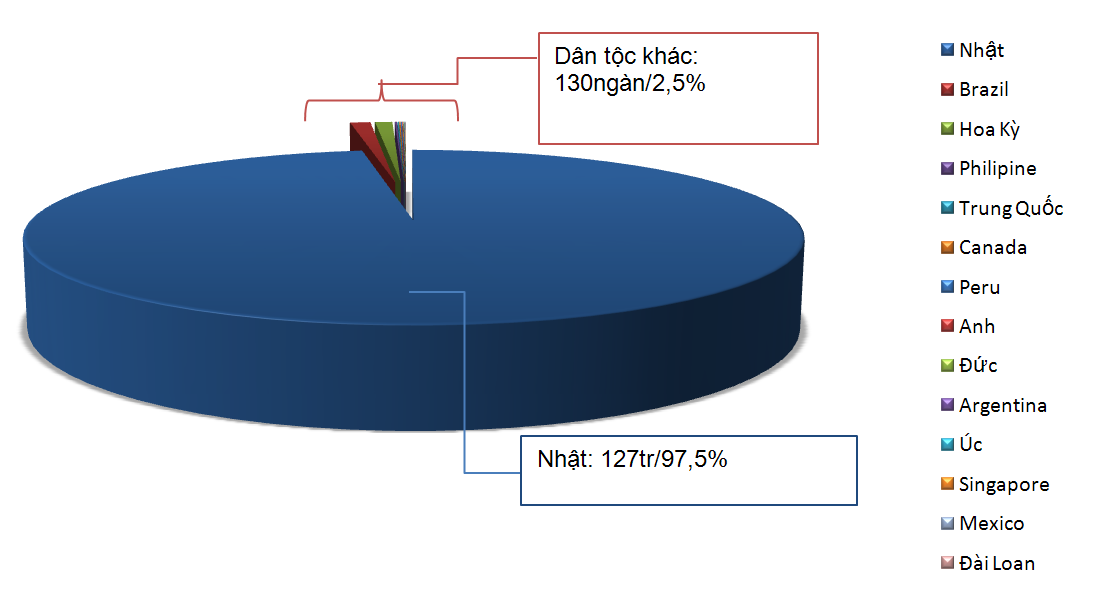
Nhật Bản hiện là nước đứng đầu về nơi có ít người nước ngoài sinh sống nhất trong G7

Đến tháng 7 năm 2010, dân số Nhật Bản lên tới gần 127 triệu người, xếp thứ 10 trên thế giớinhưng đến đầu năm 2024 giảm còn 124,9 triệu người (xếp thứ 12 thế giới), phần lớn là đồng nhất về ngôn ngữ và văn hóa ngoại trừ thiểu số những công nhân nước ngoài, Zainichi Hàn Quốc, Zainichi Trung Quốc, người Philippines, người Nhật gốc Brasil.
Dân cư Nhật Bản phân bố không đồng đều trong cả nước. Dân cư tập trung đông nhất ở vành đai Thái Bình Dương. Có một số lý do giải thích tại sao mật độ dân cư ở Nhật Bản lại quá chênh lệch như vậy. Chỉ có 15% đất đai phù hợp cho việc xây dựng, vì vậy các khu dân cư chỉ giới hạn trong những khu vực tương đối nhỏ hẹp. Đất nông nghiệp cũng thiếu, do đó việc canh tác tập trung ở một vài đồng bằng ven biển. Ngoài ra, khí hậu là một yếu tố quan trọng ảnh hưởng đến phân bố dân cư, vì miền Đông và miền Nam ấm áp và thích hợp cho việc định cư. Các miền này còn tiện lợi cho quan hệ thương mại với các nước khác trong vùng Thái Bình Dương và vì vậy cũng là các vùng công nghiệp nổi tiếng.
Nhật Bản là một trong những nước có tuổi thọ dân số cao nhất thế giới, trung bình là 81,25 tuổi cho năm 2006. Tuy nhiên, dân số nước này đang lão hóa do hậu quả của sự bùng nổ dân số sau chiến tranh thế giới thứ hai. Năm 2004, 19,5% dân số Nhật trên 65 tuổi.
Biểu đồ tuổi thọ dân số Nhật Bản

Thống kê hiện tại (2004)

Đơn vị: nghìn người
| Tuổi    | Số lượng |
| ------- | -------- |
| 0 - 4t  | 5735     |
| 5 - 9   | 5938     |
| 10 - 14 | 6060     |
| 15 - 19 | 6761     |
| 20 - 24 | 7725     |
| 25 - 29 | 8755     |
| 30 - 34 | 9819     |
| 35 - 39 | 8662     |
| 40 - 44 | 7909     |
| 45 - 49 | 7854     |
| 50 - 54 | 9300     |
| 55 - 59 | 9640     |
| 60 - 64 | 8652     |
| 65 - 69 | 7343     |
| 70 - 74 | 6466     |
| 75 - 79 | 5098     |
| trên 80 | 5969     |

Biểu đồ tuổi thọ dân số Nhật Bản

Thống kê hiện tại (2004)

Theo giới tính (Đơn vị: nghìn người)
| Nam  | Tuổi    | Nữ   |
| ---- | ------- | ---- |
| 2943 | 0 - 4t  | 2792 |
| 3040 | 5 - 9   | 2898 |
| 3105 | 10 - 14 | 2955 |
| 3466 | 15 - 19 | 3295 |
| 3955 | 20 - 24 | 3770 |
| 4461 | 25 - 29 | 4294 |
| 4960 | 30 - 34 | 4859 |
| 4359 | 35 - 39 | 4303 |
| 3976 | 40 - 44 | 3933 |
| 3936 | 45 - 49 | 3918 |
| 4633 | 50 - 54 | 4667 |
| 4762 | 55 - 59 | 4878 |
| 4193 | 60 - 64 | 4459 |
| 3484 | 65 - 69 | 3859 |
| 2951 | 70 - 74 | 3515 |
| 2168 | 75 - 79 | 2930 |
| 1902 | trên 80 | 4067 |

- Nguồn：Thống kê dân số theo độ tuổi (2004)
（Bộ nội vụ và Thống kê Nhật Bản）

Thay đổi dân số đã tạo ra các vấn đề xã hội, đặc biệt là sự suy giảm lực lượng lao động đồng thời gia tăng chi phí cho phúc lợi xã hội như vấn đề lương hưu. Do các vấn đề kinh tế và xã hội, nhiều người trẻ Nhật Bản hiện có xu hướng không kết hôn hoặc sinh con khi trưởng thành, khiến tỉ suất sinh đẻ đang giảm mạnh. Dân số nước Nhật Bản dự tính sẽ giảm xuống còn 100 triệu người vào năm 2050 và 64 triệu người vào năm 2100. Chính quyền và các nhà hoạch định dân số đang đau đầu để giải quyết vấn đề này.
Nhập cư và gia tăng khuyến khích sinh đẻ đang được xem là giải pháp để cung cấp lực lượng lao động cho sự lão hóa của dân số nhằm duy trì sự phát triển của nền kinh tế khổng lồ lớn thứ hai trên thế giới.

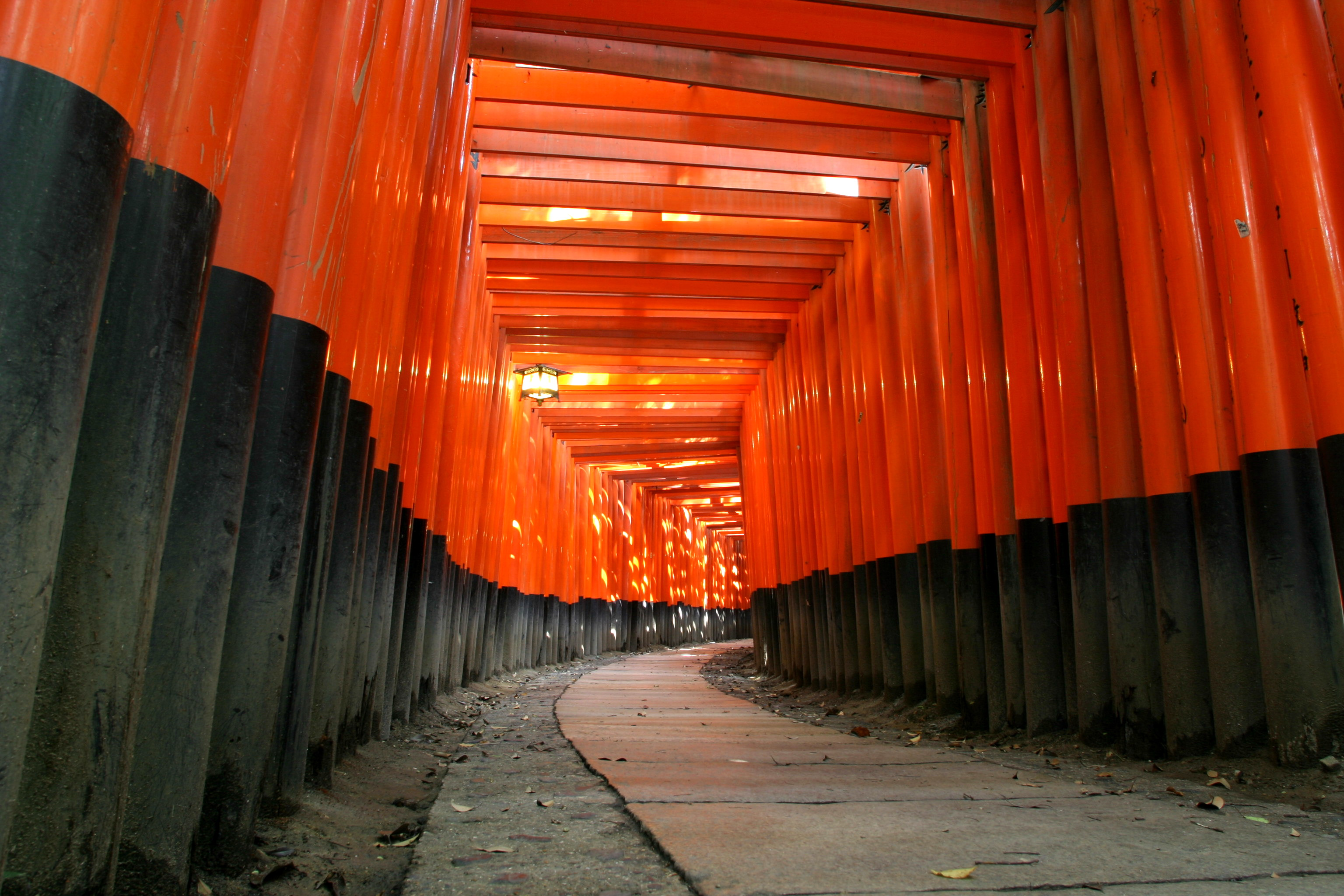
Cổng chào Shinto tại Fushimi Inari-taisha, Kyoto

Khoảng 84% đến 96% dân số Nhật theo cả đạo Thần đạo và Phật giáo Đại thừa. Phật giáo, Đạo giáo và Nho giáo từ Trung Quốc cũng có ảnh hưởng đến niềm tin và tín ngưỡng của người Nhật. Có 1 triệu người Nhật theo Đạo Cơ Đốc. Thêm vào đó, từ giữa thế kỷ XIX, rất nhiều đạo giáo đã xuất hiện ở Nhật Bản như Shinshūkyō và Tenrikyo; các tôn giáo này chiếm khoảng 3% dân số Nhật Bản.
99% dân số nói tiếng Nhật. Đây là loại ngôn ngữ kết dính được phân biệt bởi một hệ thống các từ ngữ lễ giáo phản ánh xã hội tôn ti và trọng đạo đức của Nhật Bản, với các dạng động từ và từ vựng biểu hiện tính cách của người nói và người nghe. Tiếng Nhật đã vay mượn một lượng lớn từ vựng trong tiếng Hán và cả tiếng Anh (từ sau Chiến tranh thế giới thứ hai). Hệ thống chữ viết sử dụng chữ Hán và hai loại chữ kana (bảng âm tiết dựa trên chữ tiếng Hán, giống như ký tự Latinh) và chữ số Ả Rập. Tiếng Ryūkyūan, một phần của họ ngôn ngữ Nhật, được nói phần lớn ở Okinawa, chỉ có số ít người học ngôn ngữ này. Tiếng Ainu chỉ được sử dụng bởi một số ít người già bản địa còn sống tại Hokkaidō. Phần lớn các trường công và tư ở Nhật đều buộc học sinh phải học cả tiếng Nhật và tiếng Anh.

### Ngôn ngữ
Tiếng Nhật - ngôn ngữ mẹ đẻ của người Yamato, mặc dù là ngôn ngữ bản địa phổ biến toàn dân nhưng lại chưa được công nhận là ngôn ngữ chính thức của Nhật Bản do chưa có luật từ Hiến pháp hay một bộ luật thành văn. Nó đang ở trong trạng thái "Ngôn ngữ quốc gia được công nhận" ở Nhật Bản. Mười một ngôn ngữ bản địa của các dân tộc thiểu số khác ở Nhật Bản gồm Ainu Itak, Amami Ōshima, Kikai, Kunigami, Miyako, Okinawa, Okinoerabu, Tokunoshima, Yaeyama, Yonaguni, Yoron cũng ở trạng thái như vậy và được Nhật Bản coi là "phương ngữ" của tiếng Nhật, mặc dù thực tế chúng là những ngôn ngữ có sự khác biệt lớn so với tiếng Nhật.
Ngoại ngữ phổ biến nhất ở Nhật Bản là bộ ba ngôn ngữ: tiếng Anh, tiếng Trung và tiếng Hàn. Có thể dễ dàng thấy các ngôn ngữ này luôn đi kèm cùng tiếng Nhật tại các biển chỉ báo ở các nơi công cộng (bến xe buýt, nhà ga tàu điện, sân bay, bệnh viện,...), cũng như trong các dịch vụ hành chính dành cho công dân ngoại quốc sinh sống và làm việc ở Nhật Bản.

### Tôn giáo
| Tôn giáo tại Nhật Bản (2018) | Tôn giáo tại Nhật Bản (2018) | Tôn giáo tại Nhật Bản (2018) | Tôn giáo tại Nhật Bản (2018) | Tôn giáo tại Nhật Bản (2018) |
| ---------------------------- | ---------------------------- | ---------------------------- | ---------------------------- | ---------------------------- |
| tôn giáo                     | tôn giáo                     |                              | tỷ lệ (%)                    | tỷ lệ (%)                    |
| Truyền thống Shinto          | Truyền thống Shinto          |                              | 51.82%                       | 51.82%                       |
| Phật giáo                    | Phật giáo                    |                              | 34.90%                       | 34.90%                       |
| Cơ Đốc giáo                  | Cơ Đốc giáo                  |                              | 2.00%                        | 2.00%                        |
| Các giáo phái Shinto và Khác | Các giáo phái Shinto và Khác |                              | 11.00%                       | 11.00%                       |

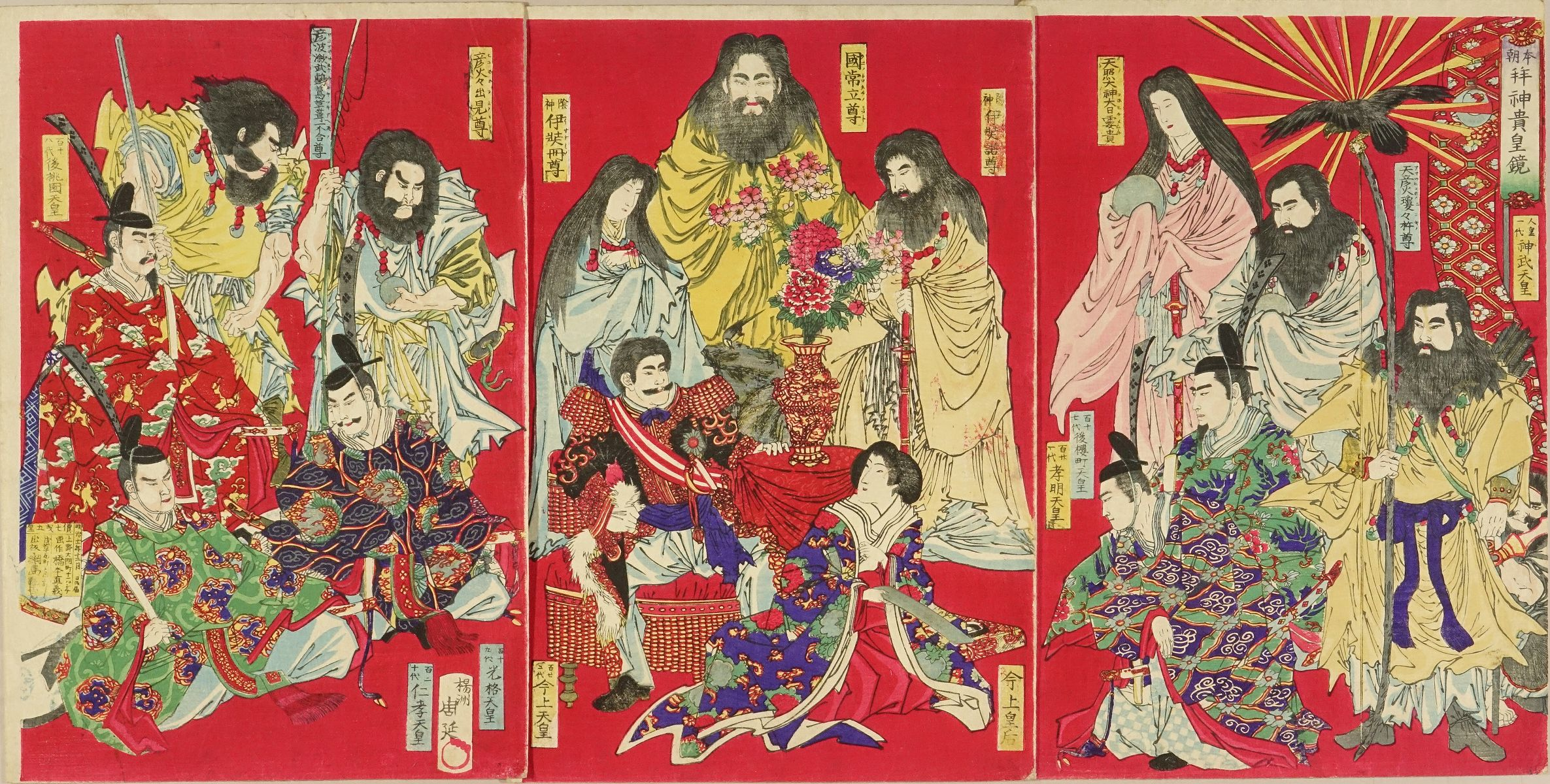
Các vị kami trong Thần đạo của Nhật Bản.

Nhật Bản là nước có nhiều tôn giáo. Thần đạo, tôn giáo lâu đời nhất ở Nhật Bản, là sự phức hợp của những tín ngưỡng sơ khai ở Đông Á. Thần đạo có các vị thần được gọi là "kami" có thể ban phúc lành, chẳng hạn như một cuộc hôn nhân. Vào thế kỉ thứ VI, Phật giáo hệ phái Bắc Tông du nhập vào Nhật Bản qua Triều Tiên. Nghệ thuật và kiến trúc tinh tế của đạo Phật khiến cho tôn giáo này thu hút được sự quan tâm của triều đình lúc đó và Phật giáo trở thành quốc giáo của Nhật Bản. Đạo Phật nhanh chóng được truyền bá khắp Nhật Bản và nhiều tông phái Phật giáo đã ra đời và phát triển, trong đó nổi tiếng nhất ở phương Tây là Thiền tông (Zen). Thiên chúa giáo do người Bồ Đào Nha du nhập vào Nhật Bản năm 1549 và được khá nhiều người Nhật tin theo. Ngày nay ở Nhật không có một tôn giáo nào nổi trội và trên thực tế, có nhiều người Nhật cùng lúc tin theo nhiều tôn giáo khác nhau. Nhưng Phật giáo vẫn được xem là quốc giáo của Nhật Bản với khoảng 90 triệu tín đồ và ảnh hưởng của nó vô cùng to lớn, sâu sắc vào mọi mặt trong văn hóa, xã hội và lối sống của người Nhật.

### Xã hội
Xã hội Nhật Bản hiện nay phải đối mặt với nhiều vấn đề do áp lực cuộc sống quá lớn. Khi những người trẻ tuổi hoặc trung niên gặp thất bại, đôi khi họ tìm cách trốn tránh xã hội. Nếu không vượt qua được áp lực tâm lý, điều này sẽ dẫn đến những lối sống bệnh lý như hikikomori. Đó là những người tự giam mình trong nhà và không giao tiếp với bất kỳ ai ngoài gia đình liên tục trong vòng sáu tháng. Hikikomori thường là thanh niên, những người cảm thấy không chịu đựng nổi áp lực trong học tập hay công việc khi tham gia xã hội, họ cắt đứt liên hệ với xã hội để có được cảm giác yên ổn. Theo ước tính của các chuyên gia, số lượng hikikomori hiện tại có thể lên tới hơn một triệu người, trong đó có đến 20% hoàn toàn ngắt kết nối với cộng đồng từ 3 tới 5 năm. Hikikomori tạo thêm gánh nặng cho nền kinh tế bởi không chỉ làm giảm lực lượng lao động trẻ đang rất thiếu ở Nhật Bản, các thanh niên này cũng không thể tự nuôi sống bản thân.

#### Vấn đề Tự sát

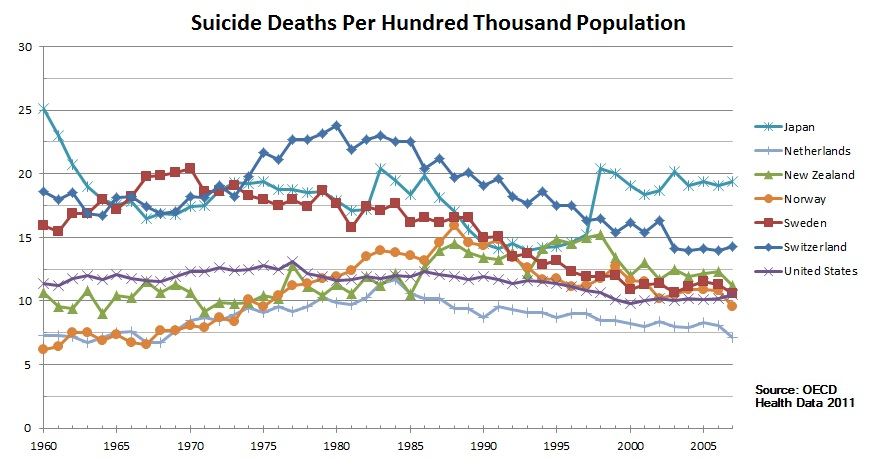
Xu hướng tự tử từ năm 1960 đến 2007 đối với các quốc gia Nhật Bản, Hà Lan, New Zealand, Na Uy, Thụy Điển, Thụy Sĩ và Hoa Kỳ

Tỷ lệ tự tử ở Nhật Bản thuộc mức rất cao trên thế giới. Theo số liệu của cảnh sát quốc gia, 33093 người tự tử trong năm 2006, trong đó ba phần tư là nam giới, 60% là thất nghiệp, và tỷ lệ tự tử ở người cao tuổi, trên 60 tuổi, tăng. Năm 2007 đã có 2.200 vụ tự sát xảy ra do vấn đề việc làm. Trong năm 2009, 6.949 người tự tử vì trầm cảm (21%), 1.731 người do những khó khăn của cuộc sống hàng ngày (5%) và 1.071 người do mất việc làm (3%). Năm 2012 đã có 29.442 người Nhật tự sát (tỷ lệ 18,5 vụ/100.000 dân), cao hơn nhiều so với mức 12,1 vụ của Mỹ, 7,8 vụ của Trung quốc và chỉ kém mức 28,9 vụ của Hàn Quốc. Tỷ lệ này cao hơn 60% so với trung bình thế giới
Trong những năm gần đây, chính phủ Nhật Bản đã triển khai nhiều biện pháp nhằm hạn chế nạn tự sát và làm giảm tỷ lệ tự sát trong nước. Năm 2009, chính phủ Nhật Bản đã cam kết 15,8 tỷ yên cho chiến lược ngăn ngừa nạn tự sát  Những biện pháp này đang đem lại hiệu quả tích cực: theo một thống kê năm 2017, số vụ tự tử tại Nhật Bản đã liên tục giảm trong 8 năm liên tiếp  Tuy nhiên, tự sát gia tăng trở lại trong giai đoạn 2019-2021. Năm 2021, Nhật có 20.830 vụ tự sát (gồm 13.815 nam giới và 7.015 nữ giới), ít hơn 251 so với năm 2020, nhưng cao hơn 661 so với năm 2019, một phần là do đại dịch Covid-19 khiến nhiều người mất việc hoặc bị giảm thu nhập

#### Lão hóa dân số
Vì thanh niên trẻ ở Nhật Bản phải bỏ ra thật nhiều thời gian cho công việc, họ phải bỏ qua nhu cầu cơ bản nhất là lập gia đình, bao gồm cả việc sinh con. Hiện tượng này manh nha từ thập niên 1970, đến những năm 2000 thì đã trở nên trầm trọng. Xã hội Nhật Bản hiện nay đang ở trong vòng luẩn quẩn về tỷ lệ sinh thấp và mức tiêu dùng kém suốt từ năm 2000 cho tới nay. Với tỷ lệ sinh thấp và tuổi thọ cao, tình trạng lão hóa dân số một cách nhanh chóng trở thành vấn đề nghiêm trọng với Nhật. Nếu tình trạng này không cải thiện, các chuyên gia cảnh báo một thời kỳ Nhật Bản suy thoái kinh tế trầm trọng và sự đổ vỡ của đời sống xã hội.
Mặt khác, phụ nữ Nhật Bản trước kia chủ yếu ở nhà nội trợ, nhưng hiện nay thì nhiều phụ nữ Nhật cũng đi làm. Khi đi làm, phụ nữ sẽ phải chia sẻ công sức giữa cơ quan và gia đình, vì vậy nhiều phụ nữ quyết định không kết hôn hoặc kết hôn muộn. Trong suốt 30 năm (1985-2015), tỉ lệ người 30 - 34 tuổi chưa kết hôn ở Nhật Bản đã tăng lên rất nhiều: nam từ 28,2% tăng lên 47,1%, nữ từ 10,4% tăng lên 34,1%. Năm 2015 độ tuổi kết hôn trung bình đã tăng lên rất cao, nữ giới là 29,4 tuổi và nam giới là 31,1 tuổi. Kết hôn muộn hơn cũng đồng nghĩa với việc suy giảm khả năng mang thai và số lượng con cái sinh ra của cặp vợ chồng. '
Lão hóa dân số đang diễn ra nghiêm trọng tại Nhật Bản trong những năm qua. Dân số Nhật giảm liên tiếp kể từ năm 2008, trong khi số người cao tuổi lần đầu tiên chiếm 1/4 tổng dân số. Tỷ lệ người trên 65 tuổi chiếm 27,2%, mức cao nhất được ghi nhận từ trước tới nay, trong khi tỷ lệ trẻ dưới 14 tuổi giảm xuống mức thấp kỷ lục là 12,7%. Số người Nhật kết hôn mới trong năm 2017 cũng thấp nhất kể từ sau năm 1945, với chỉ 607.000 cặp vợ chồng mới, giảm 14.000 cặp so với năm 2016. Năm 2017, tại Nhật chỉ có 941.000 trẻ em ra đời, mức thấp nhất kể từ năm 1899 (khi công tác thống kê bắt đầu được thực hiện), sụt giảm 36.000 trẻ em so với năm 2016 và là năm thứ hai liên tiếp số trẻ em ra đời dưới 1 triệu. Tỷ lệ tử vong trong năm 2017 lại tăng 3% lên mức 1,34 triệu, mức cao nhất thời kỳ sau 1945. Trong đó, đặc biệt đáng chú ý là tỷ lệ người tử vong vì già yếu là hơn 400.000 người (cao hơn 72.000 người so với năm 2016). Như vậy, dân số Nhật trong năm 2017 đã sụt giảm 374.000 người, đây cũng là năm thứ 9 liên tiếp dân số Nhật Bản bị sụt giảm. Đầu năm 2019, dân số của Nhật Bản là 124.776.364 người, giảm 433.239 người so với năm 2018. Đây là năm thứ 10 liên tiếp Nhật Bản chịu sự suy giảm dân số, đồng thời cũng là mức giảm lớn nhất kể từ năm 1968.
Dân số Nhật Bản đã giảm hơn 1,1% trong giai đoạn 2000-2018 (tính riêng dân số ở độ tuổi lao động thì giảm đi 13%). Tính từ năm 2010, Nhật Bản đã giảm 1,3 triệu dân do quá trình lão hóa dân số. Năm 2016, số học sinh Nhật giảm đi 18% và số nhà trẻ giảm 2.300 so với năm 2009. Đến năm 2065, Liên Hiệp Quốc dự báo dân số Nhật Bản sẽ giảm 28 triệu người, tương đương 22% dân số hiện nay. Tính đến năm 2040, hơn 1/3 số người Nhật sẽ trên 65 tuổi, mức cao nhất trên thế giới. Trước thực trạng lão hóa dân số đáng báo động, Chính phủ Nhật Bản đưa ra cảnh báo, vào năm 2060 gần 40% dân số nước này là người cao tuổi. Tình trạng dân số lão hóa không chỉ kéo theo gánh nặng về trợ cấp an sinh xã hội cho người già, mà còn làm kinh tế Nhật Bản trì trệ hơn khi mức tiêu dùng sụt giảm và lực lượng lao động trẻ ngày càng ít đi.

## Văn hóa

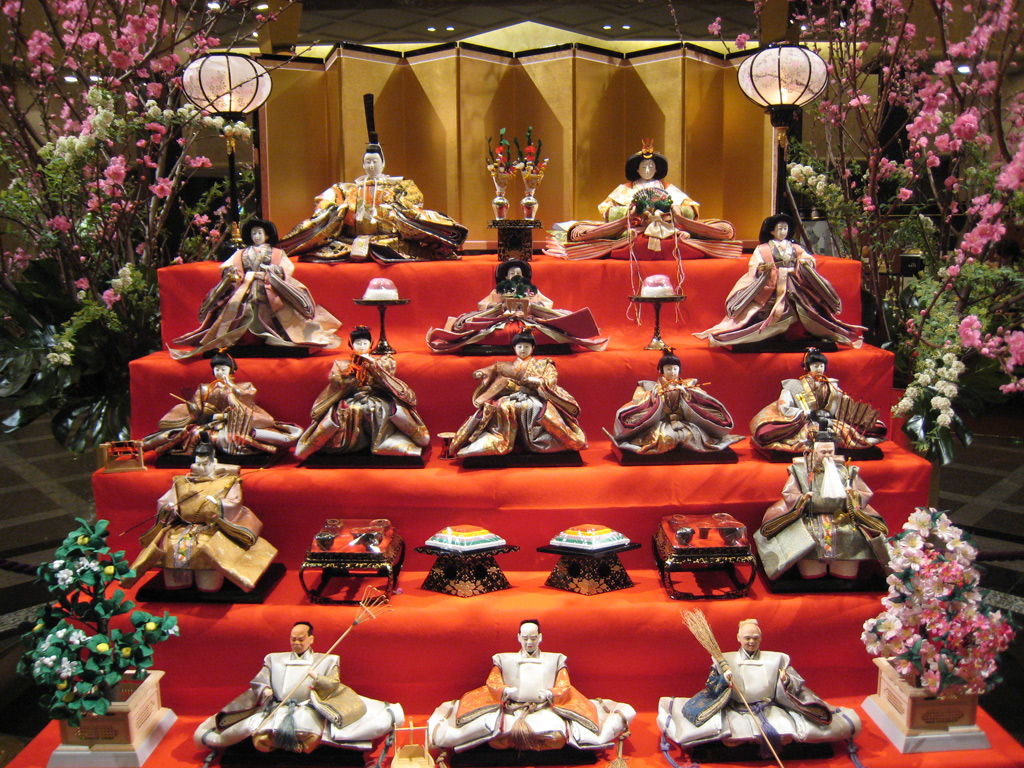
Búp bê trong lễ hội Hinamatsuri – lễ hội búp bê Nhật Bản dành cho các bé gái được tổ chức vào ngày 3 tháng ba hàng năm. Hàng trên cùng: Hoàng đế (O-dairi-sama) và Hoàng hậu (O-hina-sama). Hàng thứ hai: Ba nữ cận thần (san-nin kanjo), có nhiệm vụ dạy dỗ cho hoàng tử hay công chúa. Hàng thứ ba: Ngũ xướng âm (go-nin bayashi) gồm Trống đại, Trống tiểu, Trống tay, Sáo, Ca. Hàng thứ tư: Tả đại thần (Sadaijin) (già) và Hữu đại thần (Udaijin) (trẻ). Hàng thứ năm: Đội nha dịch gồm Tiếu nha (waraijougo) (vui), Khấp nha (nakijougo) (buồn) và Nộ nha (okorijougo) (giận)

Văn hóa Nhật Bản là nền văn hóa có sức ảnh hưởng nhất toàn Châu Á và là một trong những nền văn hóa đặc sắc nhất thế giới, văn hóa Nhật đã phát triển mạnh mẽ qua thời gian từ thời kỳ Jōmon cho tới thời kỳ đương thời, mà trong đó chịu ảnh hưởng cả từ văn hóa châu Á và thế giới phương Tây. Nghệ thuật truyền thống Nhật Bản bao gồm các ngành nghề thủ công như cắm hoa ikebana, origami, tranh in ukiyo-e, đồ chơi, đồ gỗ sơn mài và gốm sứ; các môn nghệ thuật biểu diễn như bunraku, chơi đàn shamisen, nhảy, kabuki, nō, rakugo, ngoài ra còn phải kể đến những nét đặc sắc truyền thống khác như trà đạo, Budō (võ thuật), Kimono, kiến trúc, vườn Nhật và cả gươm Nhật. Ẩm thực Nhật Bản hiện nay là một trong những nền ẩm thực nổi tiếng nhất trên thế giới.
Sự kết hợp của nghệ thuật in khắc gỗ truyền thống với văn hóa phương Tây đã dẫn đến sự ra đời của Manga, một thể loại truyện tranh nổi tiếng cả trong và ngoài nước Nhật. Sự ảnh hưởng của Manga đến thể loại hoạt hình đã dẫn đến sự phát triển thể loại hoạt hình đặc trưng của Nhật có tên gọi là Anime, nhờ sự phát triển vũ bão của Manga và Anime mà các trò chơi game video của Nhật cũng phát triển mạnh mẽ từ thập niên 1980 .
Âm nhạc của Nhật Bản đã mượn nhiều nhạc cụ và phong cách từ các quốc gia láng giềng và phát triển thêm các nét đặc trưng của Nhật, điển hình như đàn Koto được giới thiệu vào Nhật từ thế kỷ thứ IX và X, hay như thể loại kịch Nō từ thế kỷ XIV và âm nhạc dân gian đại chúng, với những cây đàn như shamisen, được truyền bá tới Nhật từ thế kỷ XVI. Âm nhạc phương Tây, được giới thiệu vào Nhật cuối thế kỷ XIX, giờ đã trở thành một phần nội tại quan trọng trong văn hóa Nhật Bản. Nước Nhật thời hậu chiến tranh thế giới thứ hai bị ảnh hưởng nặng nề bởi âm nhạc Mỹ và âm nhạc hiện đại châu Âu, điều này đã dẫn đến sự phát triển của dòng âm nhạc gọi là J-pop.
Karaoke là hoạt động văn hóa phổ biến nhất ở Nhật. Từ tháng 11 năm 1993, cơ quan các hoạt động văn hóa đã tiến hành một cuộc thăm dò, kết luận rằng có nhiều người Nhật hát karaoke hơn là tham gia vào các hoạt động văn hóa truyền thống như triết hoa hay trà đạo.

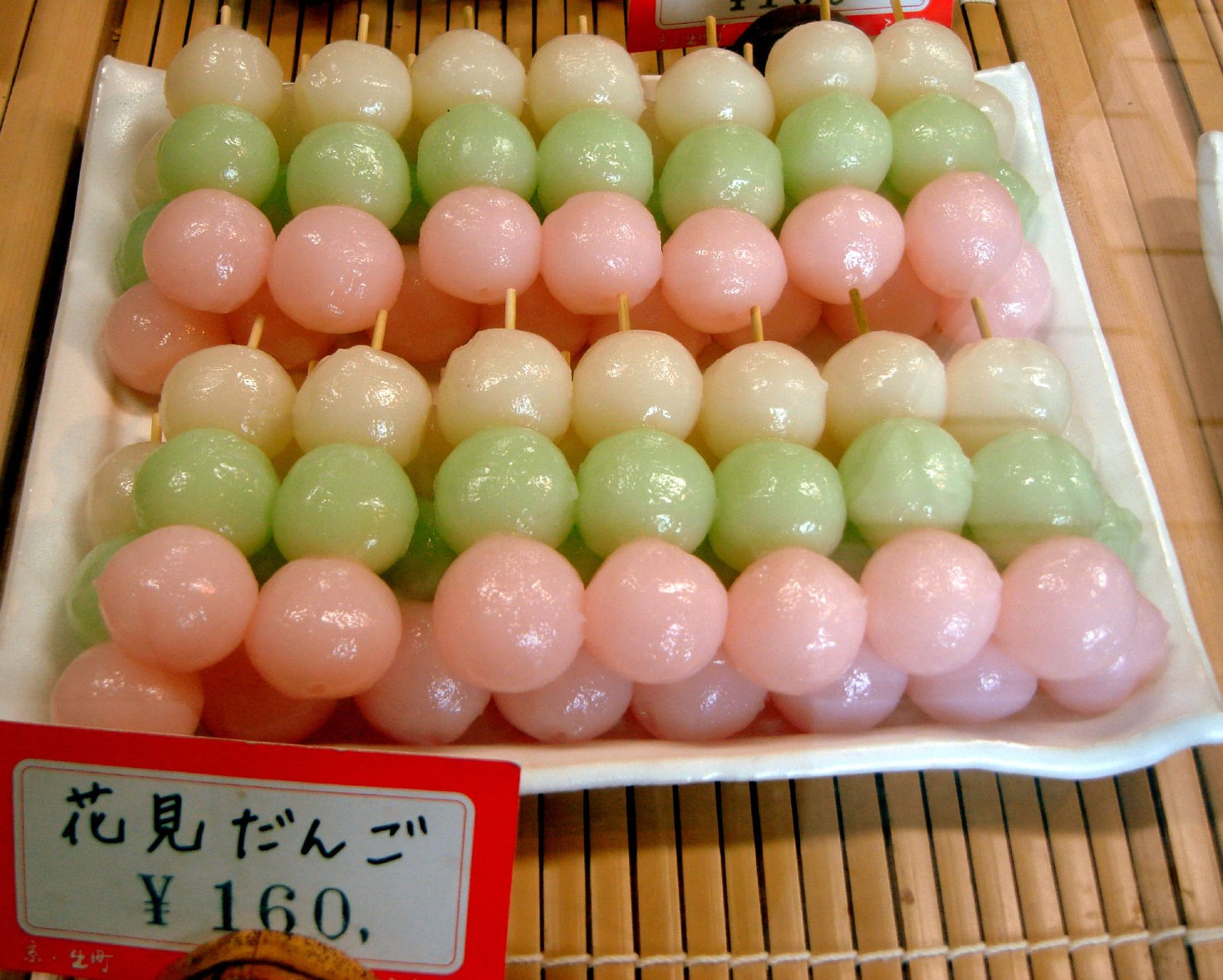
Hanami dango là một loại bánh gạo làm từ bột gạo giống như mochi (một loại bánh khác cũng làm từ gạo). Thường được dùng với trà trong những buổi thưởng ngoạn hoa anh đào của người Nhật.

Các tác phẩm đầu tiên của văn học Nhật Bản bao gồm hai cuốn sách lịch sử Kojiki và Nihon Shoki cũng như tập thơ từ thế kỷ thứ VIII Man'yōshū, tất cả đều được viết bằng Hán tự. Vào giai đoạn đầu của thời kỳ Heian, hệ thống ký tự kana (Hiragana và Katakana) ra đời. Cuốn tiểu thuyết The Tale of the Bamboo Cutter được coi là tác phẩm ký sự lâu đời nhất của Nhật. Một hồi ký về cuộc đời trong cung cấm được ghi trong cuốn The Pillow Book, viết bởi Sei Shōnagon, trong khi Truyện kể Genji của Murasaki Shikibu thường được coi là tiểu thuyết đầu tiên trên thế giới. Trong thời kỳ Edo, văn học không thực sự phát triển trong giới Samurai như trong tầng lớp người chōnin. Yomihon, là một ví dụ, đã trở nên nổi tiếng và tiết lộ sự thay đổi sâu kín này trong giới độc giả cũng như tác giả thời kỳ này. Thời kỳ Minh Trị chứng kiến một giai đoạn đi xuống trong các thể loại văn học truyền thống của Nhật, trong thời kỳ này thì văn học Nhật chịu nhiều ảnh hưởng từ văn học phương Tây. Natsume Sōseki và Mori Ōgai được coi là những văn hào tiểu thuyết "hiện đại" đầu tiên của Nhật, tiếp đó có thể kể đến Akutagawa Ryūnosuke, Tanizaki Jun'ichirō, Yasunari Kawabata, Yukio Mishima và gần đây hơn là Haruki Murakami. Nhật Bản có hai nhà văn từng đoạt giải Nobel là Yasunari Kawabata(1968) và Kenzaburo Oe (1994).

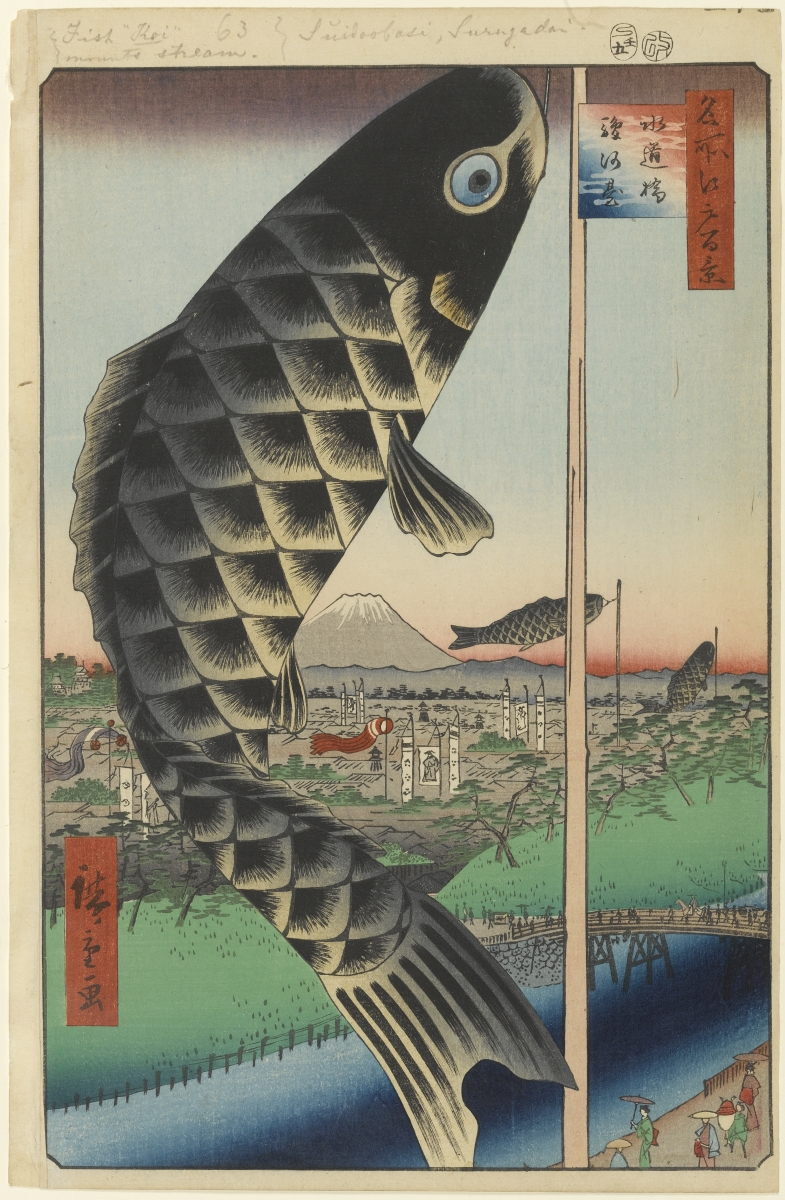
Cá chép Koi - biểu tượng của sự bản lĩnh, tính kiên định và hoài bão của đàn ông Nhật. Thường được treo vào ngày lễ Koinobori 5 tháng năm dành cho các bé trai hàng năm
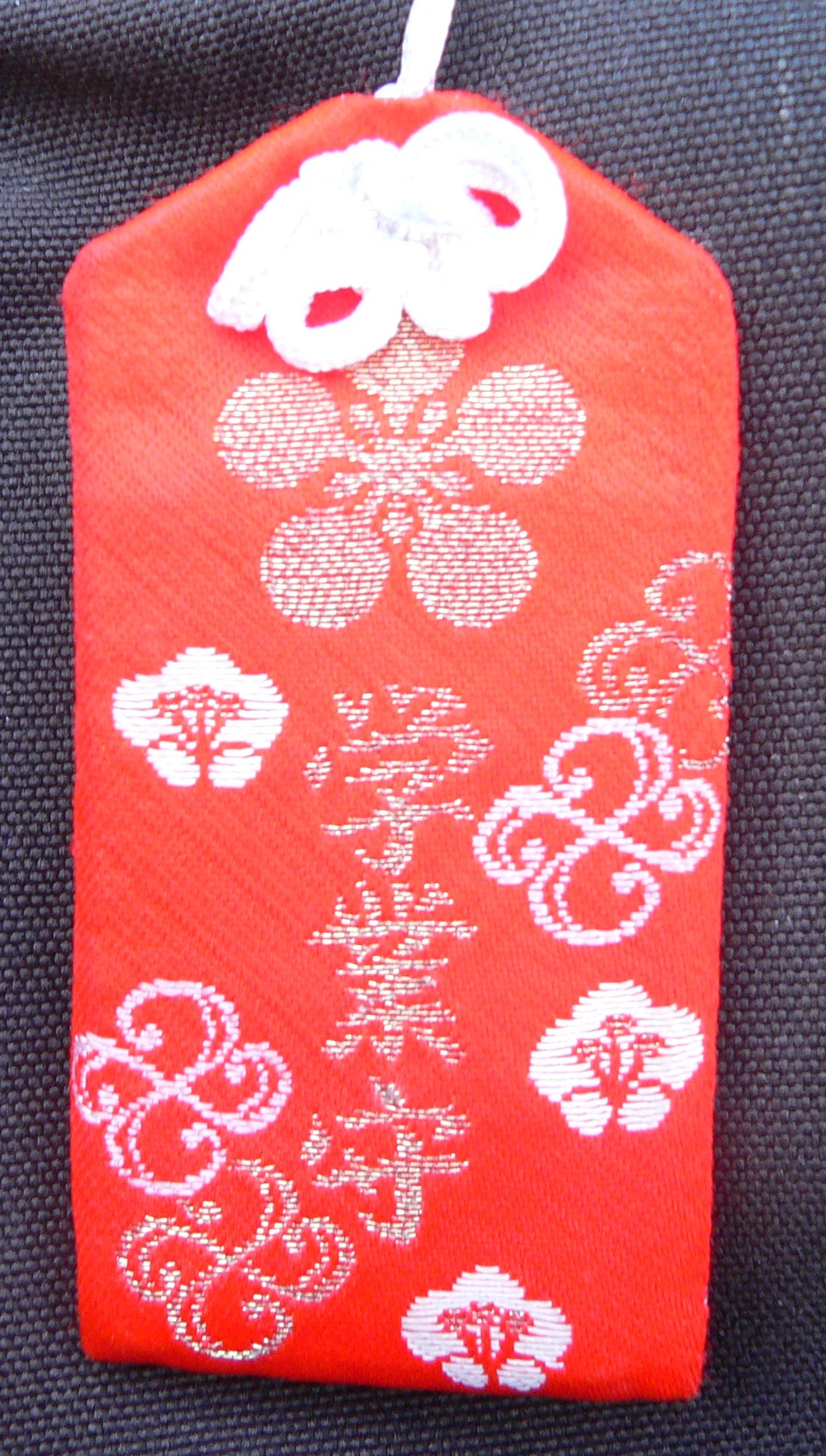
Omamori - một loại bùa may mắn thường được người Nhật đem theo bên mình để cầu xin sức khỏe, tình yêu hay học tập
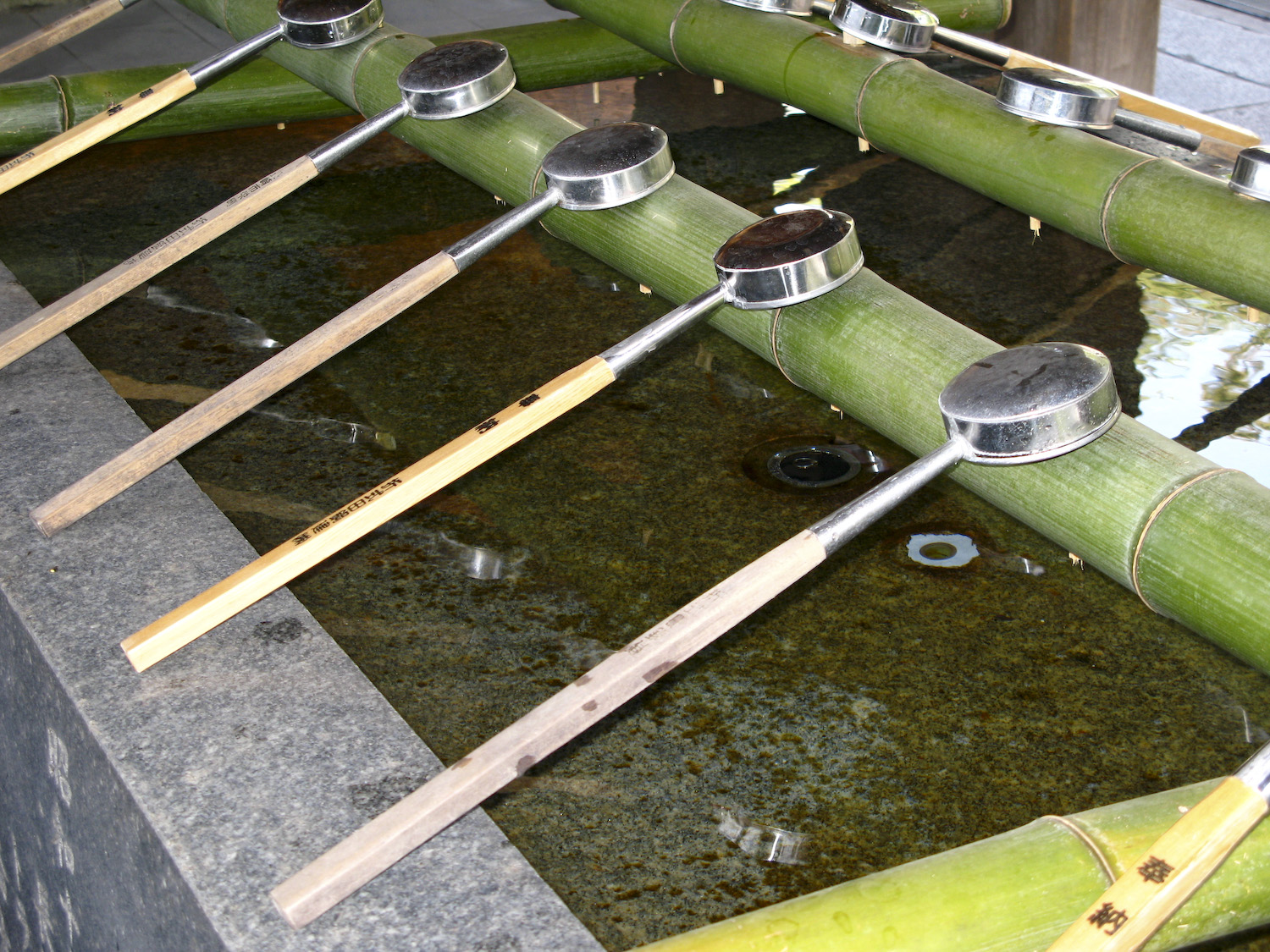
Giếng thanh tẩy Chōzuya thường được đặt ở lối vào Điện Haiden, là nơi khách viếng rửa tay trước khi hành lễ
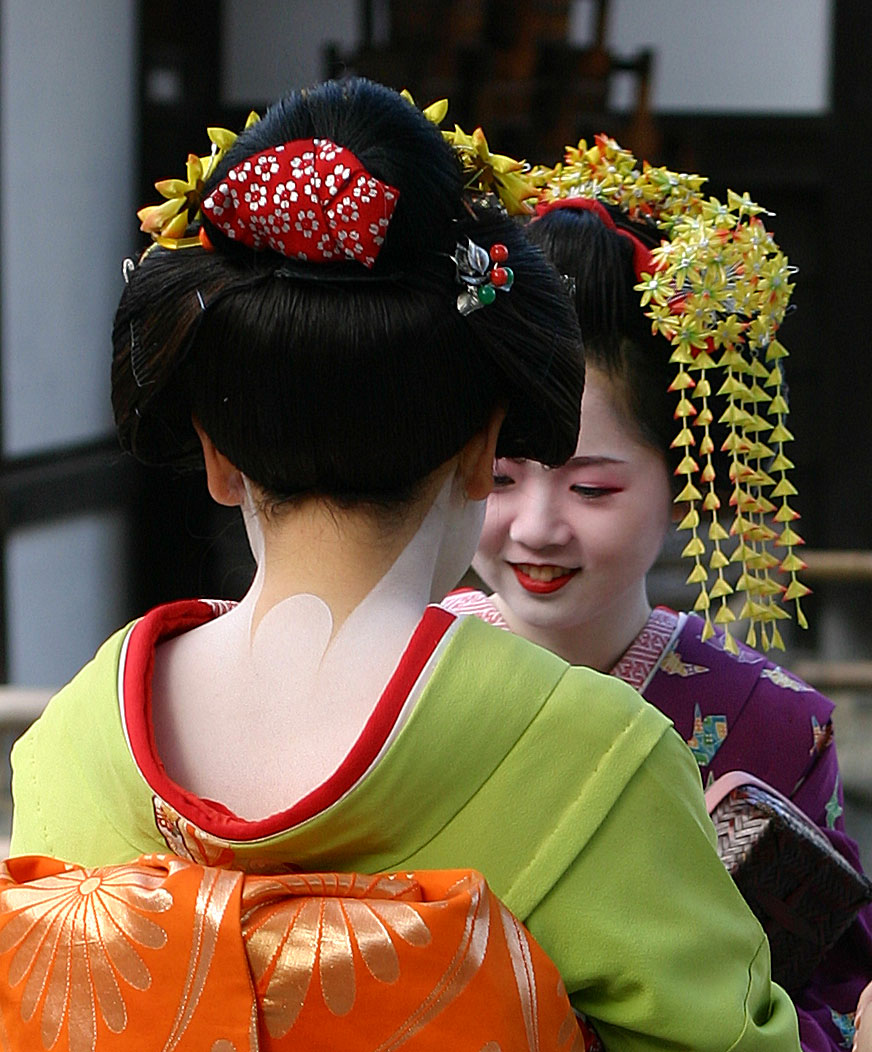
Hai Geisha đang trò chuyện gần Kinkaku-ji (Kim các tự), Kyōto

## Di sản văn hóa UNESCO

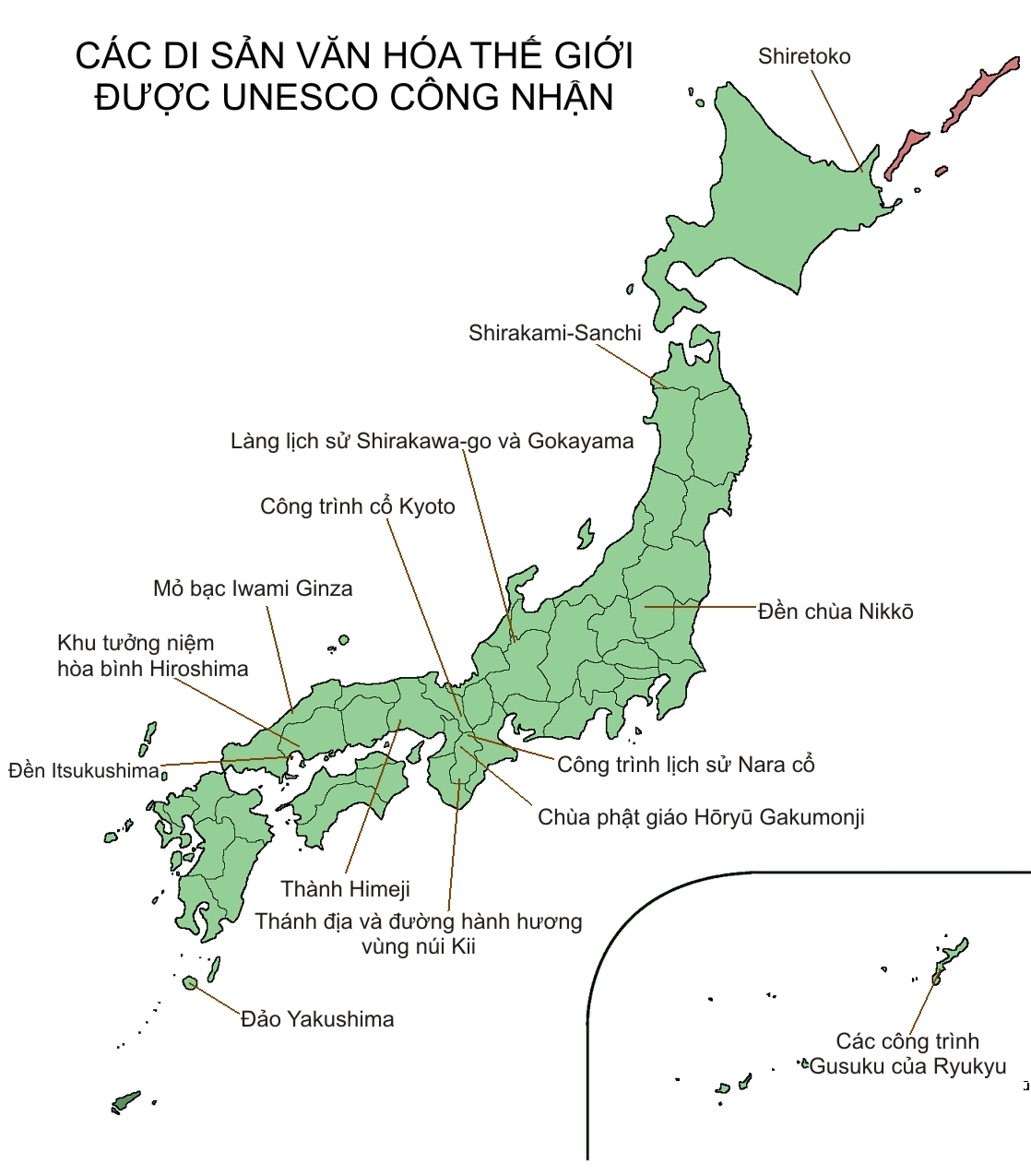
Địa điểm các di sản văn hóa thế giới của Nhật Bản

Quang cảnh thành phố Shinjuku, Nhật Bản ngày 25/01/2009

- Chùa Hōryū (法隆寺 Hōryū-ji, Pháp Long tự) là một ngôi chùa ở Ikaruga, huyện Nara. Tên đầy đủ là Pháp Long Học Vấn Tự (法隆学問寺 Hōryū Gakumonj), được biết đến với tên như vậy do đây là nơi vừa như một trường dòng, vừa là một tu viện. Ngôi chùa được biết đến như một trong các kiến trúc bằng gỗ có tuổi thọ cao nhất thế giới và là một nơi linh thiêng nổi tiếng ở Nhật Bản[146][147]. Vào năm 1993, được ghi tên vào "Các thắng cảnh di sản thế giới được UNESCO công nhận" và được chính phủ xếp loại di sản quốc gia.
- Gusuku là từ của người Okinawa nghĩa là "lâu đài" hay "pháo đài". Viết bằng Kanji theo nghĩa "lâu đài", 城, phát âm là shiro[148]. Có nhiều Gusuku và các di sản văn hóa ở Ryukyu đã được UNESCO tặng danh hiệu Di sản văn hóa thế giới.
- Thành Himeji (姫路城 Himeji-jō?) là một khu phức hợp gồm 83 tòa nhà bằng gỗ tọa lạc trên một khu vực đồi núi bằng phẳng ở huyện Hyogo[149]. Thường được biết đến với tên Hakurojo hay Shirasagijo (Lâu đài hạc trắng) do được sơn phủ một lớp màu trắng tinh xảo bên ngoài. Được vinh dự là kì quan đầu tiên được UNESCO công nhận và là Di sản văn hóa Nhật Bản đầu tiên (tháng 12/1993). Một trong ba lâu đài đón khách viếng đông nhất ở Nhật cùng với tòa lâu đài Matsumoto và Kumamoto.
- Khu tưởng niệm Hòa bình Hiroshima thường được gọi là Mái vòm nguyên từ (原爆ドーム Genbaku Dome)[150], ở Hiroshima, là một phần của Công viên tưởng niệm hòa bình Hiroshima. Vào năm 1996 được UNESCO công nhận di sản thế giới.
- Các công trình kiến trúc lịch sử cố đô Kyoto nằm rải rác 17 địa điểm trong đó ba công trình ở Kyoto, Ujin thuộc phủ Kyoto và Otsu ở huyện Shiga[151]. Gồm có 3 chùa phật giáo, 3 đền Thần đạo và một lâu đài. Riêng 38 cơ sở kiến trúc được chính phủ liệt vào danh sách Di sản quốc gia, 160 kiến trúc khác vào danh sách Các công trình văn hóa quan trọng. Tám khu vườn thắng cảnh đặc biệt và bốn với Thắng cảnh đẹp. Công nhận năm 1994.
- Các công trình lịch sử Nara cổ.
- Làng lịch sử Shirakawa-go và Gokayama trên thung lũng sông Shogawa trải dài từ ranh giới huyện Gifu và Toyama phía bắc Nhật Bản[152]. Shirakawa-go (白川郷, "Sông ánh bạc") tọa lạc ở khu làng Shirakawa huyện Gifu. Năm ngọn núi Gokayama (五箇山) bị chia cắt giữa khu làng cũ Kamitaira và Taira ở Nanto, tỉnh Toyama.
- Thần xã Itsukushima (厳島神社, Itsukushima Jinja) là một ngôi đền Shinto trên đảo Itsukushima (tên cũ là Miyajima) ở thành phố Hatsukaichi, huyện Hiroshima[153]. Một vài công trình tại đây cũng được chính phủ cho vào danh sách "Di sản quốc gia".
- Mỏ bạc Iwami Ginzan (石見銀山 Iwami Ginzan (?)) là một khu vực khoáng sản tại thành phố Oda, huyện Shimane, thuộc đảo Honshu[154]. Được UNESCO ghi tên năm 2007.
- Dãy núi Kii hay bán đảo Kii (紀伊半島 Kii Hantō?)[155] – một trong các bán đảo lớn nhất ở Honshu.
- Vùng núi Shirakami (白神山地 Shirakami-Sanchi (?)) (Địa hạt của thần) nằm ở bắc Honshu. Các ngọn núi này trải dài vững chắc theo các khu rừng nguyên thủy từ huyện Akita đến Aomori[156]. Tổng cộng 1. 300 km² trong đó 169,7 km² được vào danh sách UNESCO.
- Vườn quốc gia Shiretoko (知床国立公園 Shiretoko Kokuritsu Kōen (?)) chiếm phần lớn bán đảo Shiretoko ở tận cùng đông bắc đảo Hokkaido[157], theo người Ainu nghĩa là "Nơi tận cùng Trái Đất". Một trong các cơ sở tôn giáo hẻo lánh nhất của Nhật. Công viên cũng là nơi cư ngụ của loài gấu lớn nhất Nhật Bản, có thể trông thấy khu đảo tranh chấp Kunashiri từ đây. Ngoài ra công viên còn có thác nước nóng Kamuiwakka-no-taki. Theo người Ainu đây là dòng nước của các vị thần. Được công nhận vào năm 2005 cùng với một phần đảo Kuril do Nga kiểm soát.
- Nikko (日光市 Nikkō-shi (?), "ánh nắng") là một thành phố nằm trên vùng đồi núi thuộc huyện Tochigi. Cách Tokyo 140 km về phía bắc và gần 35 km về phía tây của Utsunomiya, thủ phủ của Tochigi, nơi quàng lăng tẩm của Tướng quân Tokugawa Ieyasu (Nikko Tosho-gu) và người cháu trai Iemitsu (Iemitsu-byo Taiyu-in) cùng khu đền Futarasan. Shodo Shonin lập đền Rinno vào 782, theo sau không lâu là Đền Chuzen-ji năm 784, bao quanh là làng Đền chùa Nikkō. Đền của Nikko Tosho-gu được hoàn tất vào 1617 là một trong các nơi đón khách hành lễ đông nhất thời Edo. Nikko Tosho-gu, Đền Futarasan và Rinno-ji hiện cũng là Di sản được UNESCO công nhận.[158]
- Yakushima (屋久島 Yakushima (?)) là một đảo diện tích 500 km² và gần 15.000 cư dân, nằm về phía nam của Kyushu ở huyện Kagoshima[159], bị chia cắt khỏi Tanegashima bởi eo biển Vincennes với ngọn núi cao nhất của đảo Myanoura 1.935 m. Được vây quanh bởi rừng rậm dày đặc, đặc trưng với cây thông liễu (ở Nhật gọi là Sugi) và nhiều họ cây đỗ quyên.Quang cảnh thành phố Shinjuku, Nhật Bản ngày 25/01/2009

## Văn học

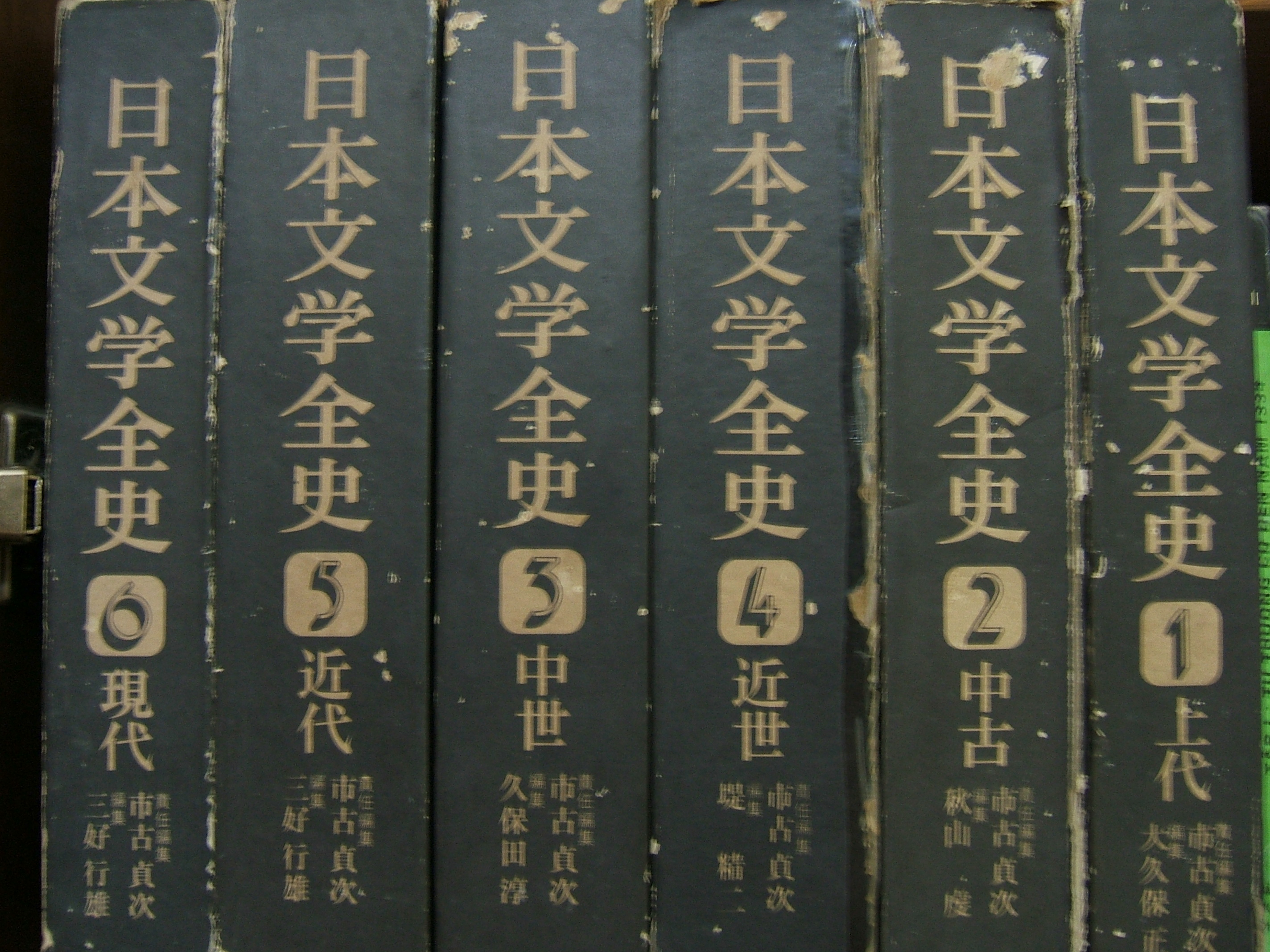
Toàn tập lịch sử văn học Nhật Bản từ thượng đại đến hiện đại.

Văn học Nhật Bản là một trong những nền văn học dân tộc lâu đời nhất và giàu có nhất thế giới nảy sinh trong môi trường nhân dân rộng lớn từ thuở bình minh của các bộ tộc Nhật Bản, rất lâu trước khi quốc gia Nhật Bản được thành lập. Chúng ta không biết ngọn nguồn của văn học thành văn Nhật Bản khởi điểm chính xác từ khi nào, chỉ có thể ước định qua những tác phẩm khởi nguyên của văn học Nhật Bản vẫn được đánh giá là kiệt tác cổ điển như Vạn diệp tập thế kỷ thứ VIII, thi tuyển tập hợp 3 thế kỷ thi ca trước đó của Nhật Bản và các cuốn sử Cổ sự ký và Nhật Bản thư kỷ văn bản hóa các truyền thuyết, huyền thoại lập quốc Nhật Bản.
Theo một số học giả có lẽ do ảnh hưởng của Âu châu luận, lịch sử văn học Nhật Bản có thể được chia ra 3 thời kỳ chính: Cổ đại, Trung cổ và Hiện đại, tương đương với cách phân kỳ lịch sử kinh điển thường gặp trong văn học phương Tây. Tuy nhiên, trong cuốn Nhật Bản văn học toàn sử do Tokyo Kodanshā xuất bản, văn học Nhật Bản được chia làm 6 thời kỳ ứng với 6 tập của cuốn sách: Thượng đại, Trung cổ, Trung thế, Cận thế, Cận đại và Hiện đại.

## Ẩm thực

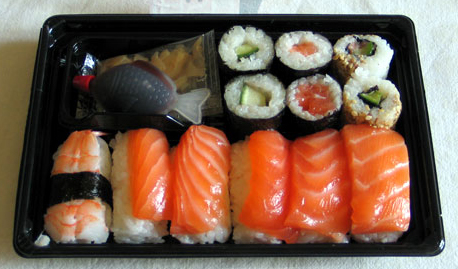
Sushi, món ăn đặc trưng của Nhật Bản thường ăn kèm với wasabi.

Ẩm thực Nhật Bản rất phong phú và đặc biệt. Bao gồm sushi, trà đạo và các món khác như các loại bánh làm từ bột gạo.
Tuy nhiên, ẩm thực Nhật Bản cũng khá nguy hiểm với những món ăn như gỏi cá nóc và fugu, được chế biến từ cá xem sao của Nhật Bản. Phần bắp và bụng được coi là khá an toàn, nhưng phải có một con mắt thật tinh tường để loại đi những chất độc. Đã bao người phải bỏ mạng vì ăn phải chất độc của món fugu này. Thế nhưng đây được coi là đặc sản của Nhật Bản. Ở trung tâm Tokyo có rất nhiều nhà hàng chế biến món này. Thực khách sẽ tấm tắc khen ngon nếu họ còn sống sau khi ăn món này.
Bánh ngọt Nhật Bản truyền thống được biết đến như là wagashi. Các thành phần như đậu đỏ và mochi được sử dụng. Món ăn ngày nay hiện nay bao gồm kem matcha, một hương vị rất phổ biến. Hầu như tất cả các nhà sản xuất đều sản xuất một phiên bản của nó.Kakigori là một món tráng miệng đá bào có hương vị xi rô hoặc sữa đặc. Nó thường được bán và ăn ở các lễ hội mùa hè. Các loại đồ uống phổ biến ở Nhật như shochu và sake, đó là đồ uống có gạo nâu mà thường chứa 15% ~ 17% cồn và được làm từ quá trình lên men gạo. Bia được sản xuất ở Nhật Bản từ cuối những năm 1800 và được sản xuất ở nhiều vùng bởi các công ty bao gồm Nhà máy bia Asahi, Nhà máy bia Kirin và Nhà máy bia Sapporo – nhãn hiệu bia lâu đời nhất ở Nhật Bản.

## Ngày lễ
Nhật Bản có chính thức 16 ngày nghỉ quốc gia được chính phủ công nhận. Các ngày nghỉ lễ Nhật Bản được điều chỉnh theo luật nghỉ lễ năm 1948 the Public Holiday Law (国民の祝日に関する法律 Kokumin no Shukujitsu ni Kansuru Hōritsu). Từ những năm 2000 Nhật Bản đã thực hiện  Happy Monday System, đưa một số ngày lễ rơi vào cuối tuần lên thứ hai để có một ngày nghỉ dài. Vào năm 2006, nước này quyết định thêm ngày  Shouwa, một ngày nghỉ quốc gia mới, thay cho ngày Greenery Day vào ngày 29/04 và chuyển ngày Greenery Day đến ngày 04/05. Quyết định này có hiệu lực vào năm 2007. Năm 2014, Nhật Bản thêm ngày Mountain Day (山の日 Yama no Hi) vào ngày 11/08, sau khi được đề xuất bởi câu lạc bộ leo núi Nhật Japanese Alpine Club.

## Hình ảnh các danh lam thắng cảnh

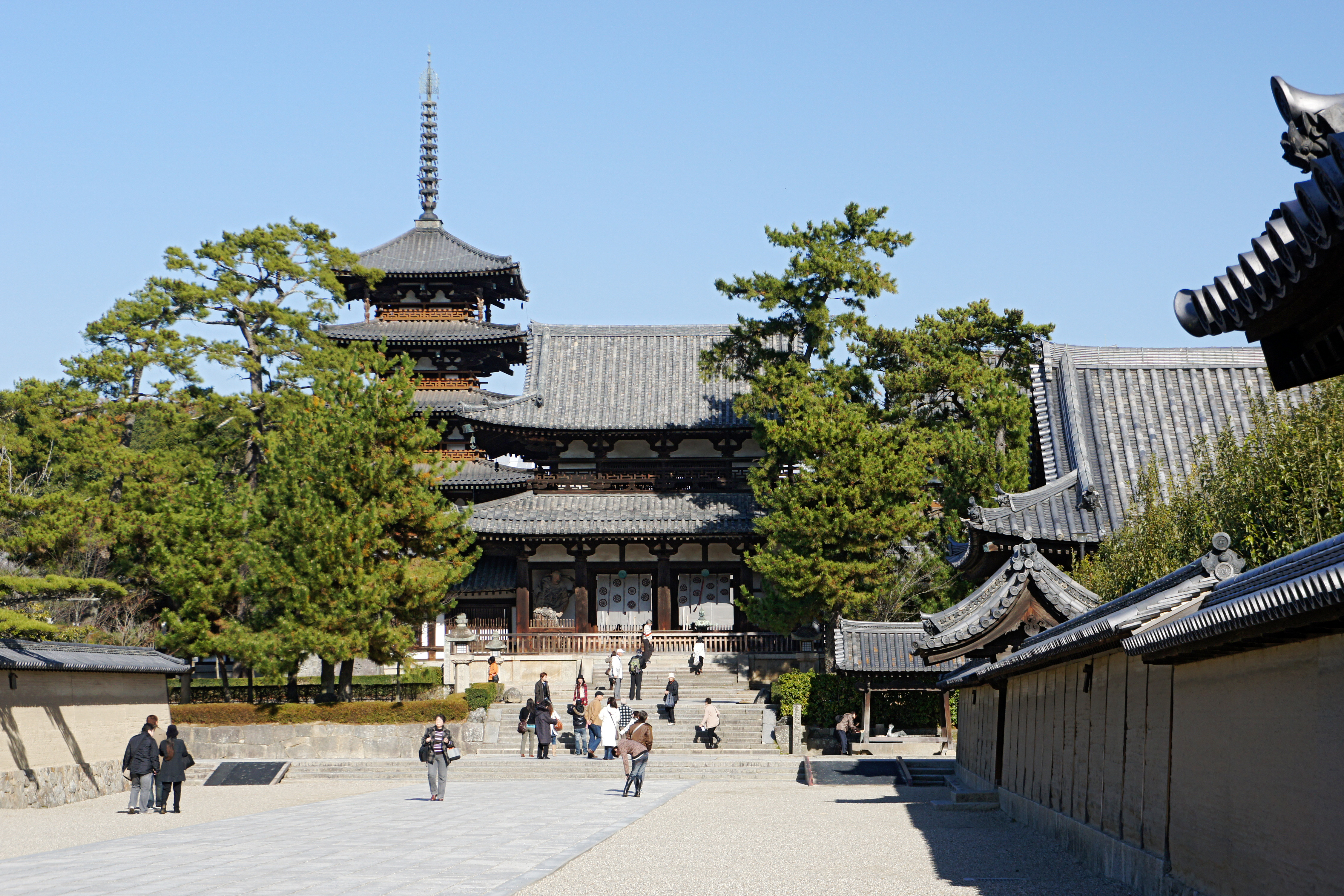
Hōryū-ji (法隆寺)
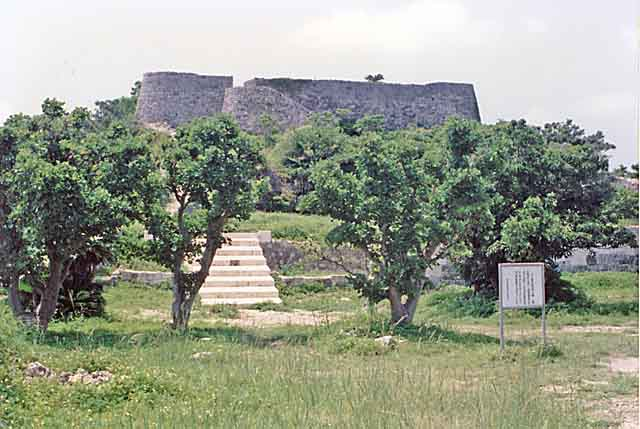
Gusuku
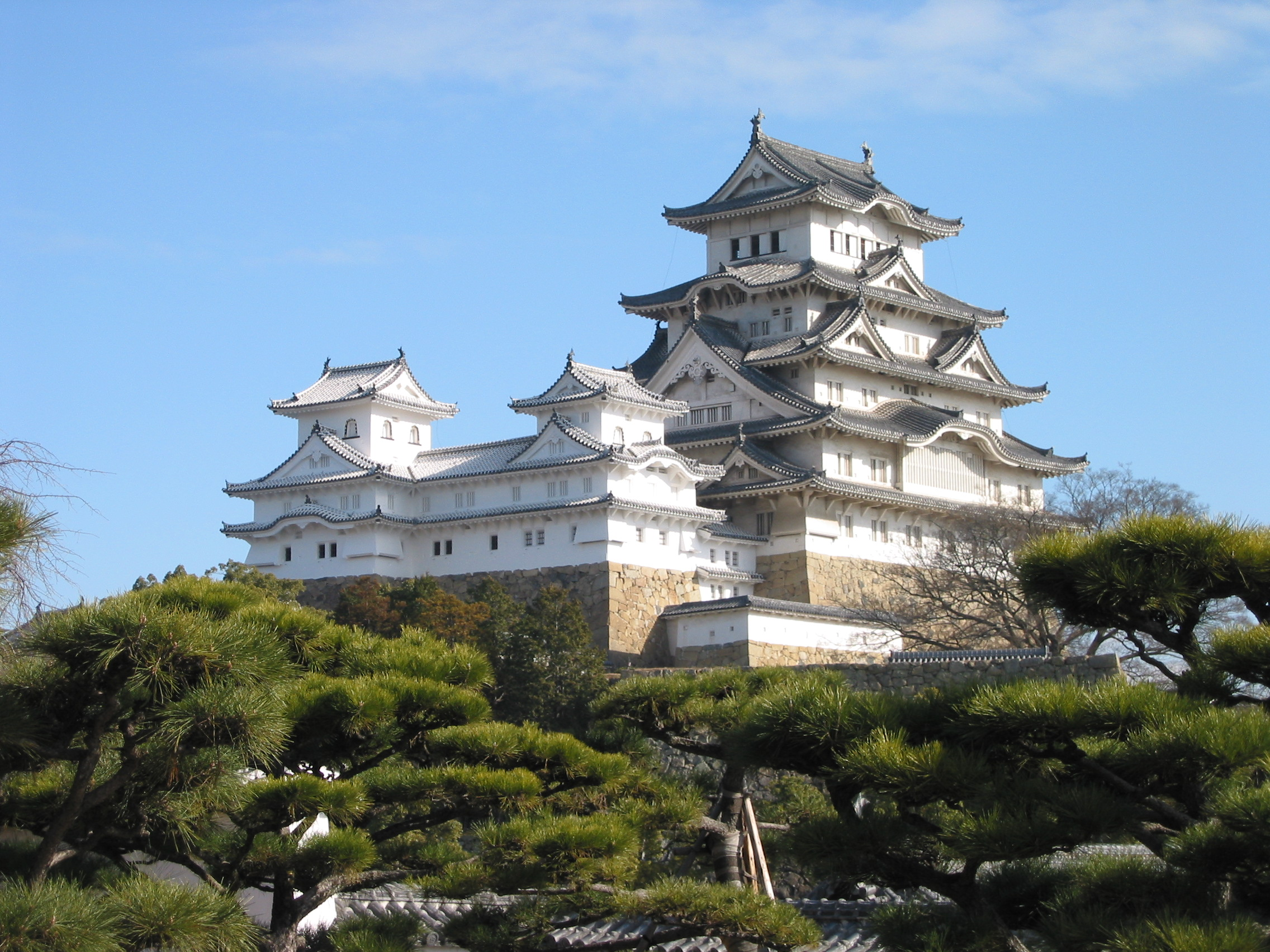
Thành Himeji (姫路城, Himeji-jō (lâu đài hạc trắng)
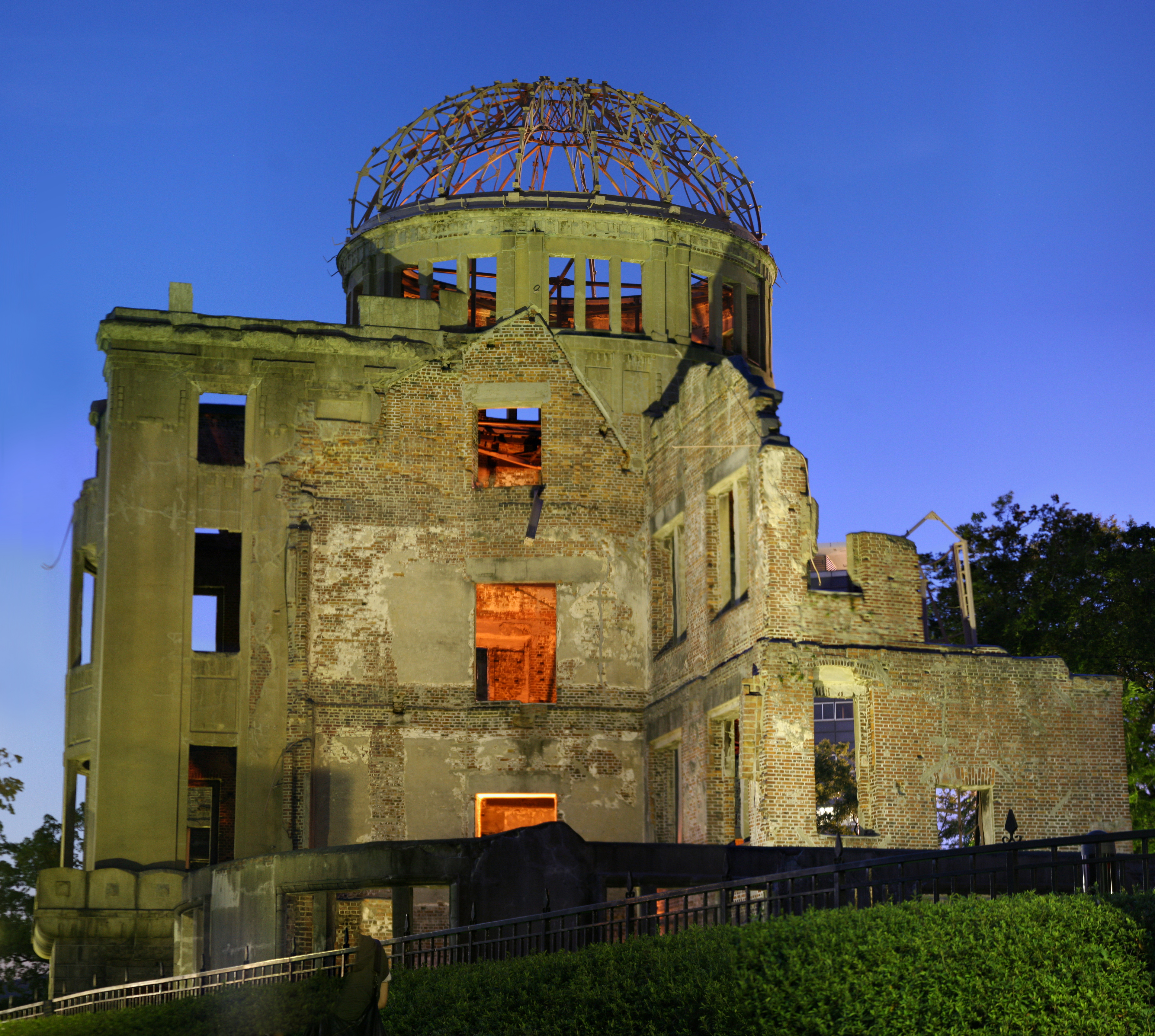
Khu tưởng niệm Hòa bình Hiroshima
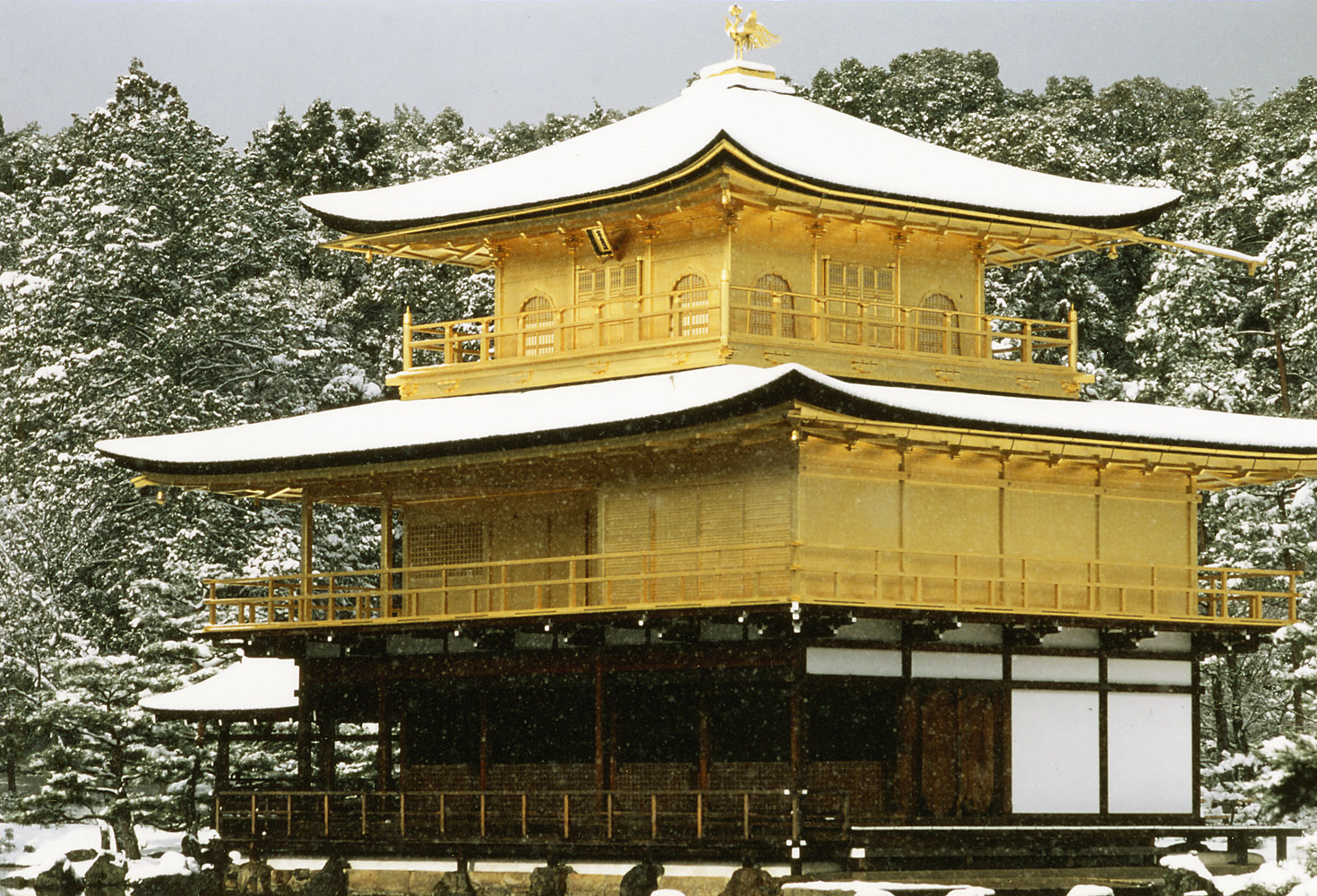
Chùa Kinkakuji
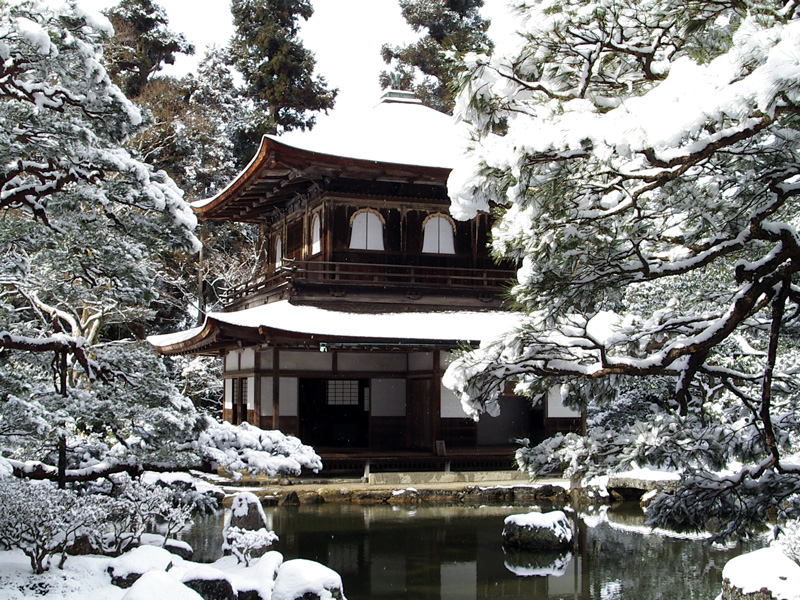
Ginkaku-ji vào mùa đông
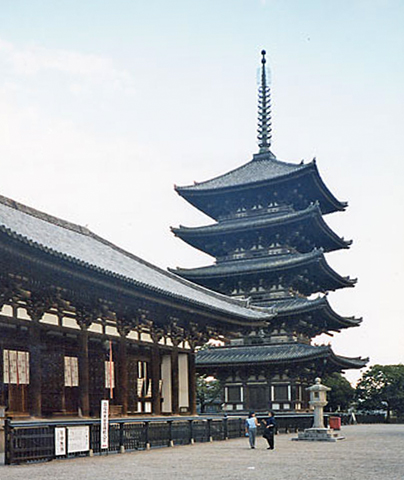
Kōfuku-ji là một ngôi chùa cổ ở trung tâm Nara
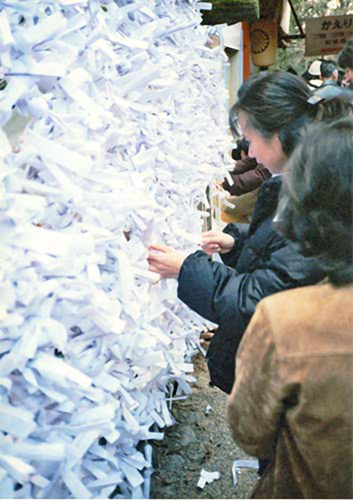
Chọn Omikuji ở Đền Kasuga - Nara
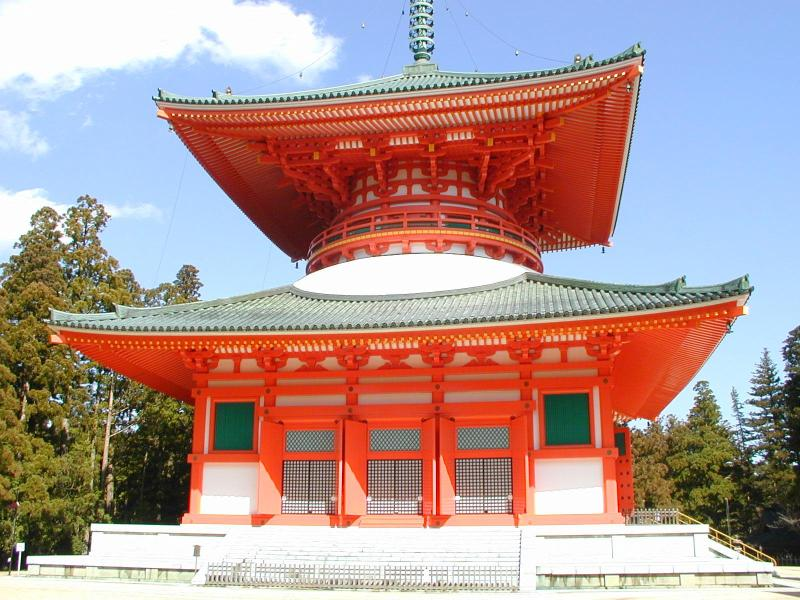
Thánh địa và đường hành hương vùng núi Kii
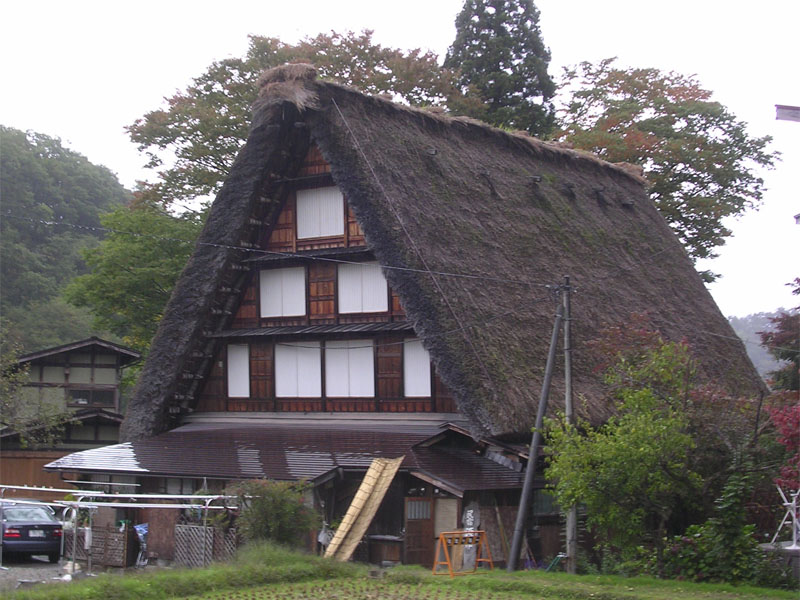
Làng lịch sử Shirakawa-go và Gokayama
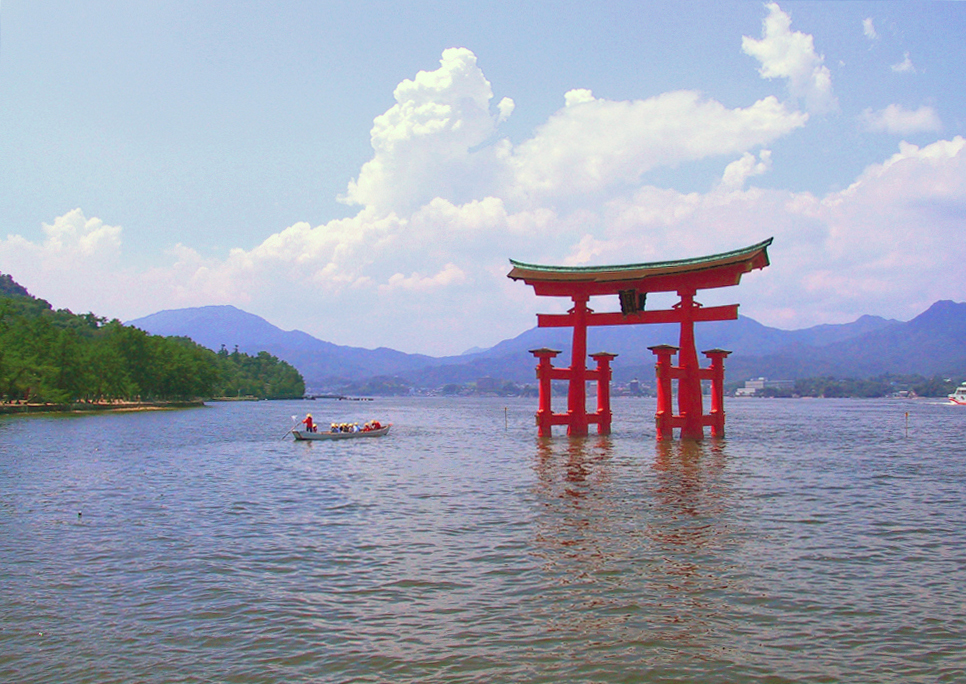
Đền Itsukushima
Mỏ bạc Iwami Ginzan
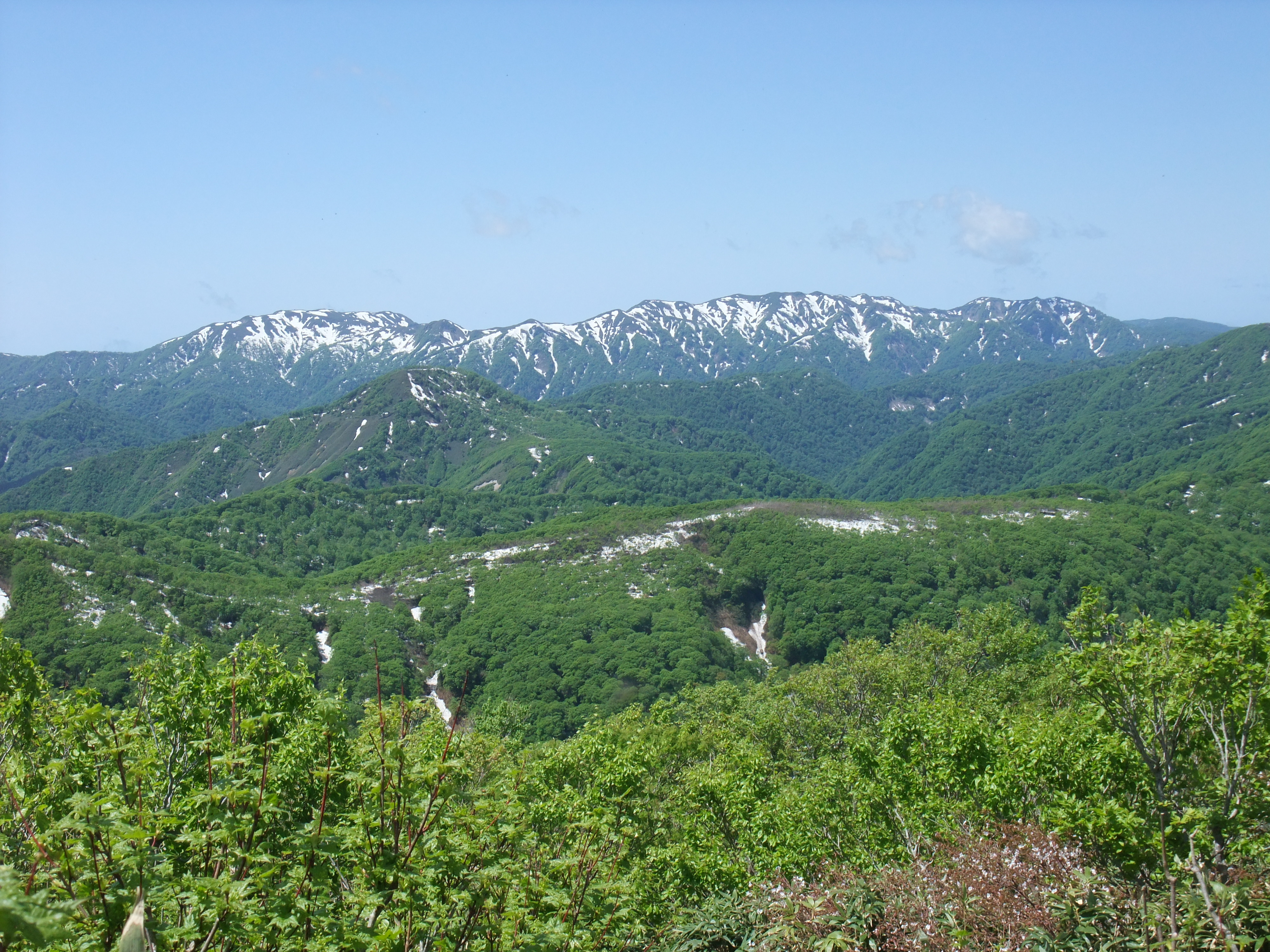
Vùng núi Shirakami
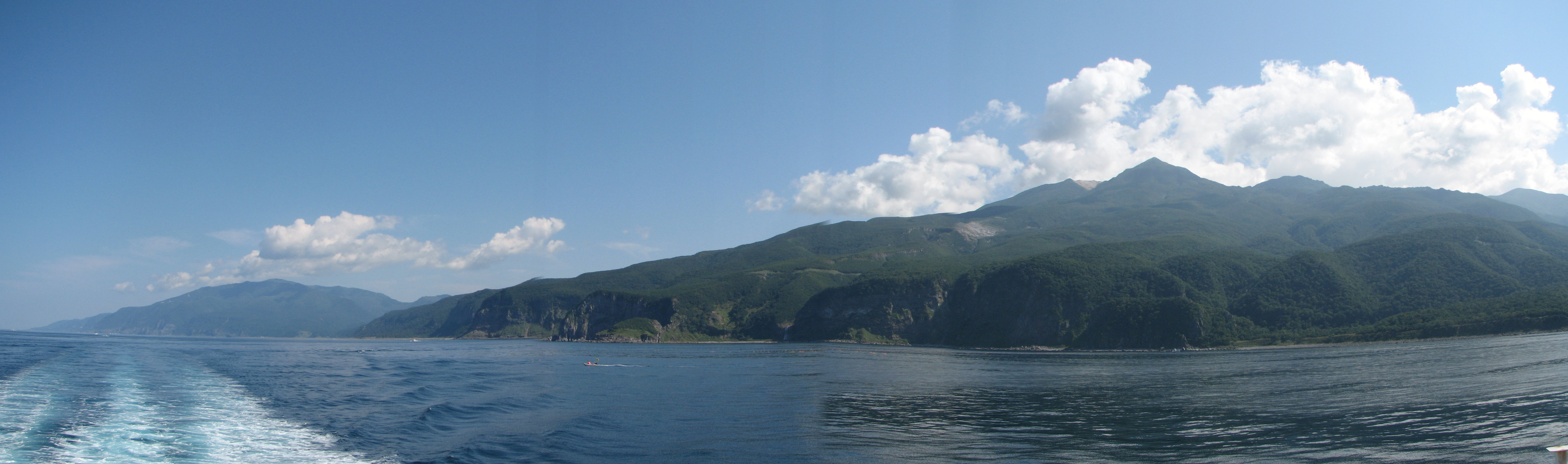
Công viên quốc gia Shiretoko
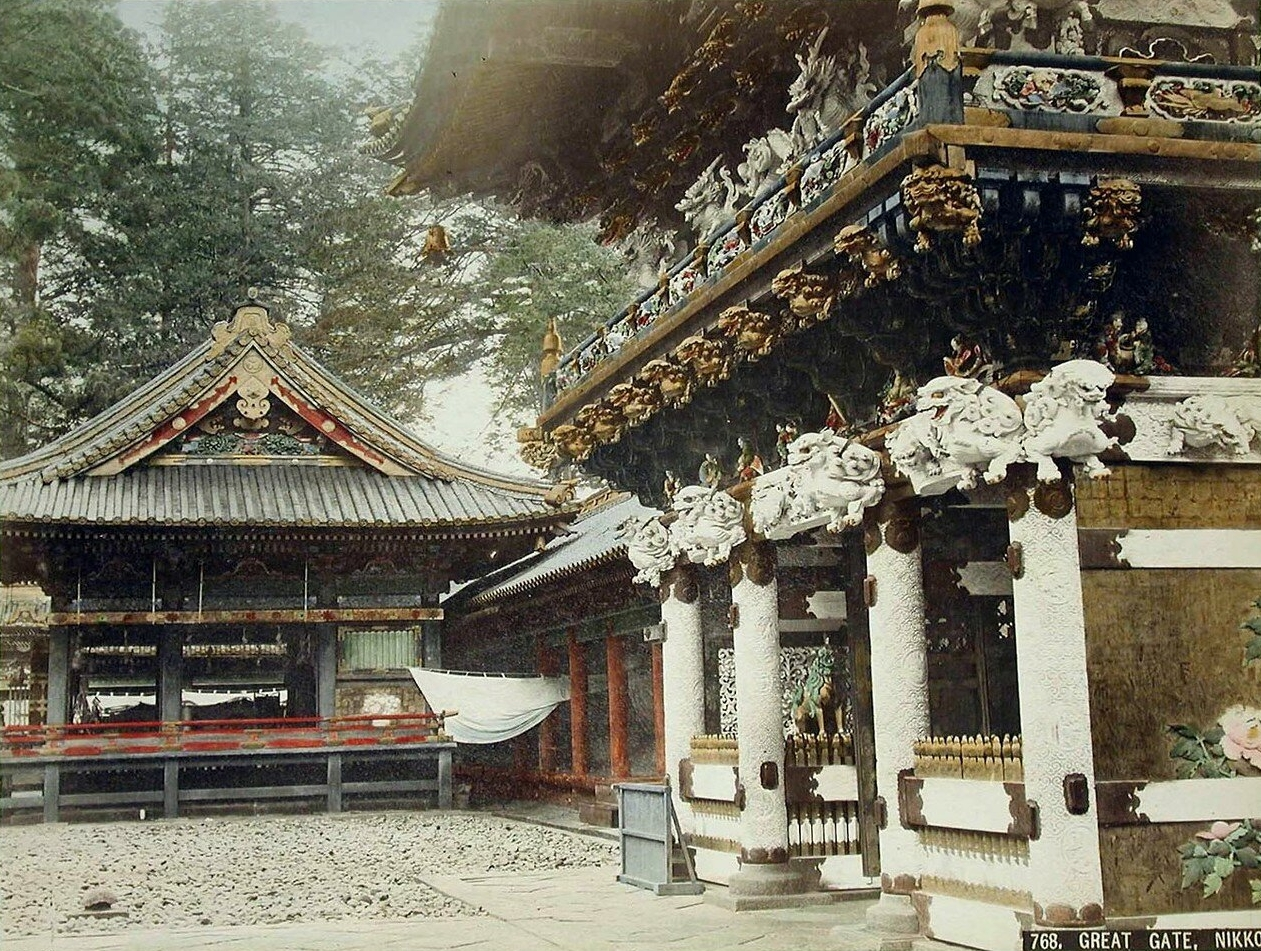
Đền chùa Nikkō
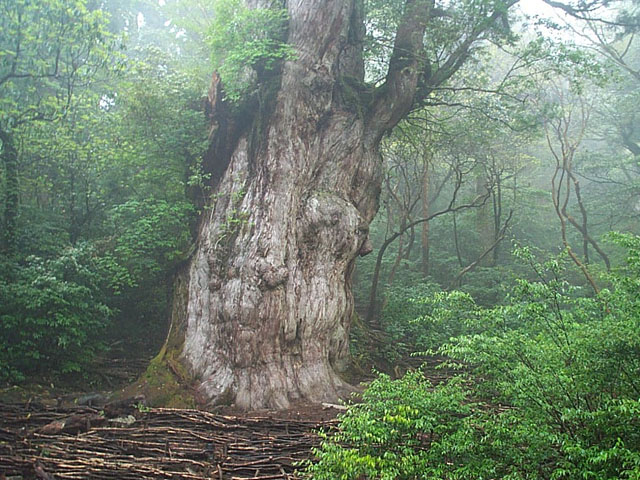
Cây thông liễu (Sugi) ở Yakushima
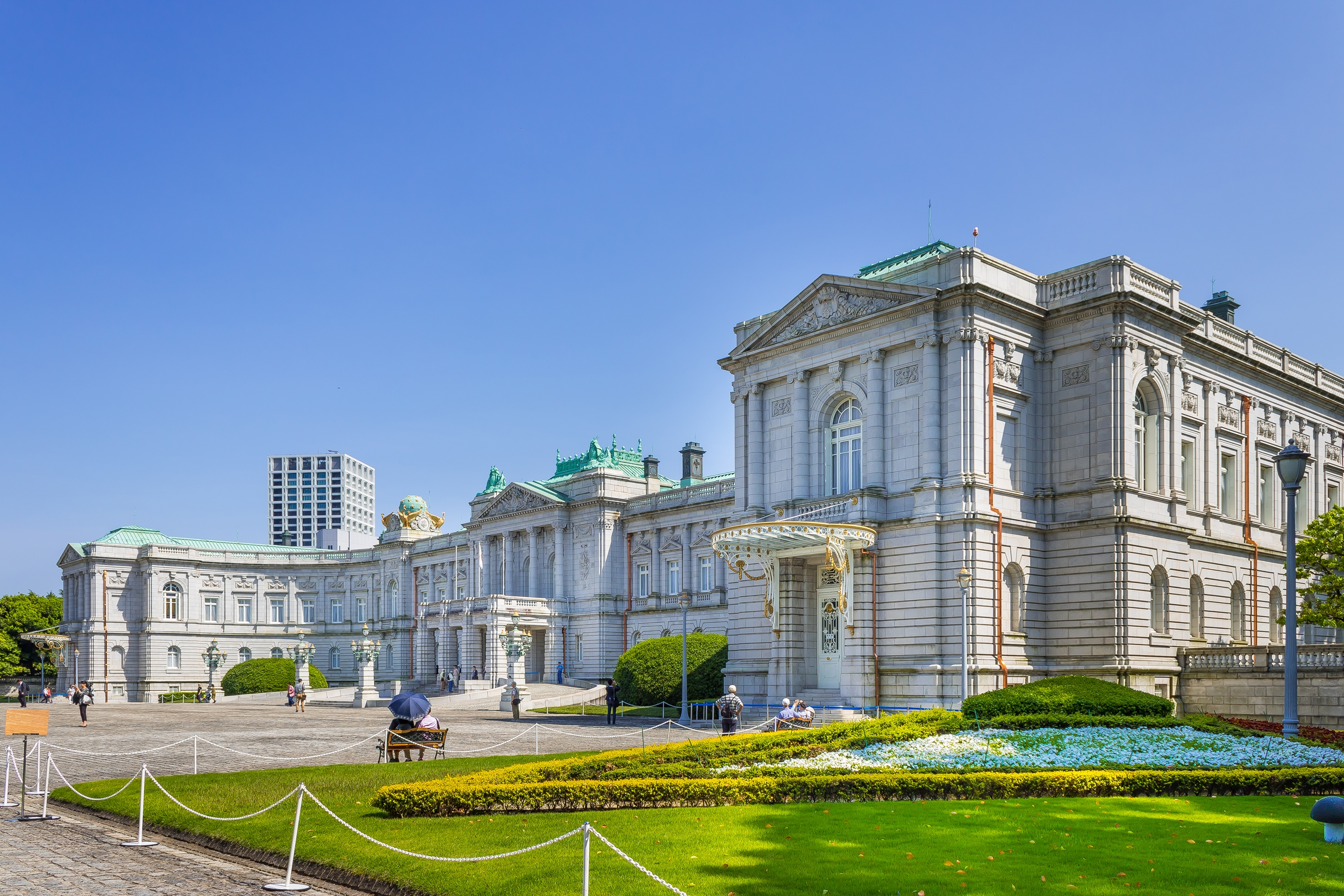
Akasaka Palace
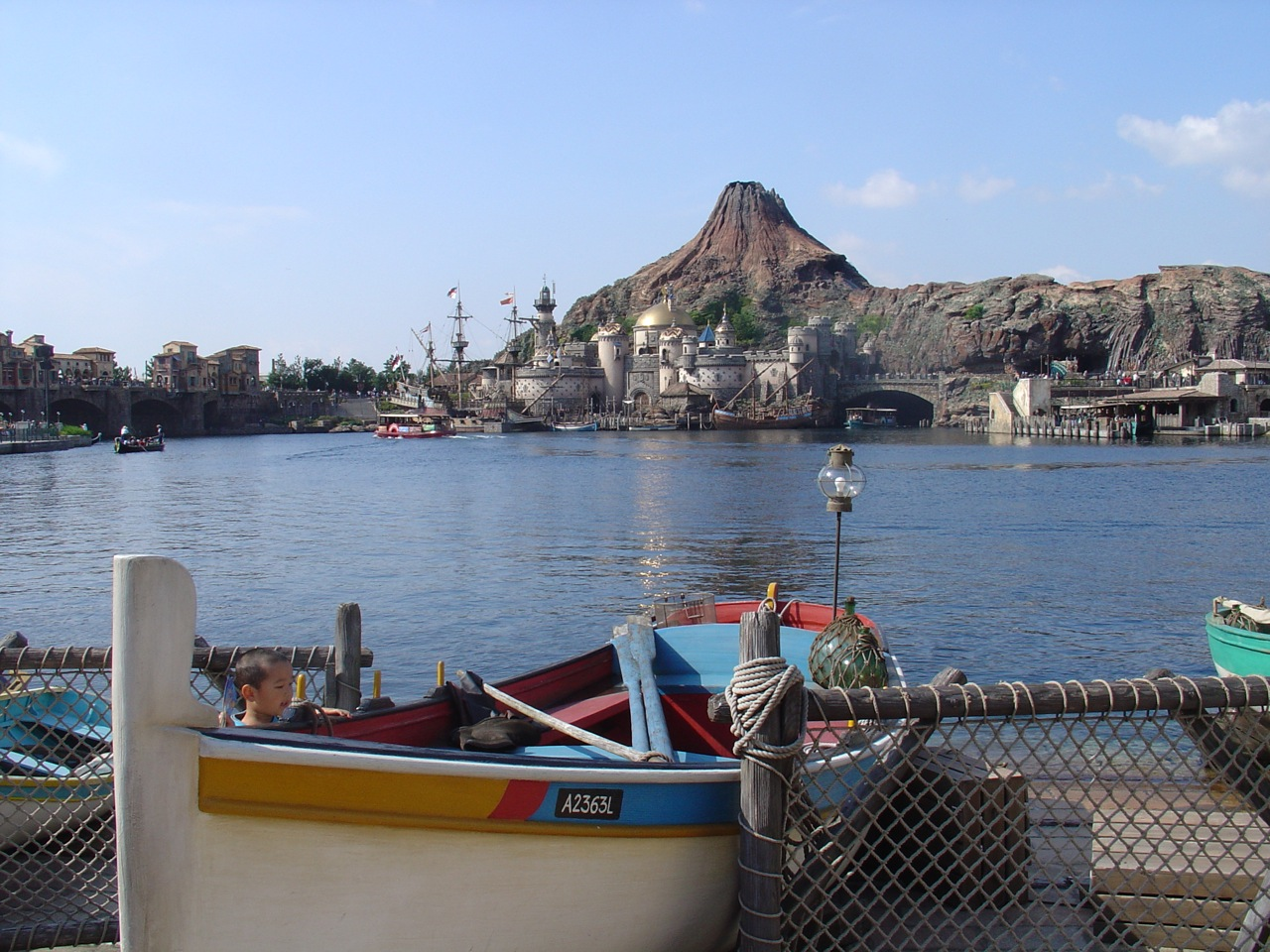
Tokyo DisneySea
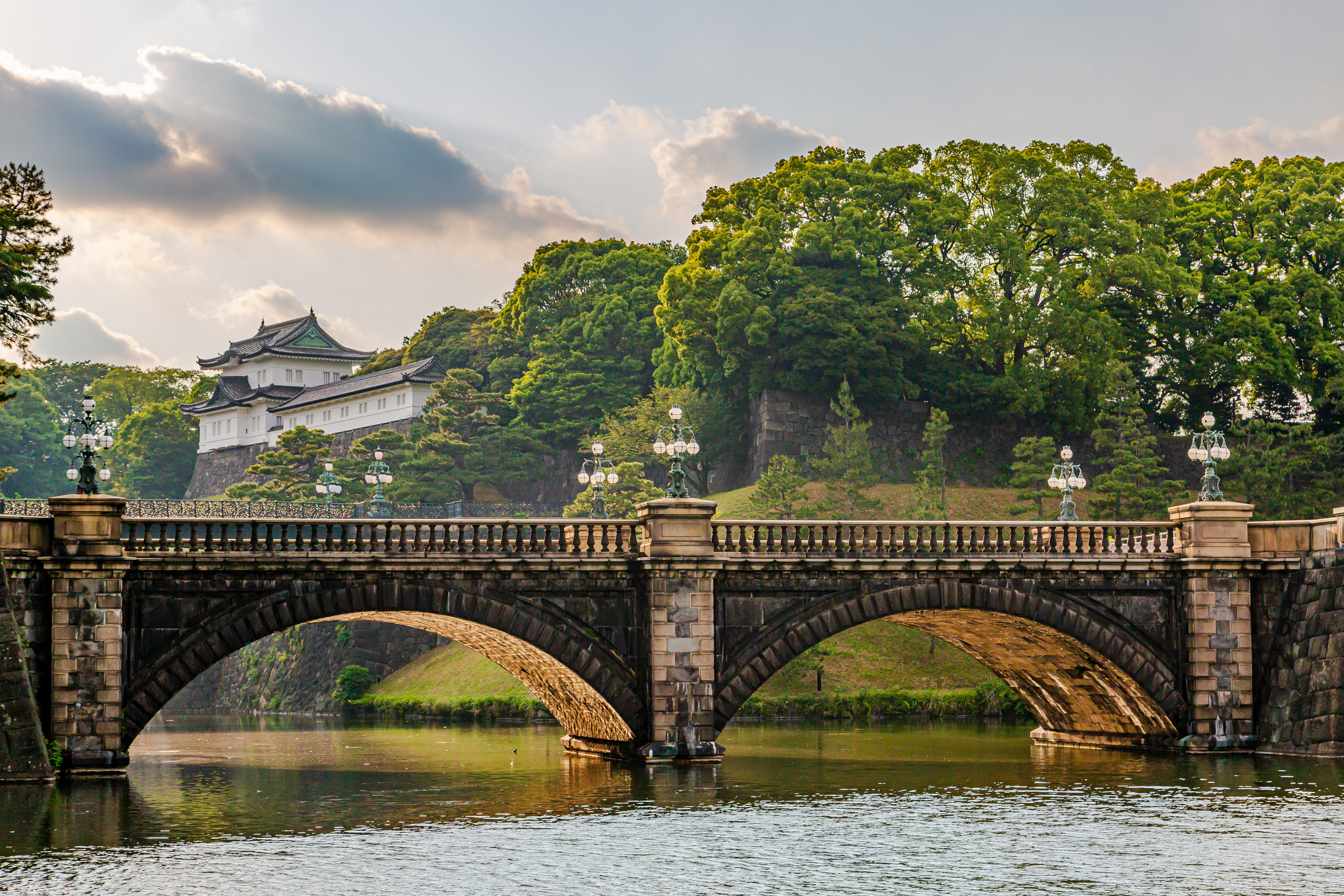
Hoàng cung Tokyo
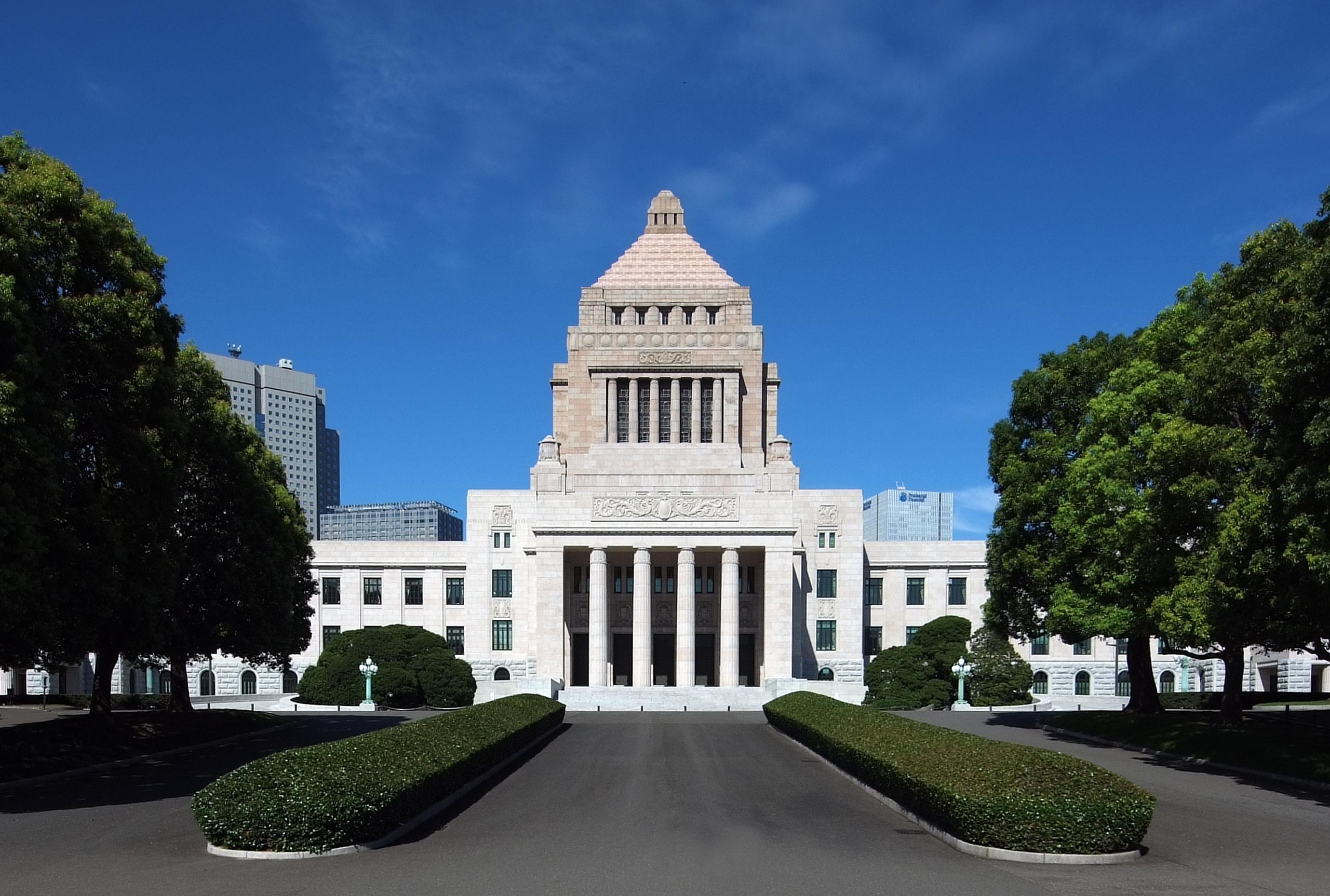
Tòa Nghị sự Quốc hội

## Thể thao

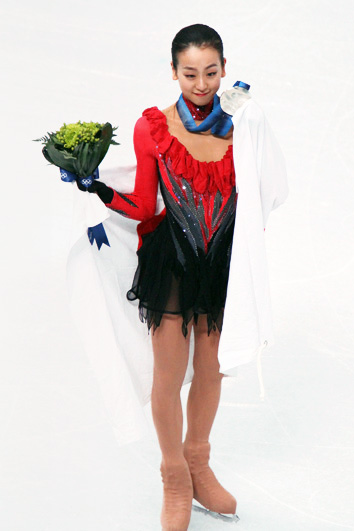
Asada Mao, huy chương vàng của giải vô địch trượt băng nghệ thuật thế giới, trong buổi lễ trao huy chương tại đấu trường Torino Palavela, Italia.

Về truyền thống, Sumo được coi là môn thể thao quốc gia của Nhật Bản và là một trong những môn thể thao có lượng người xem lớn nhất tại Nhật. Các môn võ như judo, karate & kendō cũng phổ biến và được tập luyện rộng rãi khắp đất nước. Sau thời kỳ Minh Trị, rất nhiều môn thể thao phương Tây đã du nhập vào Nhật và lan truyền nhanh chóng trong hệ thống giáo dục.
Hệ thống thể thao học đường của Nhật Bản có thể coi là phát triển nhất châu Á và hàng đầu thế giới. Giáo dục thể chất là môn học bắt buộc như hầu hết các nước khác, nhưng để nâng cao hơn nữa thể chất học sinh, nhà trường hàng năm luôn tổ chức đại hội thể thao toàn trường, yêu cầu tất cả các lớp và tất cả học sinh phải tham gia. Đối với các môn thể thao Olympic hay các môn thể thao có sự quan tâm lớn ở Nhật, mỗi trường học luôn phải xây sân bóng đá hoặc bóng chày, nhà thi đấu đa năng, bể bơi và trang bị đầy đủ cơ sở vật chất để học sinh luyện tập. Các câu lạc bộ hay đội tuyển thể thao của trường cũng phải được quản lý bài bản và có huấn luyện viên chuyên môn, để học sinh được rèn luyện và thi đấu với tinh thần chuyên nghiệp, kỹ thuật tốt và kỷ luật cao. Hàng năm trên toàn quốc luôn có các giải thể thao học đường để giúp các trường và các học sinh được thi đấu với nhau. Những học sinh có tư chất thể thao ưu tú luôn được các tổ chức thể thao chuyên nghiệp săn đón thông qua các giải thể thao học đường này, từ đó giúp cho học sinh có thể yên tâm đi theo con đường thể thao chuyên nghiệp khi trưởng thành.
Phát triển dựa trên nền tảng là thể thao học đường, Nhật Bản cho thấy mình là cường quốc thể thao hàng đầu của châu Á cũng như thế giới, thể hiện ở việc họ chưa bao giờ rời khỏi top 3 tại các kỳ Asian Games, trong đó thống trị 9 kỳ đầu tiên. Họ cũng luôn nằm trong nhóm những nước đạt nhiều huy chương tại Olympic cả mùa hè và mùa đông. Thể thao học đường phát triển đã giúp cho Đoàn thể thao sinh viên Nhật Bản đứng đầu tại Đại hội Thể thao Sinh viên Thế giới (Universiad) liên tiếp tại hai kỳ 2017 và 2019. Nhật Bản là đất nước đầu tiên ở châu Á tổ chức một kỳ Thế vận hội mùa hè và một kỳ mùa đông là Thế vận hội Mùa hè 1964 tại Tokyo và Thế vận hội Mùa đông 1972 ở Sapporo. Tokyo cũng là thành phố đầu tiên của châu Á có hai lần đăng cai Thế vận hội, khi là chủ nhà của Thế vận hội Mùa hè 2020.
Giải Bóng chày Nhật Bản được thành lập năm 1936. Ngày nay, bóng chày là môn thể thao có lượng người xem lớn nhất tại quốc gia này. Nhật Bản là một trong những cường quốc bóng chày. Họ đã 3 lần vô địch World Baseball Classic (2006, 2009, 2023), 1 kỷ lục. Một trong những cầu thủ bóng chày nổi tiếng nhất của Nhật là Shohei Ohtani, người đã từng dành danh hiệu MVP của MLB đang chơi đội Los Angeles Dodgers.
Từ khi có sự thành lập Giải bóng đá chuyên nghiệp Nhật Bản (J.League) năm 1992, môn thể thao này cũng đã nhanh chóng phát triển mạnh mẽ. Nhật Bản là nước tổ chức Cúp bóng đá liên lục địa từ năm 1981 tới 2004 và là nước đồng chủ nhà World Cup 2002 cùng Hàn Quốc. Đội tuyển bóng đá quốc gia Nhật Bản là một trong những đội bóng thành công nhất ở châu Á với bốn lần dành chức vô địch cúp bóng đá châu Á và luôn giành quyền tham dự World Cup từ năm 1998. Đội tuyển Bóng đá nữ Quốc gia Nhật Bản giành vô địch World Cup nữ năm 2011, trở thánh đội tuyển châu Á đầu tiên đứng đầu thế giới bóng đá 11 người cấp quốc gia. Đội tuyển bóng đá trong nhà quốc gia Nhật Bản nam với 4 lần vô địch châu Á và 5 lần tham dự Giải vô địch bóng đá trong nhà thế giới cùng với Iran là 2 đội bóng thành công nhất của futsal châu Á. Đội tuyển bóng đá trong nhà nữ Nhật Bản cũng có 2 lần á quân futsal châu Á. Đội tuyển bóng đá bãi biển quốc gia Nhật Bản đã 3 lần vô địch châu Á và giành ngôi á quân FIFA Beach Soccer World Cup năm 2021.
Golf, đua ô tô, giải đua ô tô Super GT và Formula Nippon cũng là những môn thể thao nổi tiếng ở Nhật. Đường đua Twin Ring Motegi được Honda hoàn thành xây dựng năm 1997 để đưa môn đua công thức 1 tới Nhật.
Trượt băng nghệ thuật cũng là một trong các môn thể thao phổ biến tại Nhật Bản; đặc biệt sự cạnh tranh giữa Asada Mao và Kim Yuna đã nổi lên như một hiện tượng và thu hút được rất nhiều sự quan tâm của công chúng Nhật Bản. Việc tuyển thủ Hanyu Yuzuru vô địch 2 lần Olympic mùa đông đã khiến môn thi đấu này cũng được chú ý nhiều hơn.

## Đối ngoại và quốc phòng

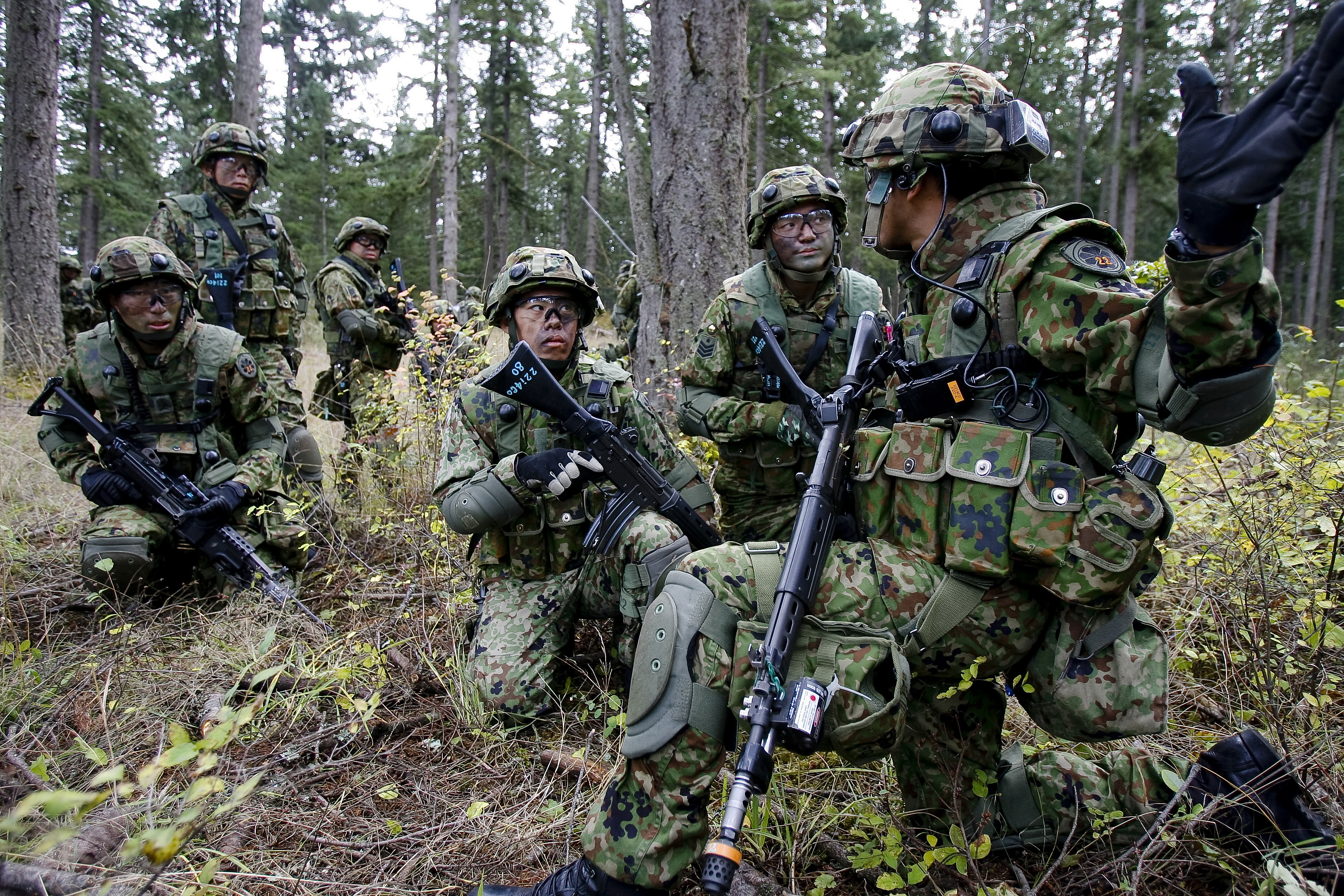
Lính Nhật Bản thuộc Trung đoàn Bộ binh số 22 của Lực lượng Phòng vệ Mặt đất Nhật Bản huấn luyện tấn công đô thị với lính Mỹ thuộc Tiểu đoàn 1, Trung đoàn Bộ binh số 17, Lữ đoàn 5

Nhật Bản là thành viên của nhóm G8, khối APEC và ASEAN+3, đồng thời tham dự Hội nghị cấp cao Đông Á. Nhật Bản đã ký một hiệp ước an ninh với Úc vào tháng 3 năm 2007 và với Ấn Độ vào tháng 10 năm 2008. Nhật Bản là nhà tài trợ lớn thứ năm thế giới qua hình thức hỗ trợ phát triển chính thức; nước này đã đóng góp 9,2 tỷ USD trong năm 2014.
Nhật Bản xây dựng quan hệ chặt chẽ về kinh tế và quân sự với Hoa Kỳ; liên minh an ninh Mỹ-Nhật đóng vai trò nền tảng trong chính sách đối ngoại của quốc gia này. Gia nhập Liên Hợp Quốc từ năm 1956, Nhật Bản đã phục vụ trong Hội đồng Bảo an với tư cách là nước thành viên không thường trực tổng cộng 21 năm, lần gần đây nhất là nhiệm kỳ từ năm 2016 đến 2017. Nhật Bản là một trong những nước G4 đang theo đuổi mục tiêu trở thành thành viên thường trực của Hội đồng Bảo an.
Nhật Bản cũng vướng vào những vụ tranh chấp lãnh thổ với các nước láng giềng: với Nga về chủ quyền trên quần đảo Nam Kuril, với Hàn Quốc về chủ quyền trên đảo Liancourt, với Trung Quốc và Đài Loan về chủ quyền trên quần đảo Senkaku, và với riêng Trung Quốc về phạm vi EEZ quanh Okino Tori-shima. Quốc gia này cũng đang phải đối mặt với mâu thuẫn từ vụ Cộng hòa Dân chủ Nhân dân Triều Tiên bắt cóc công dân Nhật Bản trong quá khứ, cũng như các căng thẳng xung quanh chương trình phát triển vũ khí hạt nhân và tên lửa trên bán đảo Triều Tiên (xem thêm: Đàm phán Sáu bên).
Quân đội Nhật Bản (Lực lượng Phòng vệ) bị giới hạn bởi Điều 9 Hiến pháp Nhật Bản, trong đó quy định nước này từ bỏ quyền tuyên chiến hoặc sử dụng vũ lực quân sự trong các cuộc xung đột quốc tế. Như vậy, Lực lượng Phòng vệ (JSDF) là binh lực quốc phòng thuần túy và không bao giờ được phép nổ súng bên ngoài lãnh thổ Nhật Bản. Lực lượng này do Bộ Phòng vệ quản lý, và gồm ba binh chủng chính yếu là Lực lượng Phòng vệ Mặt đất (JGSDF), Lực lượng Phòng vệ Biển (JMSDF) và Lực lượng Phòng vệ Trên không (JASDF). Lực lượng này gần đây đã mở rộng dần phạm vi hoạt động của mình, chẳng hạn như hỗ trợ công cuộc gìn giữ hòa bình; việc đưa binh sĩ sang Iraq đánh dấu sự xuất hiện lần đầu tiên của quân đội Nhật Bản bên ngoài lãnh thổ nước này kể từ sau Chiến tranh thế giới thứ hai. Hiện nay Nhật Bản là một trong những nước duy trì ngân sách quốc phòng lớn nhất thế giới.